# Murcki
Murcki (niem. Emanuelssegen) – część oraz dzielnica Katowic, położona w południowym rejonie miasta, na Płaskowyżu Murcek, w latach 1967–1975 samodzielne miasto.
Murcki rozwinęły się dzięki działalności górniczej. W 1769 roku powstała tu najstarsza na Górnym Śląsku kopalnia węgla kamiennego – „Emanuelssegen” (późniejsza kopalnia „Murcki”). Rozwój Murcek przyspieszyło doprowadzenie i uruchomienie linii kolejowej 1 grudnia 1852 roku. Ostatni szyb kopalni „Murcki” na terenie Murcek zamknięto w 2004 roku, lecz wydobycie węgla nadal jest prowadzone na obszarze jednostki. Równocześnie rozwinęły się też inne działalności produkcyjno-usługowe.
Dzielnica ma zróżnicowaną strukturę funkcjonalno-przestrzenną z dominacją funkcji przemysłowej, a także mieszkaniowej. Zabudowa mieszkaniowo-usługowa Murcek pochodzi głównie z przełomu XIX i XX wieku, a także z okresu powojennego. Główną trasą drogową przebiegającą przez jednostkę jest ulica Bielska (droga krajowa nr 86), która biegnie w osi północ-południe.
Murcki są największą pod względem powierzchni dzielnicą Katowic – 41,53 km² (25,2% powierzchni Katowic). Znajduje się tu najwyżej (Wzgórze Wandy – 357,6 m n.p.m.), jak i jeden z dwóch najniżej (dolina Mlecznej – 245 m n.p.m.) położonych punktów Katowic, a także posiada największą lesistość spośród wszystkich dzielnic Katowic – 86%. Murcki liczyły pod koniec 2020 roku 4 840 mieszkańców (1,78% ludności miasta).

## Geografia

### Położenie
Murcki pod względem administracyjnym położone są w województwie śląskim i stanowią jedną z dzielnic (jednostek pomocniczych) miasta Katowice (nr 18), zlokalizowaną w południowej części miasta, w odległości około 15 km na południowy wschód od centrum. Graniczą one od północy z Giszowcem, od wschodu z miastem Mysłowice (dzielnice Wesoła i Ławki), od południa z miastami Lędziny i Tychy, a od zachodu z dzielnicami Kostuchna i Piotrowice-Ochojec. Granice jednostki biegną następująco:
- od północy – od skrzyżowania dróg leśnych w pobliżu źródła Kłodnicy w kierunku południowo-wschodnim do rozwidlenia ul. Bielskiej i dalej na wschód do granicy Katowic z Mysłowicami (do ul. Granica Wesołej)[1],
- od wschodu i południa – granica Katowic z Mysłowicami, Lędzinami i Tychami[1],
- od zachodu – na północ w linii prostej wzdłuż drogi leśnej od skrzyżowania ul. Bielskiej i Beskidzkiej; na wysokości ul. Macierzanki skręca na północny wschód w kierunku skrzyżowania w pobliżu źródeł Kłodnicy[1].

Według podziału fizycznogeograficznego Jerzego Kondrackiego północna część dzielnicy znajduje się w mezoregionie Wyżyna Katowicka (341.13), natomiast południowa na Pagórach Jaworznickich (341.14). Granica między dwoma mezoregionami biegnie równolegle do ul. Beskidzkiej. Mezoregiony te stanowią południową część Wyżyny Śląskiej, która jest częścią podprowincji Wyżyna Śląsko-Krakowska. Pod względem historycznym Murcki znajdują się we wschodniej części Górnego Śląska.

### Geologia

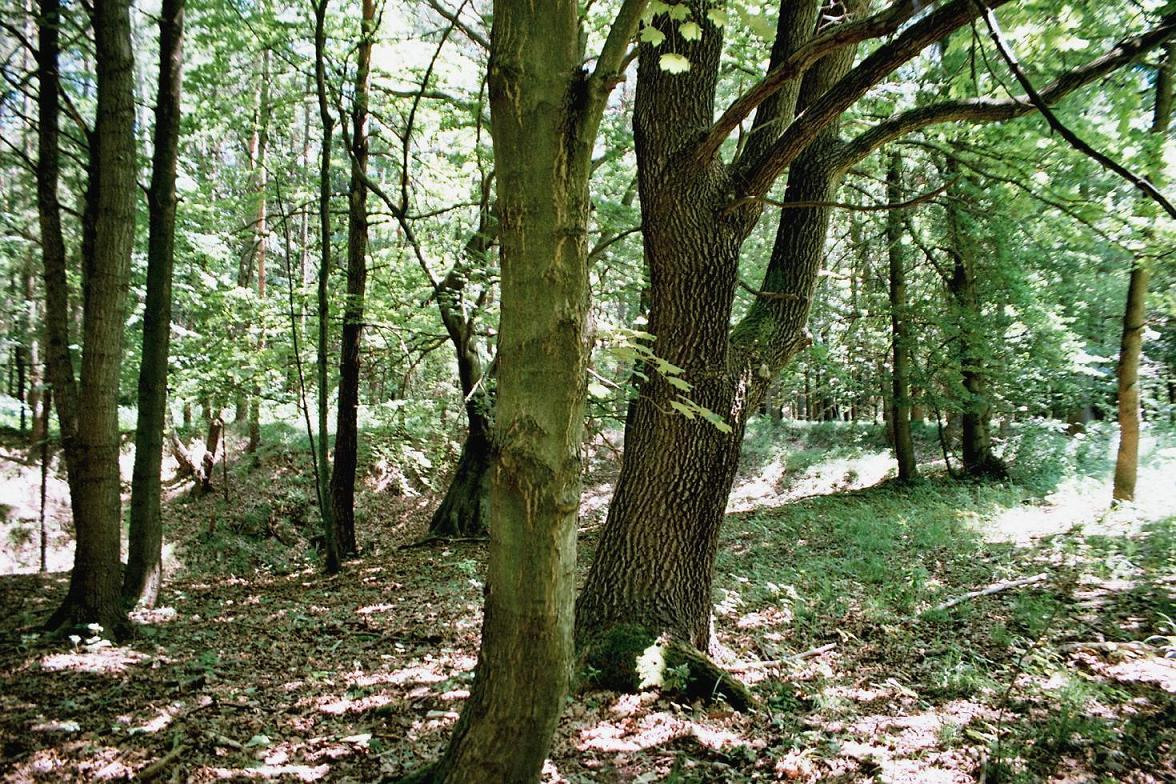
Kamienna Góra w Murckach wykształciła się na skałach pochodzących z triasu środkowego

Murcki pod względem budowy geologicznej znajdują się w zapadlisku górnośląskim. Obszar ten ma budowę zrębową. Na przełomie dewonu i karbonu zostało zaburzone paleozoiczne podłoże Wyżyny Ślaskiej poprzez utworzenie zapadliska, które w okresie karbonu zostało wypełnione przez zlepieńce, piaskowce i łupki ilaste zawierające pokłady węgla kamiennego. Spośród wszystkich warstw karbonu, największą powierzchnię, w tym na terenie Murcek, obejmują wychodnie warstw orzeskich (westfal B) o miąższości nie przekraczającej 900 m. Są one zbudowane z łupków z wkładami piaskowców, syderytów i licznymi pokładami węgla (w tym o miąższości ponad 1,5 m). Występują tu też łupki ilaste, wykorzystywane w przeszłości do produkcji ceramiki budowlanej. Wychodne karbonu górnego występują na znacznej części Płaskowyżu Murcek. Na tych skałach zbudowane jest m.in. położone w Murckach najwyższe wzniesienie w Katowicach – Wzgórze Wandy.
Południowa część Murcek (bez utworów czwartorzędowych) jest zbudowana ze skał wytworzonych w trzeciorzędzie. Procesy z tego okresu wykształciły w dużej mierze rzeźbę Murcek. Dochodziło wówczas do intensywnego wietrzenia i denudacji. Za sprawą trwających w miocenie ruchów tektonicznych związanych z orogenezą alpejską powstał m.in. rów tektoniczny ciągnący się równolegle do dzisiejszej ul. Beskidzkiej. Powstałe zapadlisko na południe od uskoku (Kotlina Mlecznej) zostało pokryte osadami z morza mioceńskiego: iłami marglistymi i piaszczystymi i piaskami (w tym z otoczakami skał karbońskich). Pośród tych utworów występują dwa miejsca zbudowane ze starszych skał, pochodzących z triasu środkowego (wapienie, margle i dolomity). Jedno z tych wzniesień to Kamienna Góra.
W czwartorzędzie obszar Murcek został przykryty przez lądolód prawdopodobnie dwukrotnie: podczas zlodowacenia Sanu i Odry (środkowopolskiego). Ze zlodowacenia Odry pozostały gliny zwałowe, które w Murckach występują przy granicy Murcek w pobliżu szpitala w Ochojcu, w rejonie kopalni „Mysłowice-Wesoła”, w otoczeniu Kamiennej Góry i w rejonach dolin Pstrążnika i Przyrwy. W trakcie wycofywania się lądolodu zlodowacenia Odry wypływające wody spowodowały transport materiałów piaszczystych i piaszczysto-żwirowych, tworząc obniżenia i równiny typu sandrowego. Osady te występują w niżej położonych częściach Murcek, zwłaszcza w Kotlinie Mlecznej, a także w wyżej położonych partiach dolin rzek Przyrwy, Boliny i Rowu Murckowskiego oraz w zachodniej części zabudowanego obszaru Murcek, od ul. Goetla w kierunku ul. Szarych Szeregów. Wolne od lodu, wyżej położone części Murcek zostały okryte płaszczem zwietrzeliny. W holocenie trwał proces niszczenia osadów plejstoceńskich, zwłaszcza w dolinach rzek. Na stokach utworzyły się doliny erozyjne, w tym wąwozy, parowy i wciosy. W Murckach osady rzeczne występują w dolinach rzek i potoków, głównie Rowu Murckowskiego, Przyrwy, Pstrążnika, Mlecznej, Boliny i Ślepotki.

### Rzeźba terenu

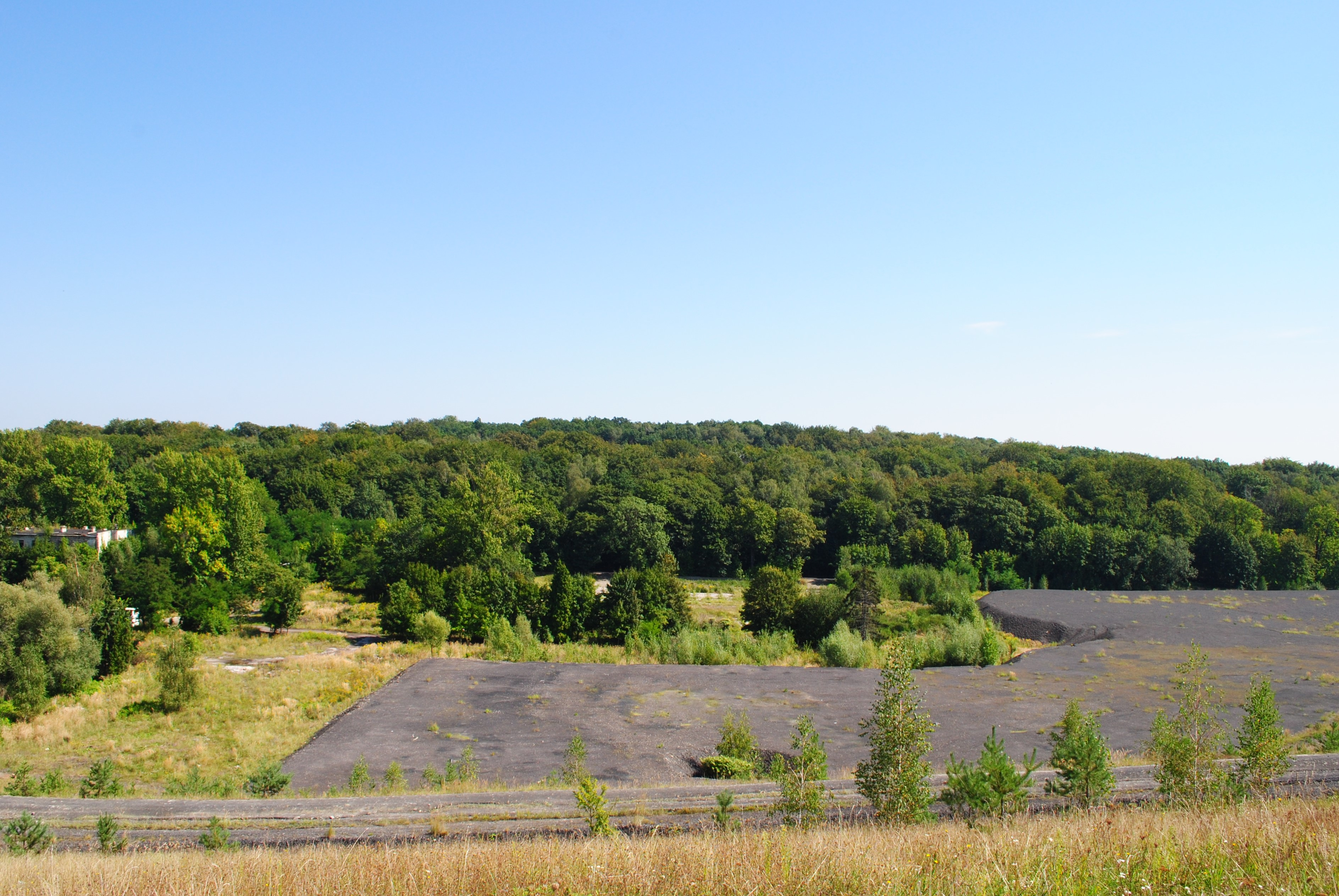
Najwyższy punkt Murcek oraz całych Katowic – Wzgórze Wandy (357,6 m n.p.m.)

Rzeźba terenu obszaru Murcek charakteryzuje się jej dużym zróżnicowaniem. Znajduje się tu zarówno najwyżej (Wzgórze Wandy – 357,6 m n.p.m.; na Płaskowyżu Murcek), jak i jeden z dwóch najniżej położonych punktów Katowic (dolina Mlecznej – 245 m n.p.m.; w Kotlinie Mlecznej; drugi punkt to dolina Kłodnicy w Ligocie-Panewnikach). Murcki położone są na Wyżynie Śląskiej, w dwóch mezoregionach, którego podział biegnie równolegle do ul. Beskidzkiej. Północna część, w której znajduje się zurbanizowana część Murcek, znajduje się w mezoregionie Wyżyna Katowicka (341.13), w całości w jednostce morfologicznej Płaskowyż Murcek. Płaskowyż ten w kierunku północnym opada dosyć łagodnie tworząc szerokie, płaskie grzędy rozczłonkowane przez przepływające cieki wodne. Jedna z nich zlokalizowana jest w centralnej części Murcek, w której góruje Wzgórze Wandy. Wysoczyzny te są zbudowane na skałach karbońskich, natomiast niżej położone tereny stanowią wysoczyzny płaskie gliniaste. Ciągną one się na zachód od ul. Goetla, a także wzdłuż Boliny.

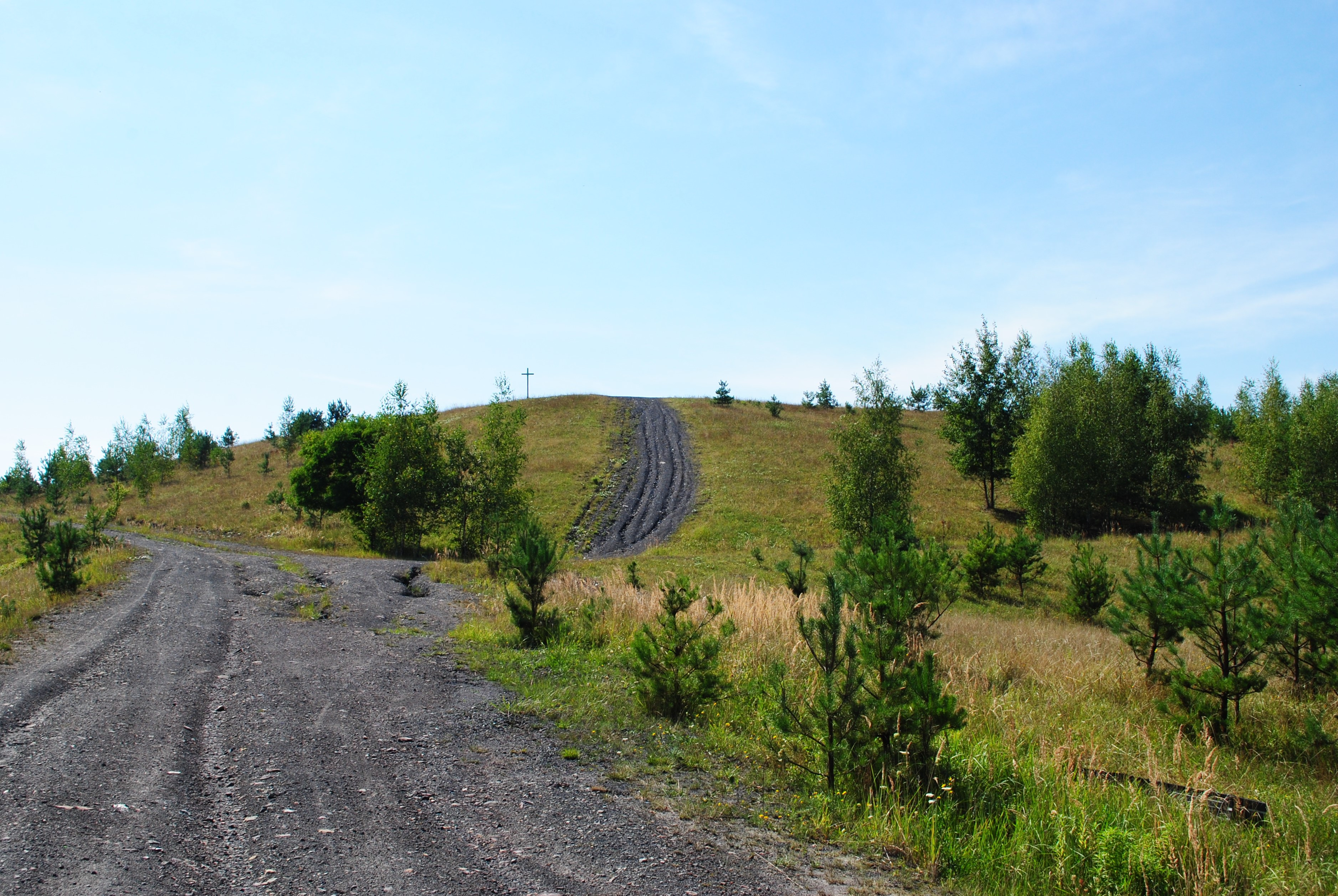
Hałda Murckowska o wysokości względnej dochodzącej do 50 m

Południowa część Murcek jest w mezoregionie Pagóry Jaworznickie (341.14), w jednostce morfologicznej Kotlina Mlecznej. Kotlina ta jest pochodzenia tektonicznego i stanowi równinę sandrową. W najniższym miejscu równina ta ma w dolinie Mlecznej wysokość około 245 m n.p.m. W obrębie kotliny znajduje się ostaniec triasowy – Kamienna Góra, która jest wyniesiona na wysokość ponad 265 m n.p.m.
Zasadniczy wpływ na rzeźbą terenu w Murckach miała również działalność człowieka związana z osadnictwem oraz wydobyciem i przetwórstwem surowców mineralnych, zwłaszcza węgla kamiennego. Dużą część powierzchni zajmują tereny płytkiej eksploatacji górniczej, co doprowadziło do pozostawienia pustek poeksploatacyjnych, a także do osiadania terenu. Przy kopalniach węgla kamiennego w Murckach powstały dwa duże zwałowiska: Hałda Murckowska przy byłym szybie „Maria” kopalni „Murcki” w pobliżu ul. Bielskiej (wysokość 50 metrów; powstawała od lat 80. XX wieku z nagromadzenia odpadów wydobywczych – głównie skały płonnej) oraz hałda przy kopalni „Wesoła” (powstawała od lat 50. do lat 90. XX wieku; deponowano na niej odpady wydobywcze – skałę płonną). Ponadto zwałowisko zlokalizowano w miejscu trzech dawnych osadników wód popłuczkowych „Krystyna” położonych na południowy zachód od Wzgórza Wandy. Prace przy ich przekształceniu zakończono w 2012 roku.

### Gleby
Murcki charakteryzują się dużym zróżnicowaniem pod względem gleb. W wyższych partiach jednostki (głównie w środkowej części Murcek) dominują gleby płowe wytworzone z glin zwałowych oraz piasków naglinowych i naiłowych. Gleby te są dosyć żyzne, a ich odczyn jest kwaśny lub zbliżony do obojętnego. Niżej położony obszar (głównie na południu i zachodzie Murcek) zbudowany jest z gleb bielicowych i rdzawych wytworzonych z piasków słabogliniastych. Mają niską zawartość próchnicy i kwaśny odczyn. Są mniej korzystne dla upraw roli niż gleby płowe. W dolinach rzek (głównie Mlecznej i Przyrwy) ponadto występują gleby bagienne. Powstały one w warunkach sprzyjających tworzeniu się osadów organicznych, zwłaszcza w dolinach o małym spadku i utrudnionym dopływie. Są przeważnie glebami łąkowymi.
W Murckach dominują III i IV klasy bonitacyjnej. Gleby III klasy występują po wschodniej stronie zurbanizowanej części Murcek i w rejonie Hamerli. Gleby IV klasy obejmują centralną i zachodnią część zurbanizowanego osiedla, Siągarnię, a także tereny w rejonie Tartaku i Cegielni oraz pola uprawne przy granicy z Lędzinami. 

### Klimat
Klimat Murcek nie wyróżnia się zbytnio od klimatu dla całych Katowic. Występuje tu klimat umiarkowany przejściowy z przewagą prądów oceanicznych nad kontynentalnymi. Dominują wiatry zachodnie (około 60% udziału), a w mniejszym stopniu wschodnie i południowe. Średnia roczna temperatura w wieloleciu 1961-2005 dla stacji w pobliskim Muchowcu wynosiła 8,1 °C, lecz zaznacza się tu też zjawisko miejskiej wyspy ciepła, które lokalnie modyfikuje temperaturę powietrza. Najcieplejszym miesiącem jest lipiec (17,8 °C), a najchłodniejszym styczeń (–2,2 °C). Średnie roczne usłonecznienie w wieloleciu 1966-2005 wynosiło 1474 godziny. Średnia roczna suma opadów w Murckach jest natomiast wyższa niż w centrum Katowic (odpowiednio 855 do 731 mm).
Klimat lokalny Murcek jest modyfikowany przez czynniki lokalne (topoklimat). W Murckach dominuje topoklimat charakterystyczny dla obszarów leśnych z izolowanym obszarem zamieszkałym. Otoczenie lasu powoduje pogorszenie warunków topoklimatycznych, spowodowane osłonięciem terenów przez kompleksy leśne, które pogarszają możliwość przewietrzania terenów zabudowanych, a w tym stagnacji chłodnego powietrza i wzrostu zanieczyszczeń.

### Wody powierzchniowe i podziemne

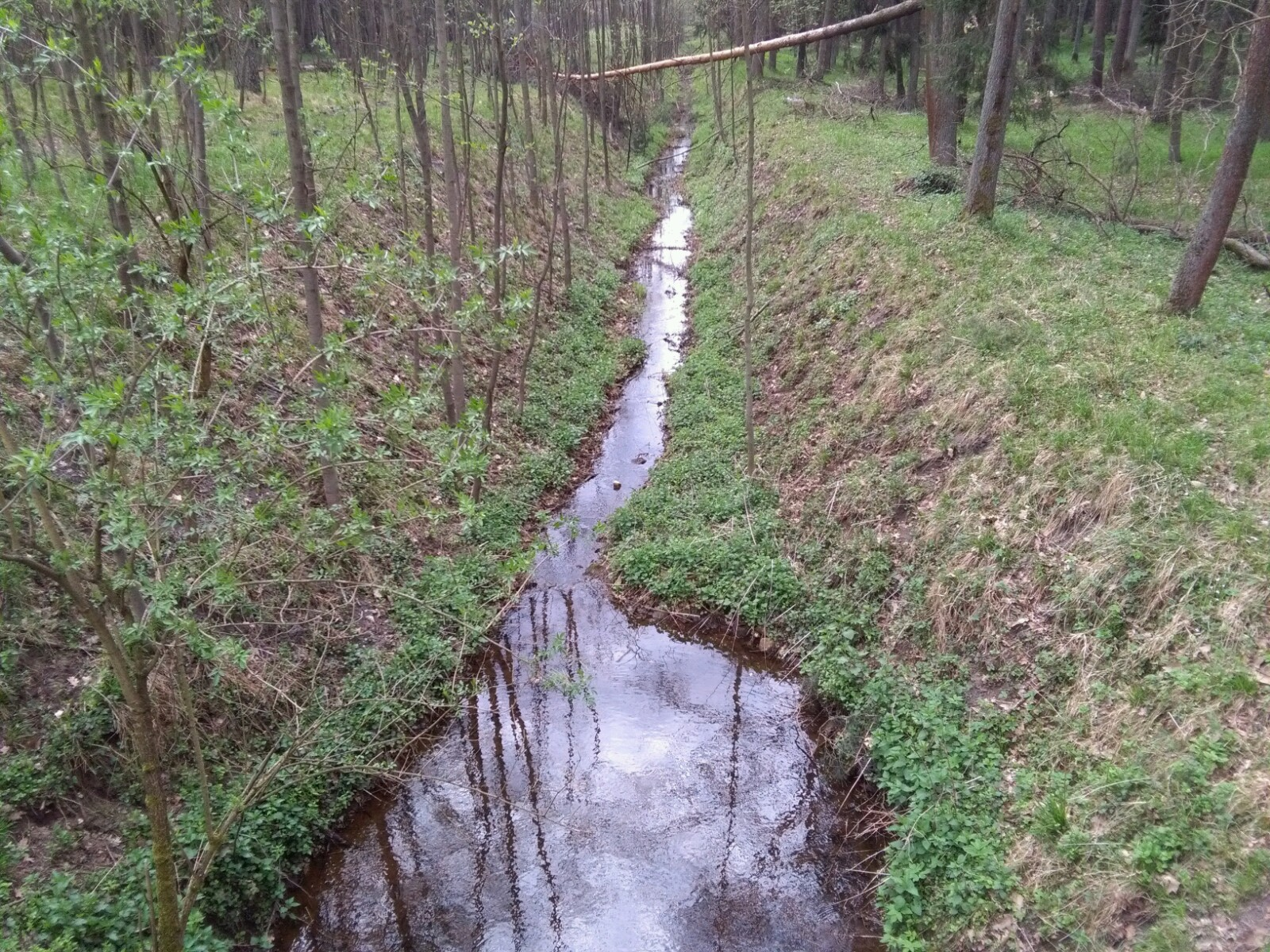
Rów Murckowski w Lasach Murckowskich przed ujściem do Mlecznej

Teren Murcek zlokalizowany jest w dorzeczach dwóch głównych rzek Polski: Wisły (północna część Murcek) i Odry (południowa część). Przebiega tutaj dział wodny I rzędu. Na obszarze Murcek biegnie od wschodu wzdłuż ul. Szarych Szeregów i dalej wzdłuż ul. Mruczka, po czym na północ od skrzyżowania z ul. Laskowskiego ciągnie się w kierunku północno-wschodnim do skrzyżowania z ul. Goetla i Fojkisa. Tam dział wodny biegnie dalej w kierunku północno-zachodnim.
W dorzeczu Wisły znajduje się większa część Murcek. W niej znajdują się zlewnie Boliny, Mlecznej i jej dopływów (w tym Przyrwy i Rowu Murckowskiego), a także Pstrążnika i Dopływu spod Mąkołowca. W Murckach Przyrwa, Pstrążnik i Rów Murckowski ma swoje źródło, z czego Przyrwa w pobliżu rezerwatu przyrody „Las Murckowski”, a Rów Murckowski w rejonie skrzyżowania ul. Kołodzieja i Tartacznej. Średni przepływ przy prawdopodobieństwie równym 50% Rowu Murckowskiego wynosi 1,28 m³/s, Pstrążnika 1,25 m³/s, natomiast Mlecznej przy ujściu Pstrążnika 4,98 m³/s. W dolinie Przyrwy znajduje się największy zbiornik wodny w Murckach – Wesoła Fala, o powierzchni 8,98 ha.
Dorzecze Odry na terenie Murcek obejmuje część zlewni Ślepotki (w Murckach jest jej źródło) i Rowu Zielonego (również jej źródło jest na terenie dzielnicy), które są dopływem Kłodnicy. Fragment zlewni tej rzeki znajduje się w północnej części Murcek. Średni przepływ przy prawdopodobieństwie równym 50% Ślepiotki przed ujściem Rowu Zielonego wynosi 9,2 m³/s, a samego Rowu Zielonego 1,05 m³/s.

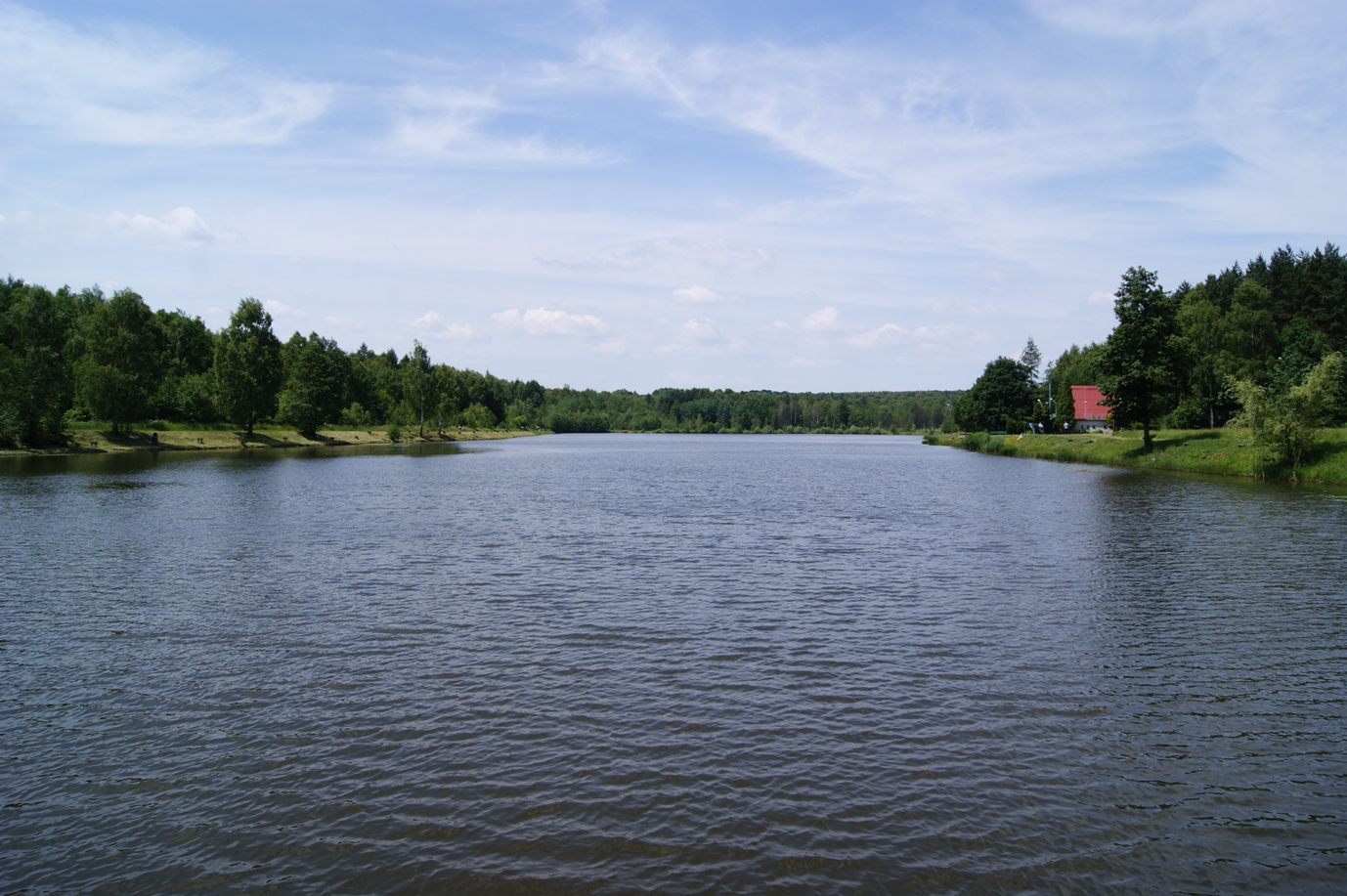
Staw Wesoła Fala

Sieć hydrograficzna w Murckach, zwłaszcza na terenach bardziej zurbanizowanych, jest silnie zantropogenizowana, głównie na skutek działalności górniczej. Spowodowała ona załamania profilu cieków wodnych oraz znaczne osiadania terenu, co doprowadza do konieczności wykonywania regulacji rzek. Ślepotka w odcinku źródłowym jest obudowana i uregulowana. Mleczna ma uregulowane i obwałowane koryto, a z lewej strony uchodzi do niej szereg mniejszych cieków i rowów melioracyjnych. Wody dołowe z kopalń prowadzone są m.in. do Mlecznej i Pstrążnika.
Murcki wg regionalizacji Paczyńskiego z 1995 roku znajdują się w zasięgu XII śląsko-krakowskiego regionu hydrogeologicznego. Obszar jednostki pomocniczej położony jest w granicach trzech Jednolitych Części Wód Podziemnych – nr 111 (na terenie Murcek obszar zlewni Boliny), 129 (obszar dorzecza Wisły) i 145 (pozostały obszar Murcek). Utwory wodonośne na tym obszarze występują we wszystkich utworach stratygraficznych (czwartorzędowym, neogeńskim, triasowym i karbońskim), lecz ich przydatność jest uzależniona od szeregu czynników. Na obszarze dzielnicy nie ma natomiast w zasięgu jednego z Głównych Zbiorników Wód Podziemnych.

### Przyroda i ochrona środowiska

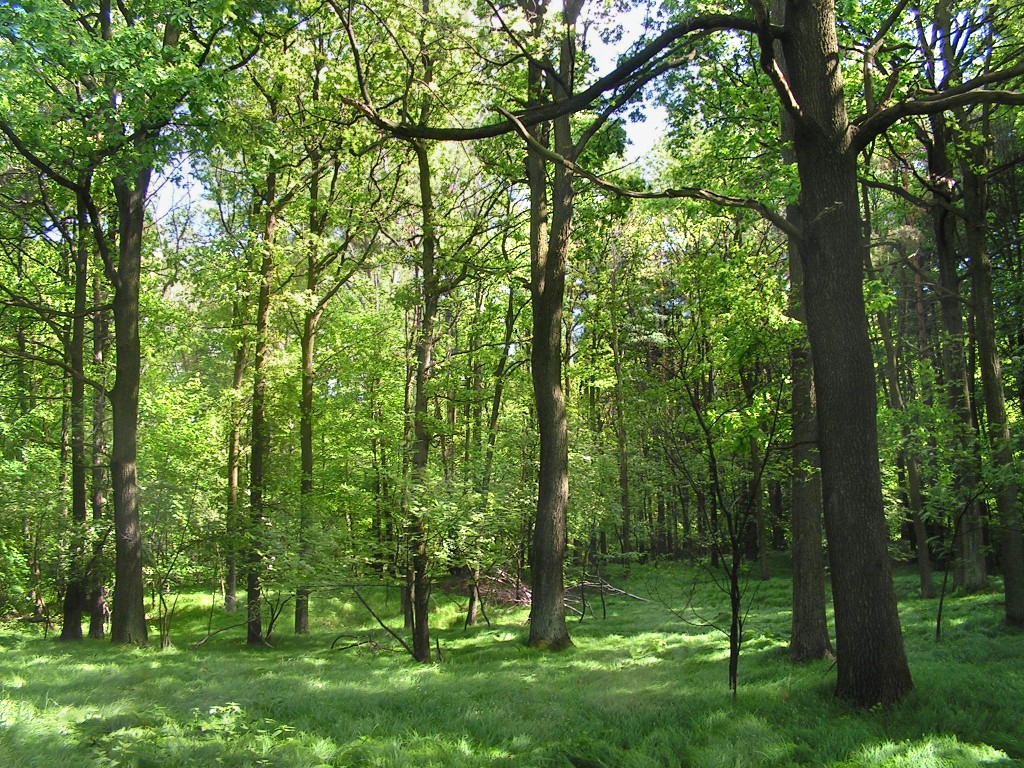
Fragment rezerwatu przyrody „Las Murckowski”

Obszar Murcek pod względem przyrody ożywionej charakteryzuje się największym udziałem terenów leśnych w Katowicach – lesistość wynosi na tym obszarze 86%. Lasy te są w zarządzie Lasów Państwowych – Nadleśnictwa Katowice. Pełnią one szereg funkcji. Są sklasyfikowane do kategorii lasów trwale uszkodzonych wskutek działalności przemysłowej, stąd też zostały zaliczone do kategorii lasów ochronnych. Pod względem gatunkowym, w Lasach Murckowskich dominującym typem fitocenozy są mezofilne lasy liściaste z licznymi fragmentami kwaśnej buczyny niżowej i łęgów jesionowo-olszowych. W południowej części występują zbiorowiska boru mieszanego wilgotnego, boru wilgotnego oraz subkontynentalnego boru mieszanego sosnowo-dębowego. W obrębie lasów w Murckach zinwentaryzowano liczne rośliny rzadkie i chronione (ponad 30 gatunków). Spośród nich, w rejonie Kamiennej Góry znajduje się stanowiska pokrzyku wilczej jagody, i wawrzynku wilczełyka, w Płonym Bagnie rosiczki okrągłolistnej, kruszyny pospolitej, bagna zwyczajnego a w innych rejonach m.in. buławnika wielokwiatowego, wywłócznika kłosowego, grążela żółtego, jeżogłówki najmniejszej i pływacza zwyczajnego. 

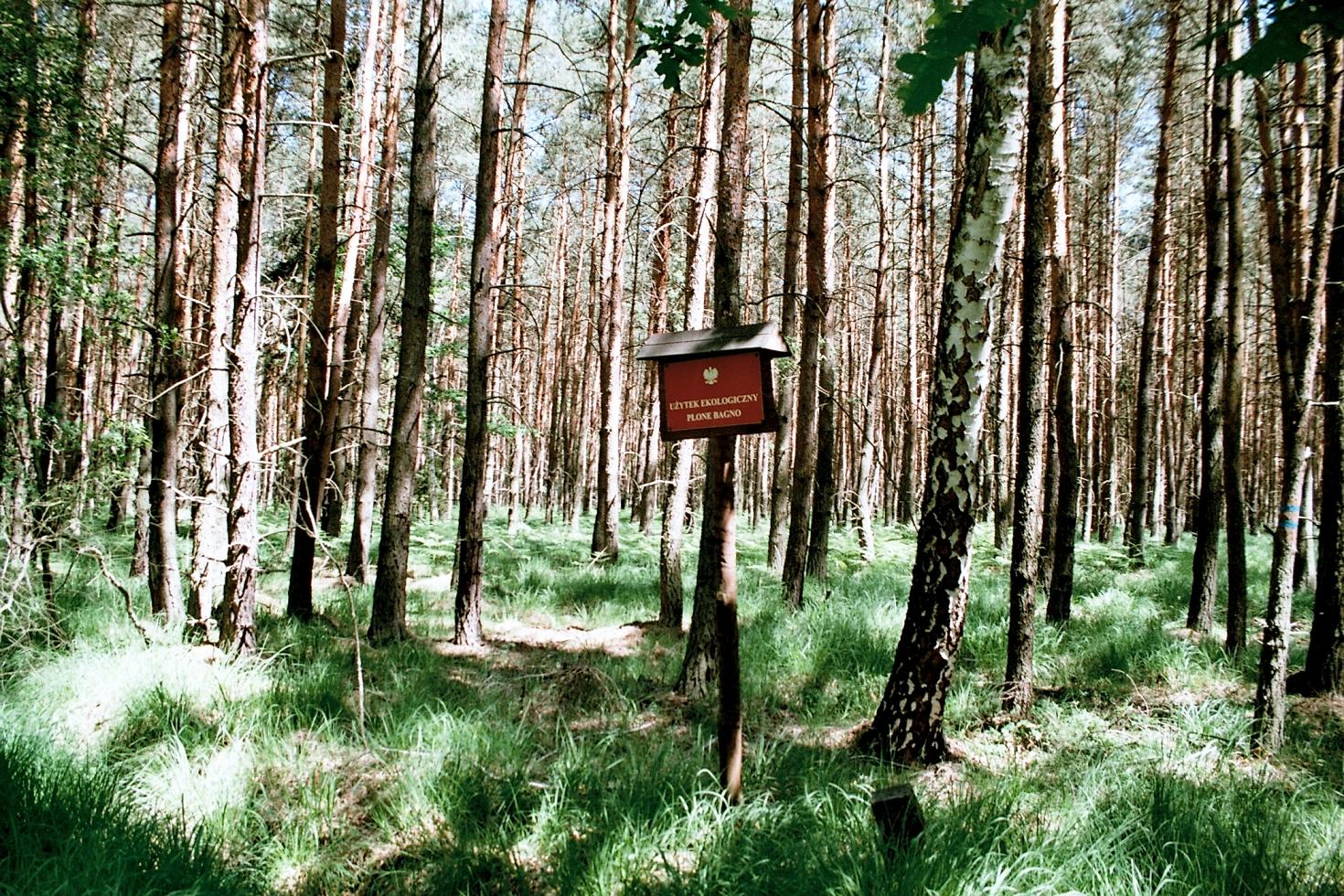
Użytek ekologiczny „Płone Bagno”

Potencjalna roślinność naturalna w Murckach wykazuje się dużą złożonością gatunkową. Północna, znaczna część dzielnicy pod tym względem obejmuje drzewostan żyznej buczyny sudeckiej, w którym dominuje buk, a częściowo też jodła. Jest w niej niewiele krzewów, głównie bez czarny i koralowy, leszczyna i wiciokrzew czarny. Obecnie większe kompleksy bukowe występują w rezerwacie przyrody „Las Murckowski” i na większym obszarze w rejonie granicy Murcek i Kostuchny. Są to ubogie, kwaśne buczyny. Południowa część Murcek jest w zbiorowisku boru wilgotnego trzcinnikowego (drzewostan świerkowo-sosnowy, w którym też rośnie dąb szypułkowy, buk, brzoza i jodła). Występuje on w Murckach na większych terenach. W dolinach przy granicy Murcek z sąsiednimi miastami potencjalnym zbiorowiskiem jest kontynentalny bór mieszany (główne gatunki to dąb szypułkowy i bezszypułkowy oraz grab). Rejon Kamiennej Góry to obszar potencjalnego występowania zbiorowiska boru sosnowego bagiennego, w którym drzewostan jest słabo zwarty (głównie brzoza omszona i świerk), warstwa krzewów jest uboga, lecz ma bujne runo, w którym występuje m.in. bagno zwyczajne i borówka bagienna. Dookoła Kamiennej Góry potencjalne zbiorowisko to suboceaniczny bór sosnowy świeży (dominacja buku zwyczajnego i śmiałka pogiętego).
Wraz z bogactwem siedlisk przyrodniczych Murcek występuje tu duża różnorodność fauny. W murckowskich lasach, w rezerwacie przyrody „Las Murckowski” żyją ssaki, w tym: daniele, dziki, jelenie europejskie, jeże wschodnie, krety, łasice, łosie, myszy polne, nornice rude, polniki, ryjówki aksamitne, sarny, wiewiórki, zające szaraki i zębiełki karliczki, a także ptaki: bogatka, dzięcioł duży i zielonosiwy, dzwoniec, gil, grubodziób, kos, kowalik, kukułka, modraszka, muchołówka szara i żałobna, mysikrólik, piecuszek, pleszka, rudzik, sosnówka, sójka, sroka, szczygieł, szpak, świergotek, śpiewak, świstunka leśna i zięba. Ponadto żyją tu liczne gatunki płazów i gadów. Na terenach zurbanizowanych Murcek z biegiem czasu zaczęły się pojawiać gatunki typowe dla tego typu siedlisk, w tym gawrony, kawki, sroki i wróble domowe.

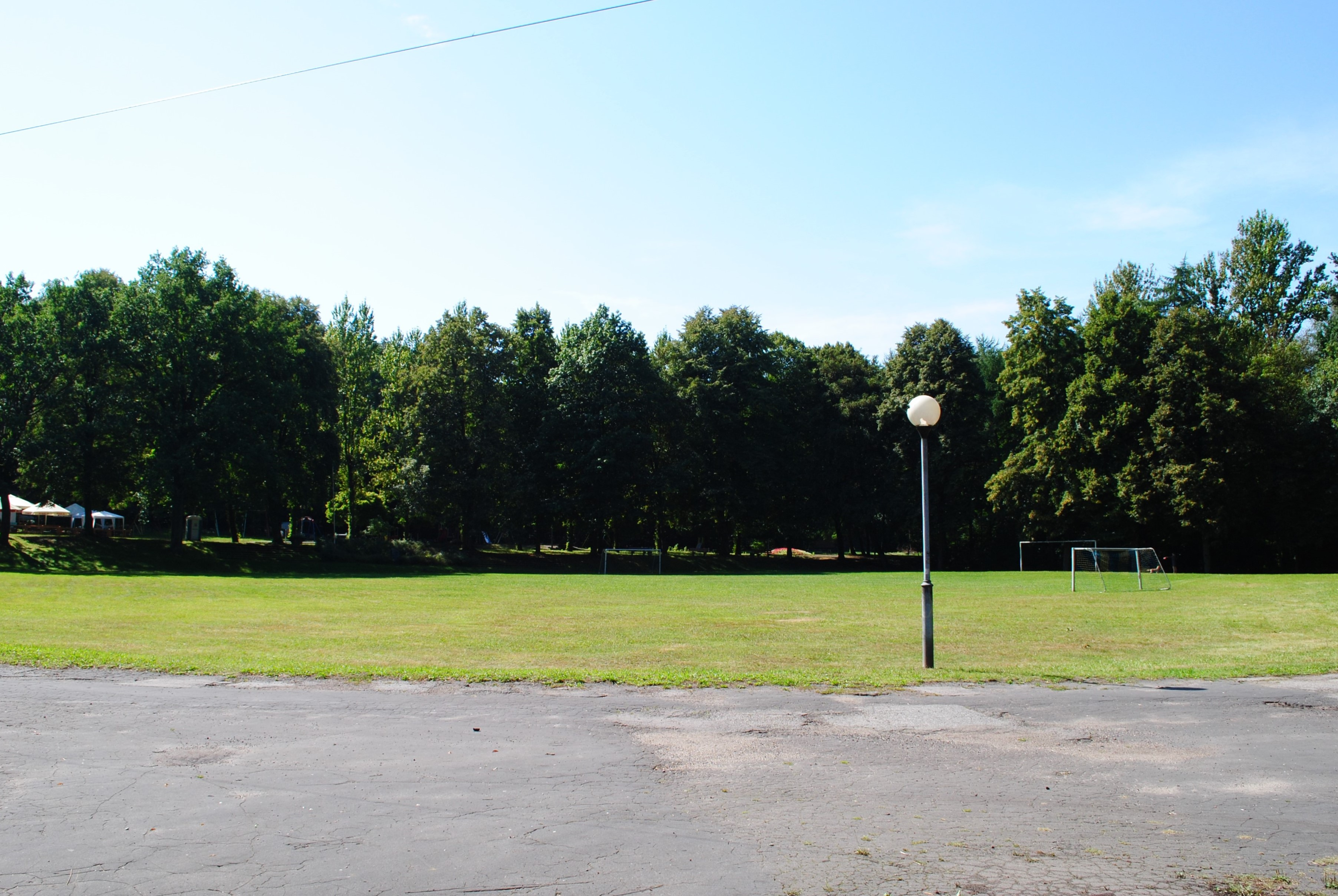
Fragment Parku Murckowskiego

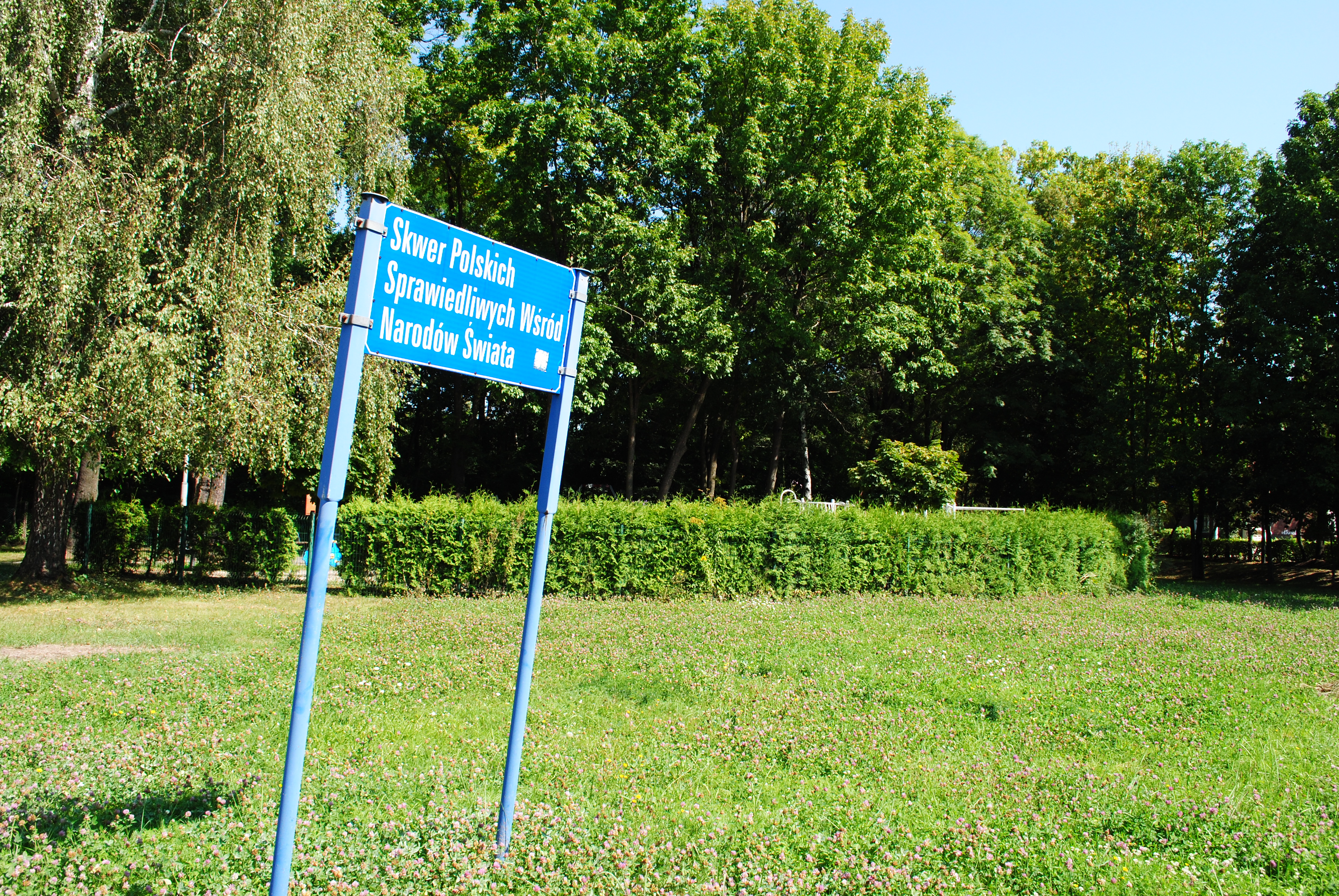
Skwer Polskich Sprawiedliwych Wśród Narodów Świata przy ul. Goetla

Obszar Murcek zawiera kilka cennych obszarów chronionej przyrody. Są to:
- Rezerwat przyrody „Las Murckowski” – las mieszany o cechach zespołu naturalnego; o powierzchni 100,67 ha[74]; chroni on lasy bukowe i mieszane porastające zbocza Wzgórza Wandy; najstarsze z nich pochodzą z końca XIX wieku[75],
- Użytek ekologiczny „Płone Bagno” – płat boru bagiennego[76] wraz z torfowiskiem wysokim; o powierzchni 4,22 ha[74].

W pobliżu Hamerli znajduje się dąb Tadeusz, który został ustanowiony pomnikiem przyrody 1 czerwca 2017 roku. 
Obszary o podwyższonej wartości przyrodniczej na terenie Murcek to: 
- Górny bieg Ślepotki,
- Buczyna pomiędzy Murckami a Kostuchną,
- Hamerla,
- Kamienna Góra,
- Dolina Mlecznej.

Ponadto, w Murckach znajdują się następujące skwery i tereny zieleni urządzonej:
- Park Murckowski – park położony w rejonie ulic: Bielskiej i Kołodzieja[78]; wyposażony jest m.in. w boiska sportowe, muszlę koncertową i restaurację[79],
- Dolinka Murckowska – dawny kompleks wypoczynkowy oraz teren rekreacyjny położony w sąsiedztwie rezerwatu przyrody „Las Murckowski”[80],
- Wesoła Fala – staw oraz kompleks wypoczynkowy znajdujący się przy granicy Murcek z Wesołą; wyposażony m.in. w plac zabaw, molo, stoliki do gry w szachy i piłkarzyki; wokół niego wytyczone są ścieżki rowerowe[81],
- Ogród Sensoryczno-Botaniczny – ogród zmysłów, który znajduje się przy Zespole Szkół nr 2 im. J. Iwaszkiewicza na ul. Goetla; wykorzystywany jest m.in. w terapii osób niepełnosprawnych[82],
- Skwer Polskich Sprawiedliwych Wśród Narodów Świata – skwer nadany 30 maja 2011 roku przy skrzyżowaniu ul. Goetla i Bielskiej[83]; na skwerze zlokalizowany jest plac zabaw[84],
- Skwer Natalii Piekarskiej-Ponety – skwer nadany 17 grudnia 2014 roku w rejonie ul. Bogdanowicza[85]; na skwerze zlokalizowany jest plac zabaw[2].

## Nazwa
Słowo Murcki pochodzi z etnolektu śląskiego i oznacza ludzi umorusanych, brudnych. Dokładne pochodzie nie jest znane. Jedna z prób wyjaśnienia pochodzenia tej nazwy związana jest z pewną legendą, która głosi, że pewnego razu dzieci wyszły ze świniami do lasu na wypas. Świnie zaczęły ryć w ziemi i znalazły w niej czarne kamienie. Wróciły do domu i zaczęły się bawić tymi kamieniami, które brudziły dzieci (były one umurckane – śl. ubrudzone), przez co rozgniewana matka wrzuciła te kamienie do pieca. Ku zdziwieniu wszystkich kamienie zaczęły się palić i dawać ciepło. Okazało się, że to był węgiel kamienny.
Drugie wyjaśnienie genezy nazwy Murcki odnosiło się do górników, którzy wracali z pracy brudni, ponieważ kopalnia nie posiadała własnej łaźni (powstała ona dopiero w początkach XX wieku).

## Historia

### Początki
Najstarsza murckowska legenda dotyczy położonego na tym terenie ostępu leśnego, znanego pod nazwą Siągarnia. Według niej, to tam właśnie czarownica dybała na życie św. Klemensa, ucznia Cyryla i Metodego, który na przełomie IX i X wieku miał chrystianizować te okolice. Siągarnia leżała przy drodze na Klemensową Górkę i Lędziny, czyli najstarszymi nazwanymi miejscami w tej okolicy. Był to wówczas główny trakt Kraków – Wrocław i szlak handlu lewantyńskiego. Jeszcze na długo przed powstaniem kopalni w okolicach dzisiejszego wzgórza Wandy znajdowała się powstała w XVII wieku leśna kolonia Osieki, w której mieszkali smolarze, czyli ludzie zajmujący się wypalaniem węgla drzewnego dla potrzeb kuźni w Paprocanach. W połowie XVIII wieku osada ta nosiła nazwę Ritwinia. W XVII wieku, w miejscu zwanym Rudne Kotliska, kopano wychodzący tam na powierzchnię węgiel kamienny. Dowodem na wykorzystywanie węgla z Murcek jest zapis w księgach pszczyńskich z 1657 roku z nakazem księcia pszczyńskiego. Książę Erdmann Leopold von Promnitz nakazuje, by wydobywany w Murckach węgiel był stosowany w Kuźniach Jaroszowickich.

### XVIII i XIX wiek

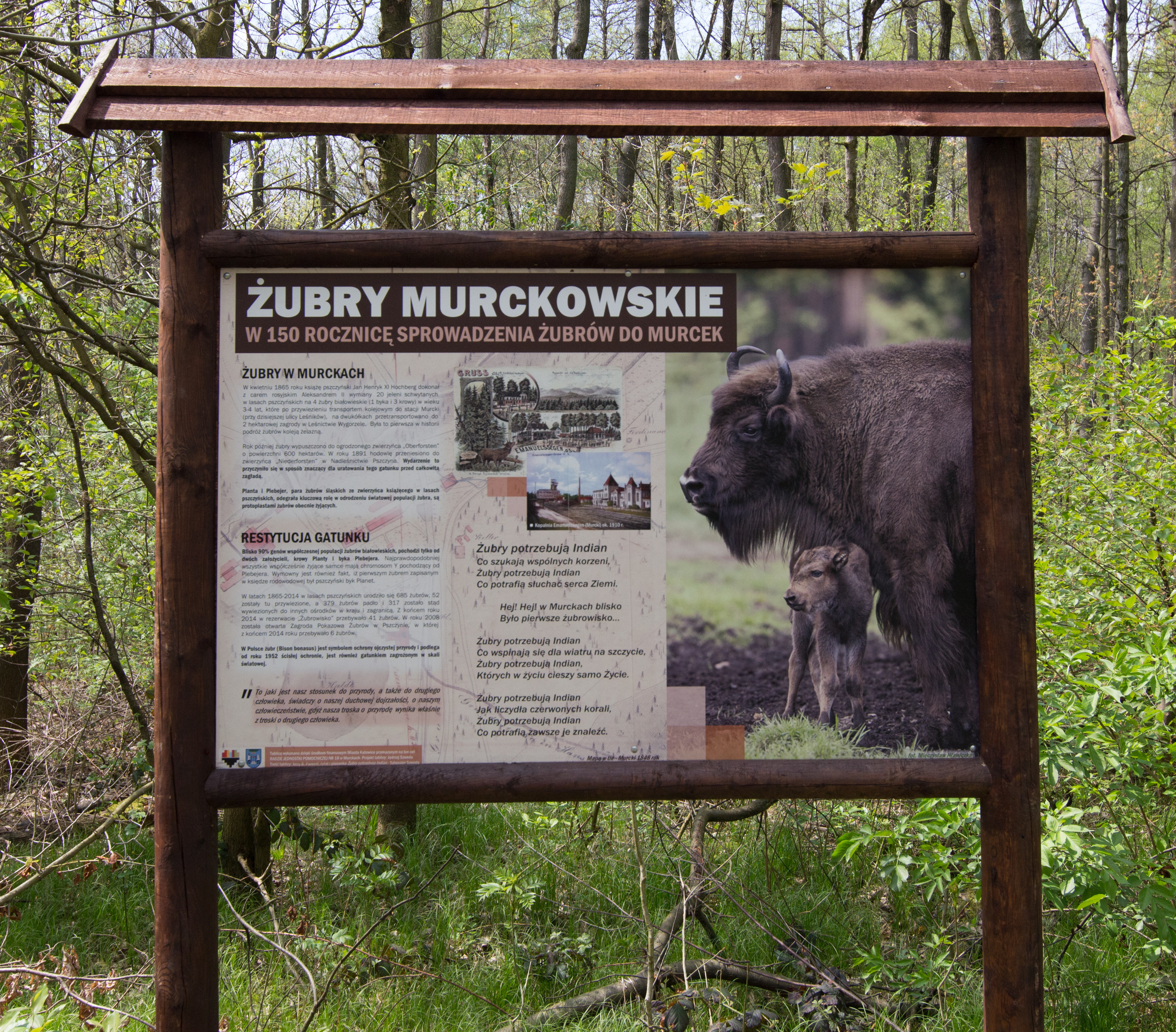
Tablica informacyjna opisująca hodowlę sprowadzonych w 1865 roku żubrów do Murcek

W 1755 roku właściciele terenów – książęta pszczyńscy, na obszarze nazywanym Osieki, zorganizowali wydobywanie węgla spod ziemi przy pomocy kołowrotu ręcznego z wybudowanego w tamtym roku szybu. W 1769 roku powstaje zorganizowane wydobycie, a kopalnia będąca własnością książąt istnieje pod nazwą „Emanuelssegen” (pol. błogosławieństwo Emanuela), od imienia jednego z członków rodu. Przy uważanej za najstarszą na Górnym Śląsku kopalni zaczęła rozwijać się osada pod taką samą nazwą. W 1772 roku zorganizowano pierwszy na Górnym Śląsku strajk górników. Wówczas to polscy górnicy złożyli skargę w Pszczynie ze względu na ich poniżanie przez sztygara. W 1800 roku kopalnia miała cztery szyby wydobywcze, a przed doprowadzeniem do Murcek kolei było ich około trzydziestu. W 1852 roku doprowadzono do kopalni bocznicę kolejową z Ligoty, a w 1863 roku otwarto prywatną szosę z Kobióra przez Tychy. Za przejazd tą drogą pobierano myto. W 1870 roku miejscowość i kopalnia zostały przyłączone do Kolei Prawego Brzegu Odry, uzyskując możliwość szybkiego rozwoju Murcek. 

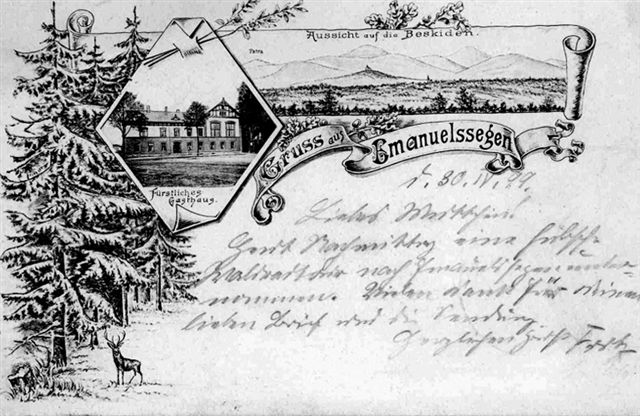
Pocztówka z 1899 roku przedstawiająca murckowską gospodę książęcą i panoramę Beskidów

Jeszcze w 1854 roku otwarto w Murckach książęcą gospodę, a w tym samym roku, w dniu 19 kwietnia przed gospodą zorganizowano pierwszy targ. Został zlikwidowany w latach 60. XIX wieku z powodu silniejszej konkurencji w postaci targu w Mikołowie. Pierwszą szkołę w Murckach – ewangelicką, otwarto w 1855 roku. Szkołę katolicką uruchomiono trzy lata później. W 1865 roku do Murcek przywieziono cztery żubry z Puszczy Białowieskiej, które książę Jan Henryk XI Hochberg otrzymał od cara Aleksandra II w zamian za stado jeleni. W 1891 roku stado żubrów murckowskich (14 sztuk) przeniesiono do Jankowic. W 1866 roku wybuchła na Górnym Śląsku epidemia cholery. Z tego powodu w Murckach zmarły 52 osoby. W listopadzie 1869 roku w Murckach przebywał król pruski Wilhelm I Hohenzollern. W 1888 roku kopalnia wybudowała w miejscowości dom noclegowy mogący pomieścić około 100 osób, dla górników pochodzących głównie z Galicji. Do 1907 roku kopalnia „Emanuelssegen” zatrudniała chłopów do kopalni z Kostuchny i Piotrowic, a w latach 1907-1910 zatrudniono szesnastu górników z Niemiec.
W latach 1854–1977 w Murckach znajdował się budynek gospody. W 1914 roku została ona rozbudowana o lewe skrzydło, restaurację, taras z ogrodem, kręgielnię i strzelnicę. Była ona wówczas celem wycieczek letników z Katowic. Gwałtowny rozwój kopalni, a wraz z tym też całych Murcek, nastąpił na przełomie XIX i XX wieku, a przy niej rozwinęły się też inne zakłady przemysłowo-usługowe. W pobliskim lesie wybudowano letniskową rezydencję. Pierwszy szpital w Murckach oddano do użytku w 1900 roku. Znajdował się on przy ul. Bielskiej 26. Nowy szpital powstał przy ul. Sokołowskiego w 1911 roku. Jednocześnie trwała rozbudowa osady – w 1905 roku przy pl. Kasprowicza powstała piekarnia, a rok później konsum. W latach 1907–1908 zabudowano ul. Wolności. W 1914 roku Murcki zostały zelektryfikowane.

### Powstania śląskie i plebiscyt

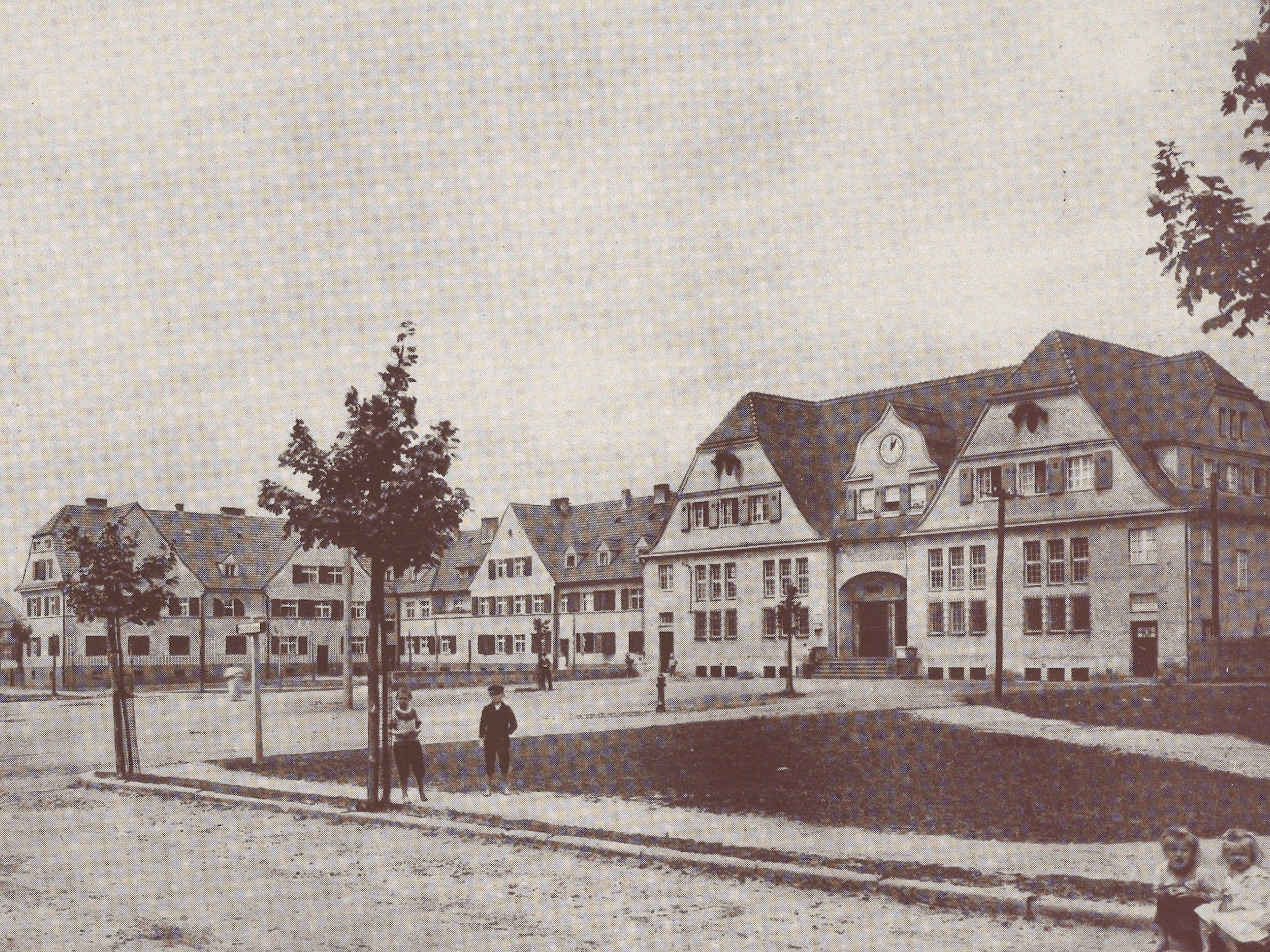
Plac J. Kasprowicza w 1929 roku

W trakcie I wojny światowej powołano 40 górników do wojska. W tamtym czasie uaktywnili się również działacze dążący do przyłączenia Górnego Śląska do Polski. W czasie I powstania śląskiego grupa działaczy pod dowództwem Alojzego Wojtalewicza przystąpili do rozbrajania policjantów pod nieobecność żołnierzy. Niemieccy żołnierze po ich zaalarmowaniu wrócili do Murcek, zaś powstańcy wycofali się w kierunku Giszowca i po potyczce z niemieckimi siłami w okolicach Janowa przedostali się na polską stronę do Sosnowca.
Dnia 18 sierpnia 1920 roku wybuchł strajk w kopalni z powodu aresztu polskich działaczy. Powstańcy z Murcek i Kostuchny w trakcie II powstania śląskiego walczyli w okolicach Mikołowa i Tychów.
20 marca 1921 roku odbył się plebiscyt. Mieszkańcy Murcek oraz kolonii Boże Dary głosowali wówczas w budynku szkoły. Głosowało 1701 osób, z czego 1130 osób głosowało za Polską (66,2% głosów), a 576 za Niemcami. W trakcie III powstania śląskiego oddziały z Murcek kierowano głównie do blokady Katowic, natomiast grupa pod przewodnictwem Alojzego Wojtalewicza ruszyła do Tychów, skąd część skierowano do Strzelec Opolskich, a inną grupę na prawy brzeg Odry. Inna grupa walczyła pod Gogolinem. W III powstaniu śląskim walczyło łącznie około 250 osób z Murcek.

### Lata międzywojenne i II wojna światowa

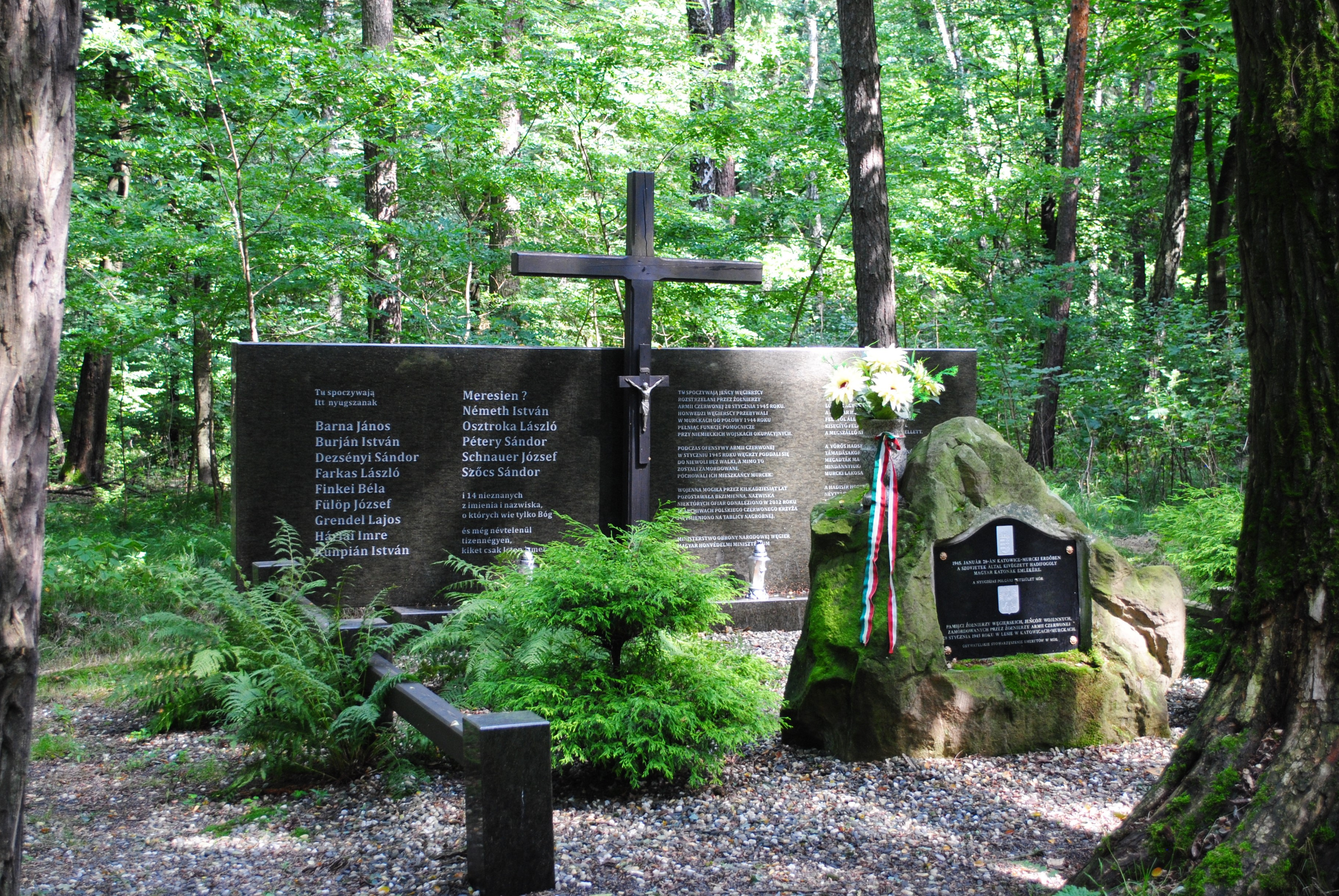
Mogiła 29 żołnierzy węgierskich w rejonie ul. Węgierskiej, rozstrzelanych przez wkraczającą do Murcek Armię Czerwoną 28 stycznia 1945 roku

Po przyłączeniu tej części Górnego Śląska do Polski zmieniono nazwę miejscowości z Emanuelssegen na Murcki. We wrześniu 1922 roku rozpoczęła działalność polska szkoła. Dynamiczny rozwój osady i kopalni został zahamowany w okresie wielkiego kryzysu gospodarczego lat trzydziestych XX wieku. W 1934 roku na 3 241 mieszkańców Murcek 140 było bezrobotnych. Rok wcześniej górnicy zorganizowali kilkudniowy strajk okupacyjny o poprawę warunków pracy. Cztery lata później Murcki były widownią wielkiego strajku sześciuset górników kopalni „Książę Maria”, którzy wysunęli żądania pod adresem administracji kopalni. W osadzie przemawiał na wiecach trzykrotnie poseł Wojciech Korfanty. Dnia 19 czerwca 1932 roku w Murckach odbył się zlot Komunistycznego Związku Młodzieży Polskiej, który 26 lat później upamiętniono obeliskiem w miejskim Parku Murckowskim przy ul. Kołodzieja. Dnia 28 października 1934 roku nastąpiło poświęcenie kościoła Najświętszego Serca Pana Jezusa wybudowanego w latach 1931–1934.
W latach okupacji hitlerowskiej w szpitalu w Murckach przebywali jeńcy wojenni, z których większość zmarła. Dnia 28 stycznia 1945 roku o świcie weszły do miejscowości oddziały Armii Czerwonej, które nadeszły od strony Wesołej. Dokonywali oni rozstrzelania węgierskich żołnierzy, którzy wcześniej dobrowolnie się poddali po obronie stanowiska artyleryjskiego w rejonie dzisiejszej stacji benzynowej. Ich mogiła, w której spoczywa 29 żołnierzy, została w 2013 roku odnowiona. Pośród pochowanych tam mężczyzn jedynie 15 jest znanych z imienia i nazwiska.
W czasie II wojny światowej, w niemieckich nazistowskich obozach koncentracyjnych zginęli m.in. pochodzący z Murcek Paweł Kołodziej, Alojzy Wojtalewicz czy Robert Mruczek. Upamiętnia ich tablica pamiątkowa wewnątrz kościoła pw. Najświętszego Serca Pana Jezusa.

### Lata powojenne
W lutym 1945 roku w kopalni „Murcki” wznowiono wydobycie węgla kamiennego. Do 1954 roku w skład gminy Murcki wchodziła również wieś Wesoła. W tym samym roku utworzono gromadę Murcki (gromada), w skład której weszła jedynie wieś Murcki. Zanim gromada rozpoczęła funkcjonowanie zniesiono ją nadając status osiedla, a w 1967 roku – w dowód uznania dla gospodarności – nadano im prawa miejskie. W połowie 1975 roku wraz z Kostuchną, Podlesiem i Zarzeczem Murcki zostały włączone jako dzielnica w obręb Katowic. Dwa lata później przy wschodniej części dzielnicy został utworzony węzeł komunikacyjny – droga krajowa nr 86 (ul. Bielska). Pod jego budowę zostało wyburzone prewentorium dziecięce, działające po II wojnie światowej w byłym budynku gospody (niem. Gasthaus). W Dolinie Murckowskiej powstał w latach 80. XX wieku kompleks rekreacyjny, według projektu architektoniczno-urbanistycznego Ewy i Piotra Franta, Jacka Leśko i Barbary Salamon. Głównym inwestorem była kopalnia „Murcki”. Obecnie obiekt jest zapuszczony i zdewastowany. W 1976 roku połączono kopalnie „Murcki” i „Boże Dary” pozostawiając nazwę „Murcki”, przenosząc jednak sukcesywnie kompleks wydobywczo-przetwórczy na teren szybu „Boże Dary” znajdującej się w sąsiedniej dzielnicy Katowic – Kostuchnie. W 2004 roku zlikwidowano ostatni szyb kopalni „Murcki” na terenie dzielnicy (szyb „Stanisław” przy ul. Goetla).

## Polityka i administracja
Murcki powstały na gruntach należących do książąt pszczyńskich, stąd też zostały włączone do obszaru dworskiego. Tereny Murcek i okolicznych lasów należały kolejno do książąt Anhalt-Köthen (od 1768 roku) i Hochbergów (od 1848 roku). 
Po I wojnie światowej, w dniu 15 maja 1922 roku Murcki wraz z powiatem pszczyńskim zostały włączone do Polski i były częścią autonomicznego województwa śląskiego. W 1924 roku zlikwidowano obszary dworskie, powołując gminę Murcki, lecz właścicielem prawie wszystkich gruntów pozostał książę pszczyński. Kolonię Boże Dary włączono wówczas do Podlesia. Naczelnikiem gminy, który pełnił swoją funkcję do II wojny światowej, został Stefan Janas. Gmina zajmowała w 1933 roku obszar 4280 hektarów. 
W 1954 roku Murcki uzyskały status osiedla, a w 1967 roku nadano im prawa miejskie. W połowie 1975 roku Murcki wraz z Kostuchną, Podlesiem i Zarzeczem włączono jako dzielnicę do Katowic. W 1991 roku w Katowicach utworzono 22 Pomocnicze Jednostki Samorządowe. Według Uchwały nr XLVI/449/97 Rady Miejskiej Katowic z dnia 29 września 1997 roku Murcki są statutową dzielnicą w zespole dzielnic południowych i stanowią 18. jednostkę pomocniczą, wytyczając równocześnie jej dokładne granice.

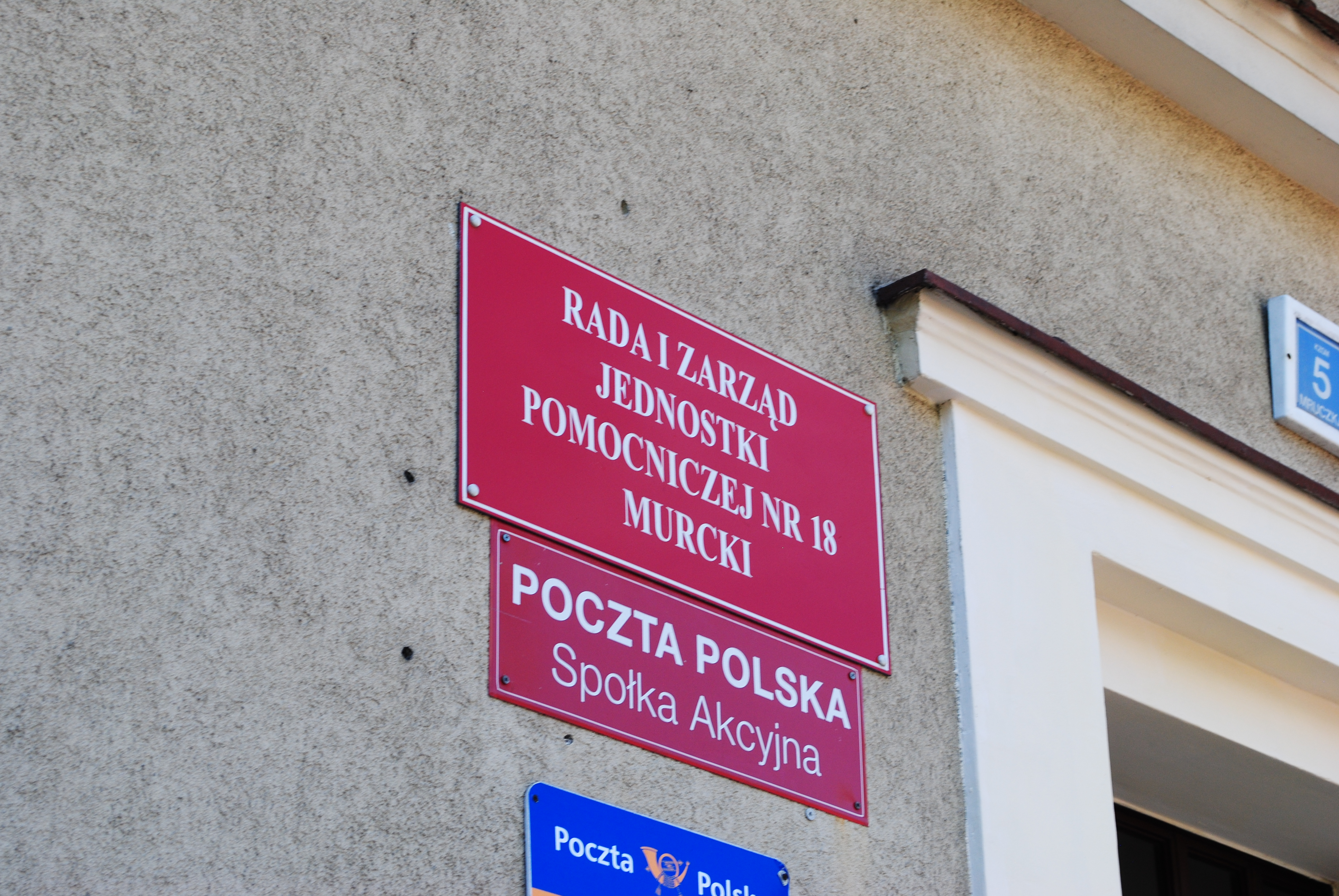
Siedziba Rady i Zarządu Jednostki Pomocniczej nr 18 Murcki (od 2021 roku Dzielnicy nr 18 Murcki) w budynku poczty przy ul. Mruczka 5

Na terenie Murcek funkcjonuje Rada Dzielnicy nr 18 Murcki. Jej poprzedni statut został uchwalony pierwotnie 25 lipca 2005 roku przez Radę Miasta Katowice, zaś nowy statut uchwalono 25 listopada 2021 roku. W skład rady wchodzi 15 radnych wybieranych na 4-letnią kadencję. Siedziba Rady znajduje się w budynku Poczty Polskiej przy ul. Mruczka 5, natomiast sesje odbywają się w MDK „Południe” przy ul. Kołodzieja 42. Rada od początku powstania wspierała i podejmowała inicjatywy lokalne, w tym organizację festynów, spotkań i imprez sportowych.
W wyborach do rady miasta Murcki należą do okręgu nr 2 (Dąbrówka Mała, Szopienice-Burowiec, Janów-Nikiszowiec, Giszowiec i Murcki). W latach 2018–2023 okręg ten miał 5 przedstawicieli w Radzie Miasta.
W Murckach działa koło Związku Górnośląskiego, który ma za zadanie m.in. kultywowanie tradycji i kultury Górnego Śląska, a także integrację lokalnej społeczności. Pierwsze spotkanie odbyło się 4 lutego 1990 roku w sali katechetycznej murckowskiej parafii. Miesiąc później odbyły się wybory to tymczasowego zarządu. Dnia 3 marca 1990 roku wybrano Zarząd Koła, a 2 marca 1991 roku odbyła się uroczystość przekazania sztandaru. Koło podjęło się m.in. opieki nad mogiłą żołnierzy węgierskich, a także Dolinką Murckowską. Ponadto organizuje ono festyny i wydarzenia okolicznościowe.

### Herb
Murcki jako jednostka pomocnicza nie posiada oficjalnego herbu. Funkcjonują natomiast w przestrzeni dzielnicy dwa nieoficjalne herby, które wcześniej były symbolami kopalni „Murcki”. Pierwszy z nich przedstawia dwóch górników z kołowrotem. Jako logo kopalni symbol ten funkcjonował od przełomu lat 60. i 70. XX wieku. Pochodzi on z XVI-wiecznego drzeworytu dzieła Georgiusa Agricoli De Re Metallica. Drzewo w herbie nawiązuje do rezerwatu przyrody „Las Murckowski”.
Drugi nieoficjalny herb pochodzi z 1973 roku i został zaprojektowany przez Henryka Kallusa na zlecenie kopalni „Murcki”. Przedstawia on szyb kopalniany w jednym polu oraz buk z jednym liściem w drugim.

## Demografia
| Wiek/ l. ludności    | 0-18 lat | 18-60/65 lat | powyżej 60/65 lat | Razem |
| -------------------- | -------- | ------------ | ----------------- | ----- |
| Ogółem               | 859      | 3 280        | 1 103             | 5 242 |
| kobiety              | 426      | 1 551        | 707               | 2 684 |
| mężczyźni            | 433      | 1 729        | 396               | 2 558 |
| Wskaźnik feminizacji | 98       | 90           | 178               | 105   |

Najwcześniejsze dane dotyczące liczby ludności w Murckach pochodzą z II połowy XIX wieku. Wówczas to w 1882 roku w Murckach znajdowało się 50 domów wielorodzinnych, w których mieszkało około 1 500 osób. W dalszych latach następował systematyczny wzrost liczby mieszkańców Murcek. W 1926 roku w Murckach było 111 domów zamieszkałych przez 590 rodzin (łącznie 3 054 osoby). Dnia 30 czerwca 1934 roku Murcki liczyły 3 330 mieszkańców, z czego 1 625 osób to byli mężczyźni, a 1705 to kobiety. Najwięcej osób mieszkało w Murckach na przełomie lat 80. i 90. XX wieku. Wówczas to w 1988 roku na terenie dzielnicy żyło 5 968 osób. W tym czasie najwięcej mieszkało ludzi w przedziale 15-29 lat, a najmniej powyżej 60 roku życia. Od tego okresu notuje się systematyczny spadek liczby mieszkańców, nasilony zwłaszcza po 2005 roku. 
Murcki w grudniu 2007 roku zamieszkiwało 5 496 osób, co stanowiło wówczas 1,18% ludności Katowic. Pod tym względem było na 19 miejscu na 22 dzielnice Katowic (przed Dąbrówką Małą, Podlesiem i Zarzeczem). Murcki były wówczas dzielnicą o najmniejszej gęstości zaludnienia w Katowicach (140 osób/km²; w Katowicach średnio 1 916 osób/km²). Pod względem struktury wieku liczba osób w poszczególnym wieku była wówczas wyrównana, z niewielką przewagą mieszkańców w wieku 30-44 lat. W 2015 roku w Murckach mieszkało 5 242 osoby. Struktura wiekowo-płciowa mieszkańców tamtym okresie przedstawiona jest tabeli obok.
Szczegółowe dane dotyczące liczby ludności w poszczególnych latach przedstawia poniższy wykres:

Źródła danych: 1885; 1892; 1905; 1910 (inne źródło podaje 2 957 osób w tym okresie); 1926; 1933; 1967; 1970; 1988; 2005; 2010; 2015; 2019
Prognozy ludnościowe opracowane w 2007 roku szacowały populację Murcek w wariancie pesymistycznym w 2010 roku na poziomie 5 692 osoby (99,3% stanu z 2007 roku), w 2020 roku 5 467 osób (95,4%) i w 2030 roku 5 019 osób (87,6%). W wariancie optymistycznym oszacowano liczbę mieszkańców Murcek w 2010 roku na 5 699 osób (99,5% stanu z 2007 roku), w 2020 roku 5 547 osób (96,8%) i w 2030 roku 5 201 osoby (90,8%).

## Architektura i urbanistyka

### Rozwój architektoniczno-urbanistyczny
Pierwsza zabudowa na terenie Murcek powstała w związku z budową pierwszych szybów wydobywczych węgla kamiennego w połowie XVIII wieku. Na mapie sytuacyjnej z przełomu XVIII i XIX wieku prócz czterech szybów kopalnianych, w rejonie ul. Kołodzieja 80 zaznaczony jest budynek z napisem Staiger Haus sugerujący istnienie budynku, z którego zarządzano kopalnią. Wg mapy sytuacyjnej z 1848 roku centralnym miejscem osady był rejon skrzyżowania ul. Leśników i Kołodzieja. Było tam wówczas osiem budynków. 
Do rozwoju zabudowy w dużej mierze przyczyniło doprowadzenie linii kolejowej. Następne dwanaście czterorodzinnych domów dla górników oddano do użytku w czerwcu 1852 roku w rejonie ul. Bielskiej na odcinku między ul. Kołodzieja a ul. Solskiego. W 1863 roku wybudowano następne osiem budynków wzdłuż ul. Bielskiej od skrzyżowania z ul. Solskiego w kierunku północnym. W 1875 roku oddano do użytku cmentarz przy ul. Goetla, a w 1922 roku przy ul. Szarych Szeregów. W latach 1870–1872 przy ul. Kołodzieja powstało pięć domów urzędniczych, a także po dziesięć budynków wzdłuż ul. Bielskiej i wzdłuż ul. Samsonowicza. Łącznie w 1882 roku znajdowało się w Murckach 50 domów wielorodzinnych, w których mieszkało około 1500 osób, a dziesięć lat później było tu 87 domów. W 1888 roku przy obecnej ul. Kołodzieja 42 powstał dom noclegowy dla stu górników (rozbudowany w 1906 roku), pochodzących głównie z Galicji, którzy poszukiwali na Górnym Śląsku pracy (obecnie znajduje się tam siedziba Miejskiego Domu Kultury „Południe”, Filia nr 2).
Dyrektor kopalni mieszkał w pałacyku książąt pszczyńskich przy obecnej ul. Bielskiej 1, powstałym w 1905 roku (obecnie siedziba Miejskiego Przedszkola nr 72 w Katowicach). W tym samym roku wybudowano piekarnię przy pl. Kasprowicza. Budynek przy pl. Kasprowicza z zegarem – dawny konsum, otwarto w 1906 roku. W tamtym budynku zorganizowano również kaplicę ewangelicką. Wzdłuż reprezentacyjnej ulicy – Wolności, w latach 1907-1908 wybudowano domy dla urzędników. W tym czasie powstała także zabudowa po północnej stronie ul. Samsonowicza. Dyrektor kopalni mieszkał w pałacyku książąt pszczyńskich przy obecnej ul. Bielskiej 1 (obecnie siedziba Miejskiego Przedszkola nr 72 w Katowicach).

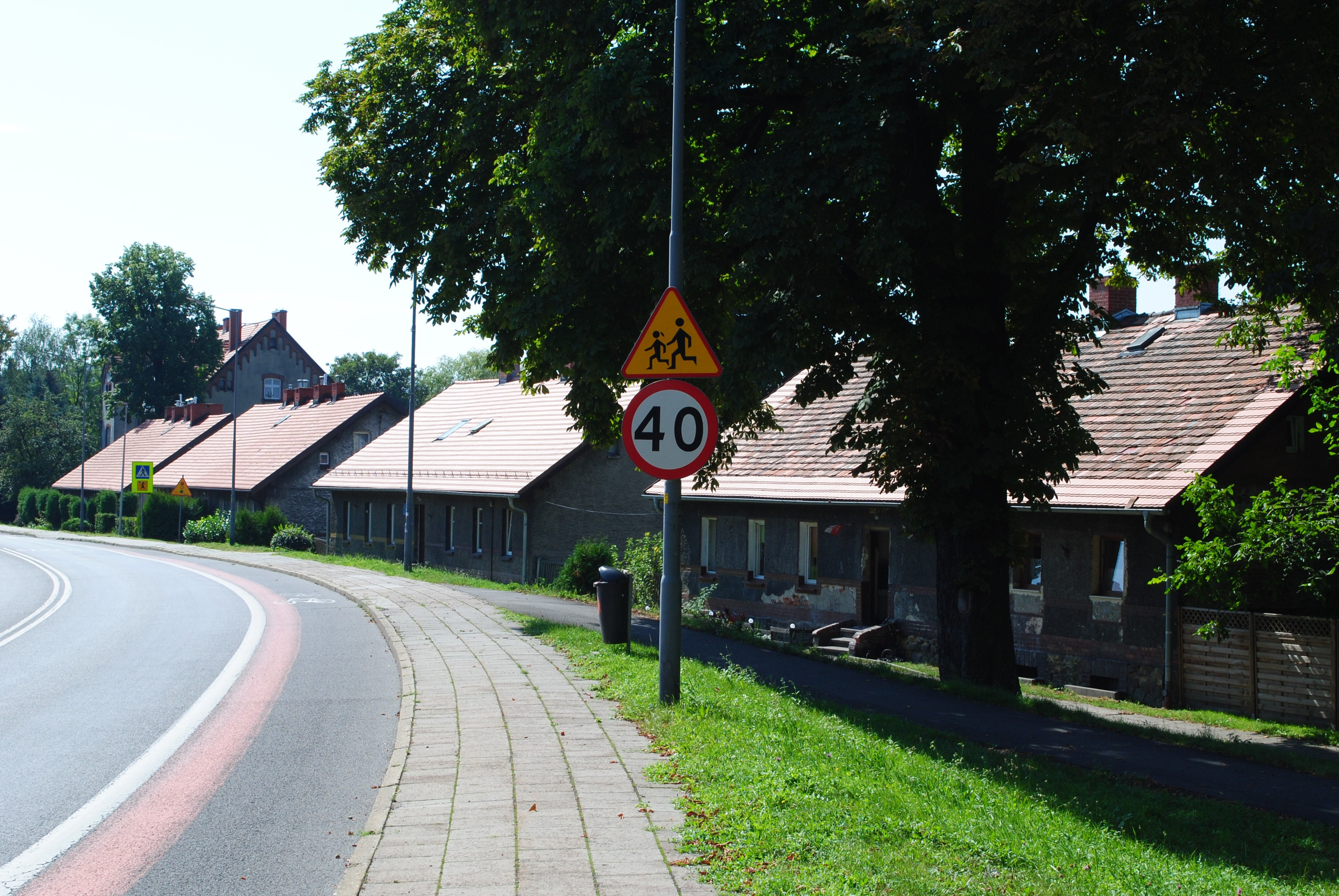
Budynki mieszkalne przy ul. Bielskiej 15-21
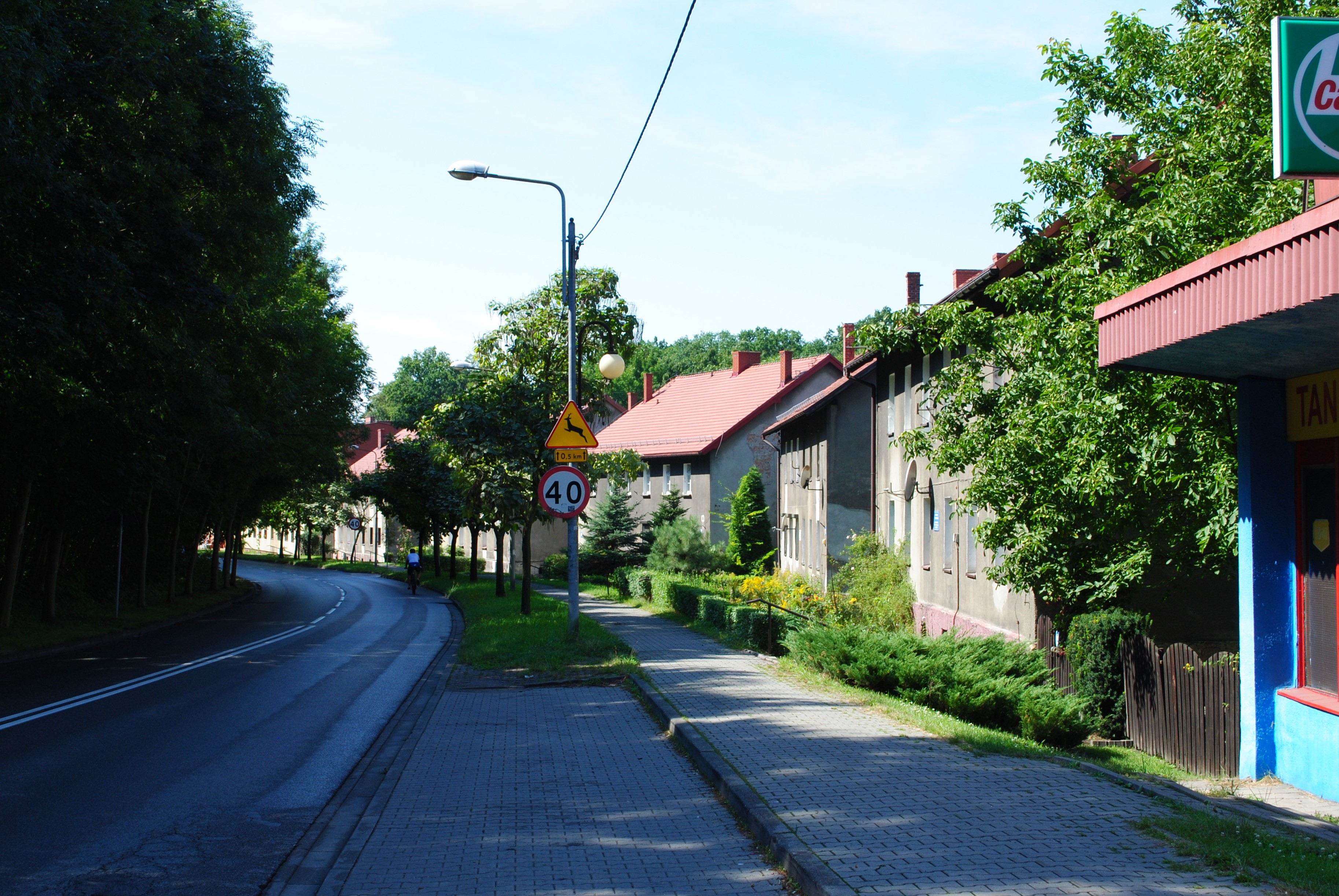
Dawne domy urzędnicze przy ul. Kołodzieja 18-36 z lat 1870-1872
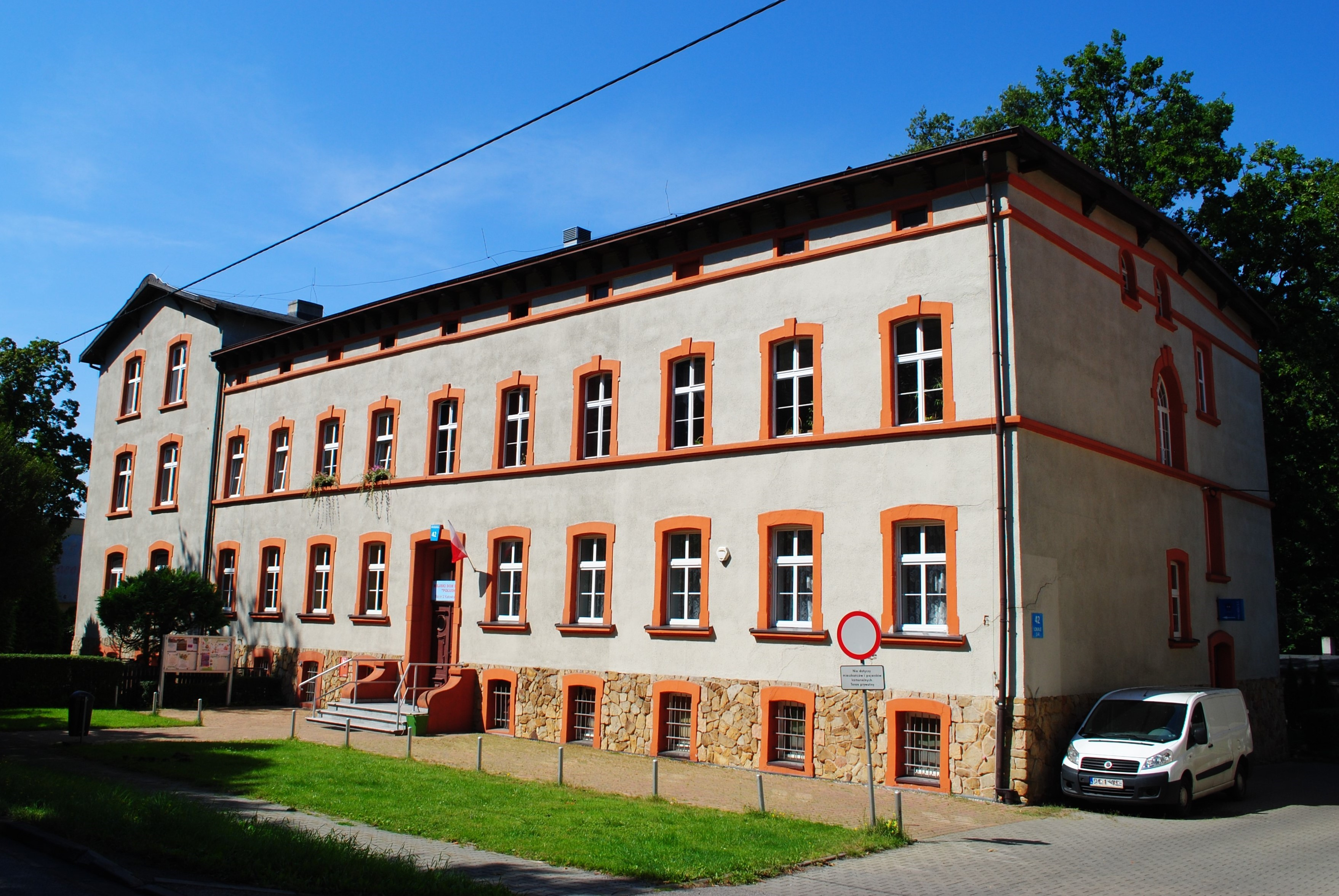
Dawny dom noclegowy przy ul. Kołodzieja 42 z 1888 roku (obecnie filia „Murcki” MDK „Południe”)
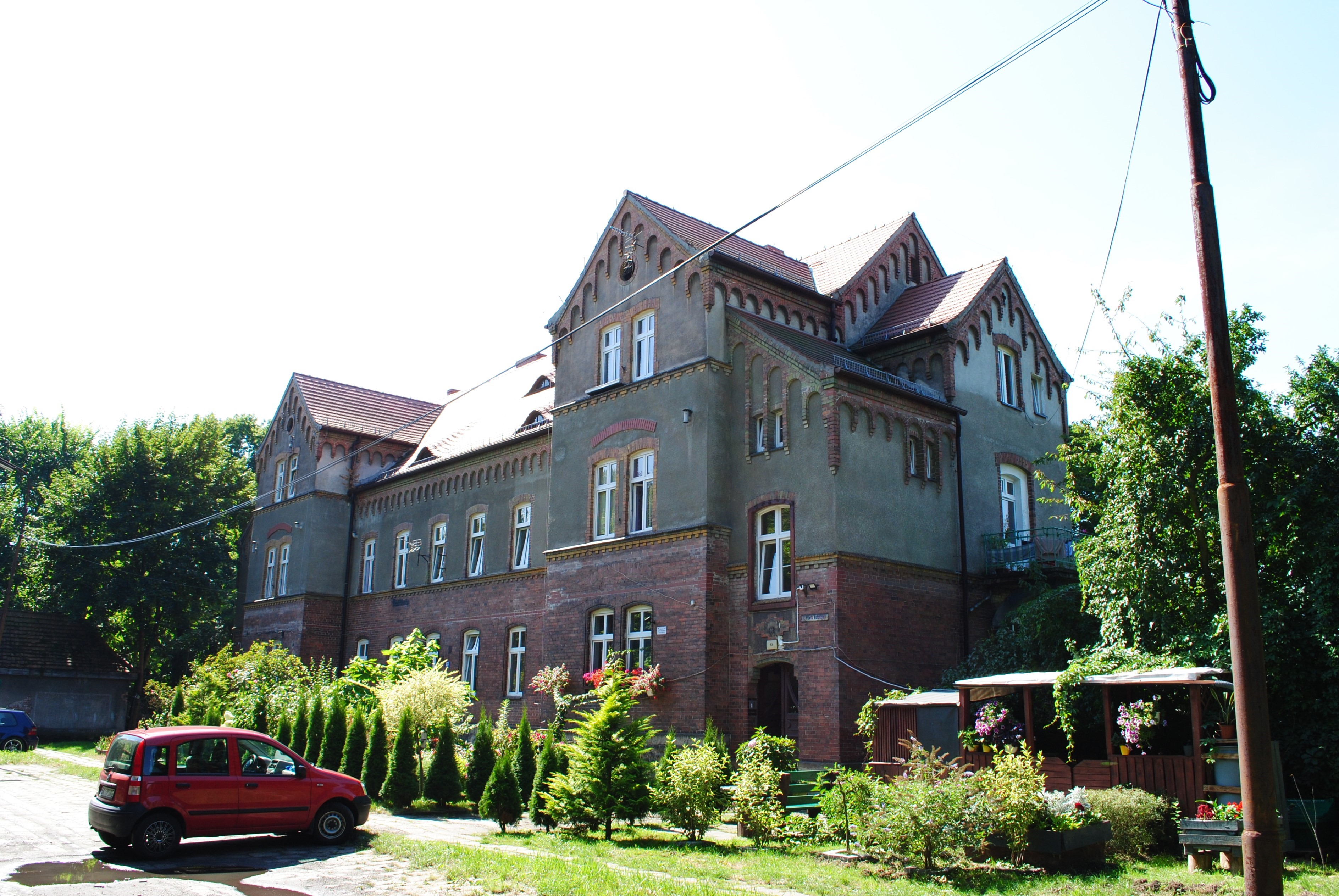
Dawny dom pracowników kopalni przy ul. Kołodzieja 83 z 1902 roku
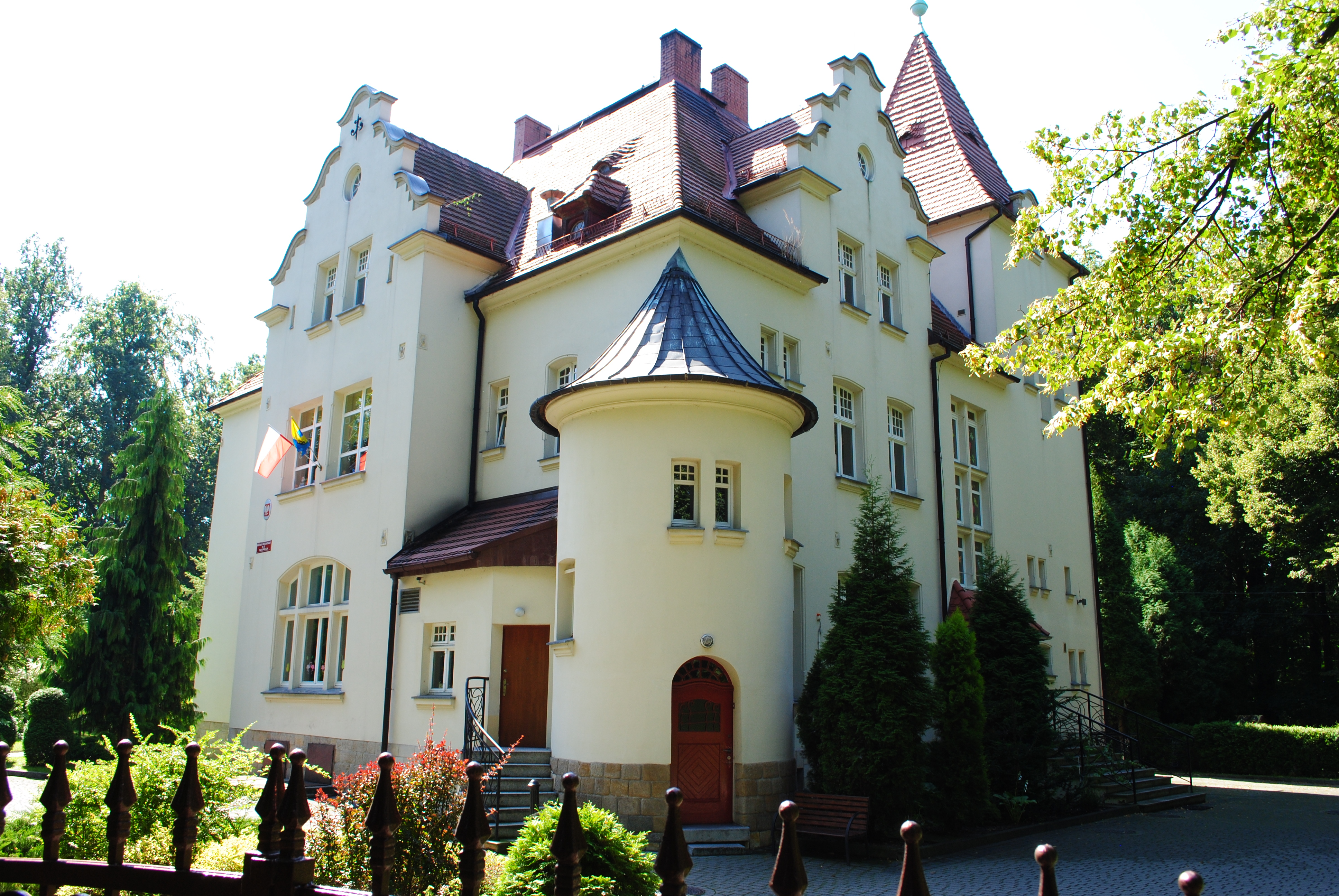
Dawny Pałacyk książąt pszczyńskich przy ul. Bielskiej 1 z 1905 roku (obecnie Miejskie Przedszkole nr 72)

Powstająca w tym okresie zabudowa w rejonie ul. Wolności, Baczyńskiego, Samsonowicza (północna strona) i na pl. Kasprowicza zaliczana jest do wczesnego modernizmu z detalami eklektycznymi przy utrzymaniu zasad budowy samowystarczalnych, funkcjonalistycznych osiedli. Zastosowano tynkowane elewacje, natomiast cegły i piaskowca użyto w formie dekoracyjnej. Drewna użyto w konstrukcjach szachulcowej czy też do dekoracyjnej formy szalowania ścian. Dachy budynków są różnorodne – od prostych dwuspadowych po mansardowe z mansardami i lukarnami.
Do końca I wojny światowej powstaje zabudowa wzdłuż ul. Mruczka, Laskowskiego i Sokołowskiego. W 1926 roku w Murckach znajdowało się 111 domów. Mieszkania górników składają się z kuchni i pokoju, a do każdego mieszkania przynależał ogródek. 

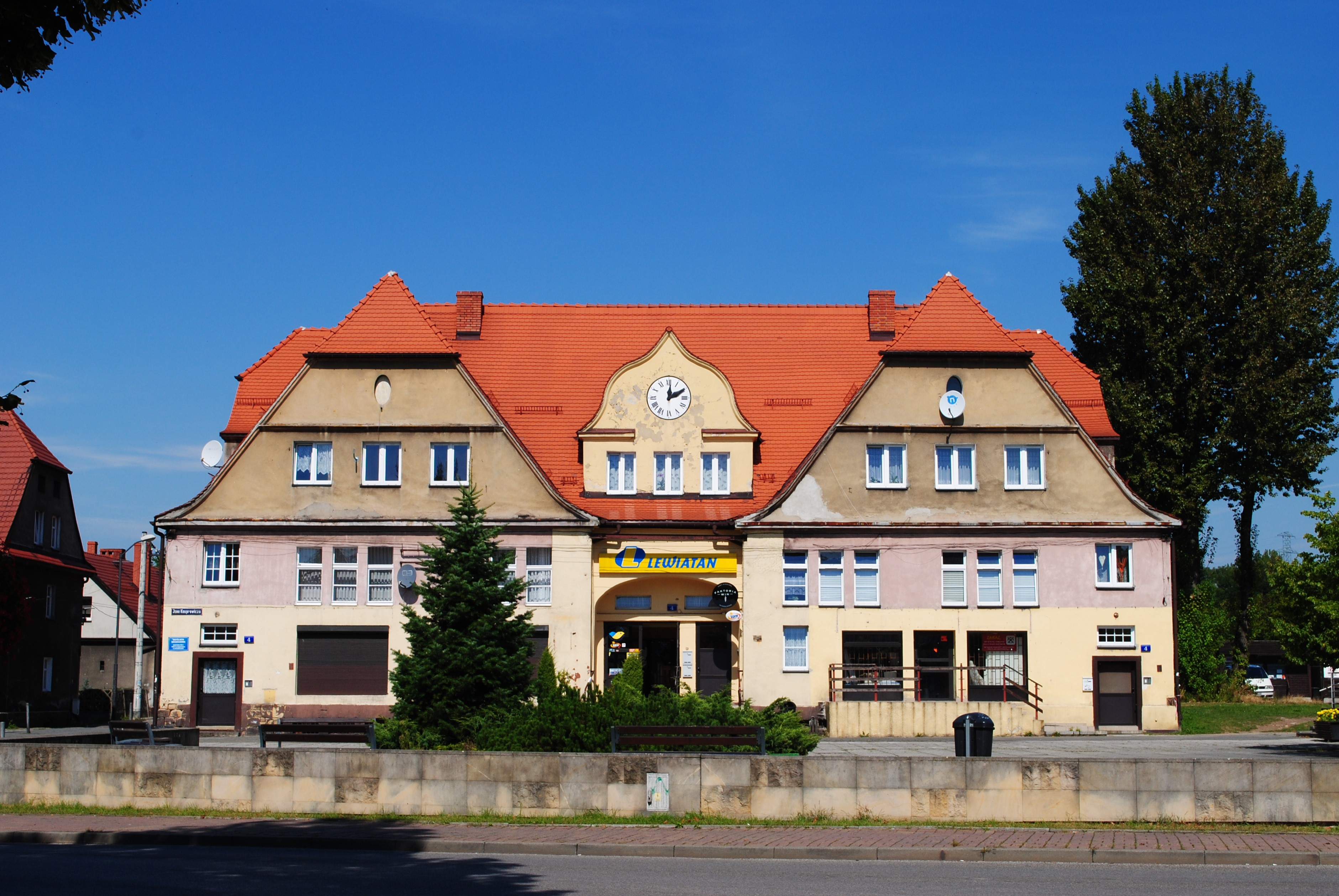
Dawny konsum przy pl. Kasprowicza 4 z 1906 roku
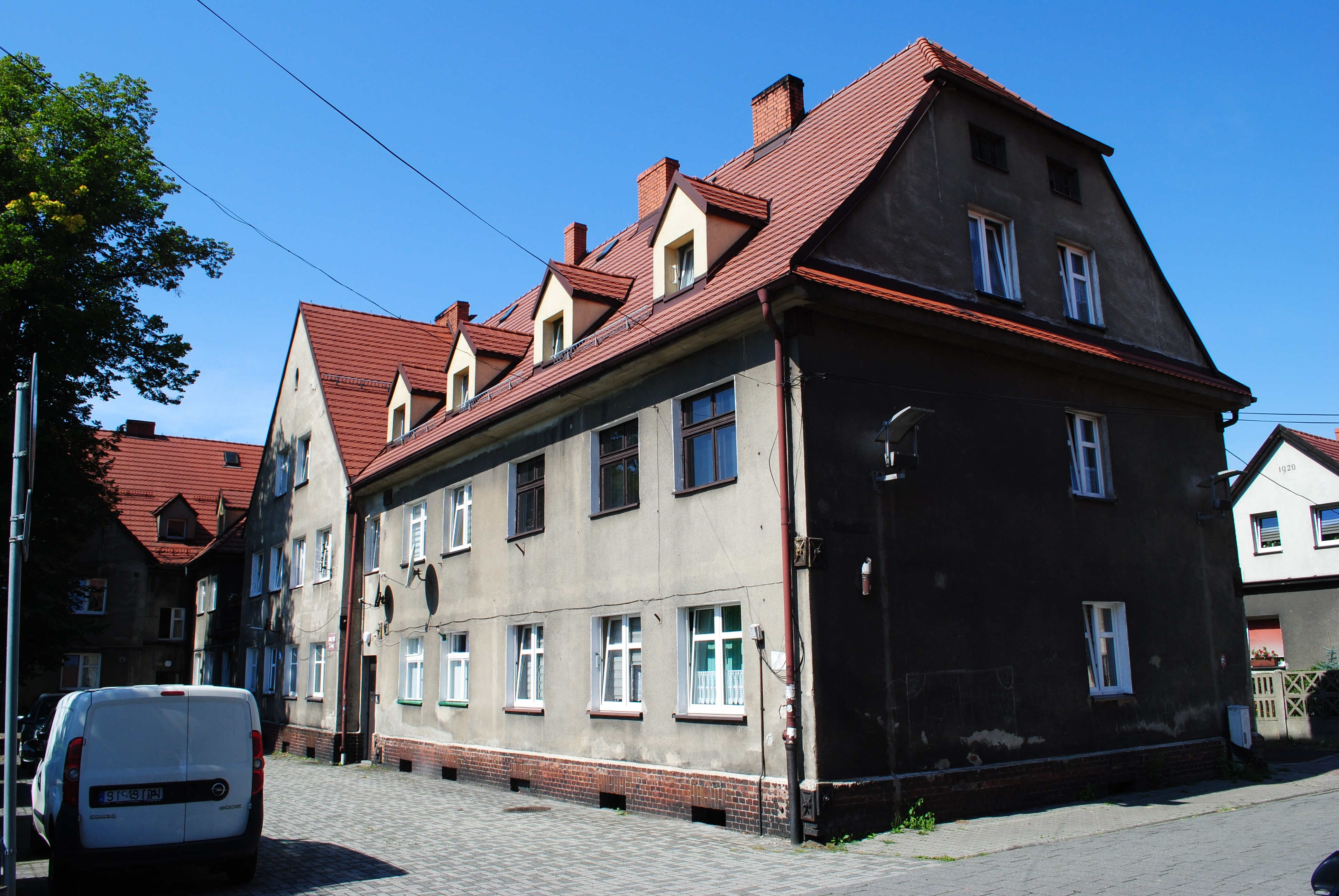
Dom mieszkalny przy pl. Kasprowicza 3 z 1908 roku
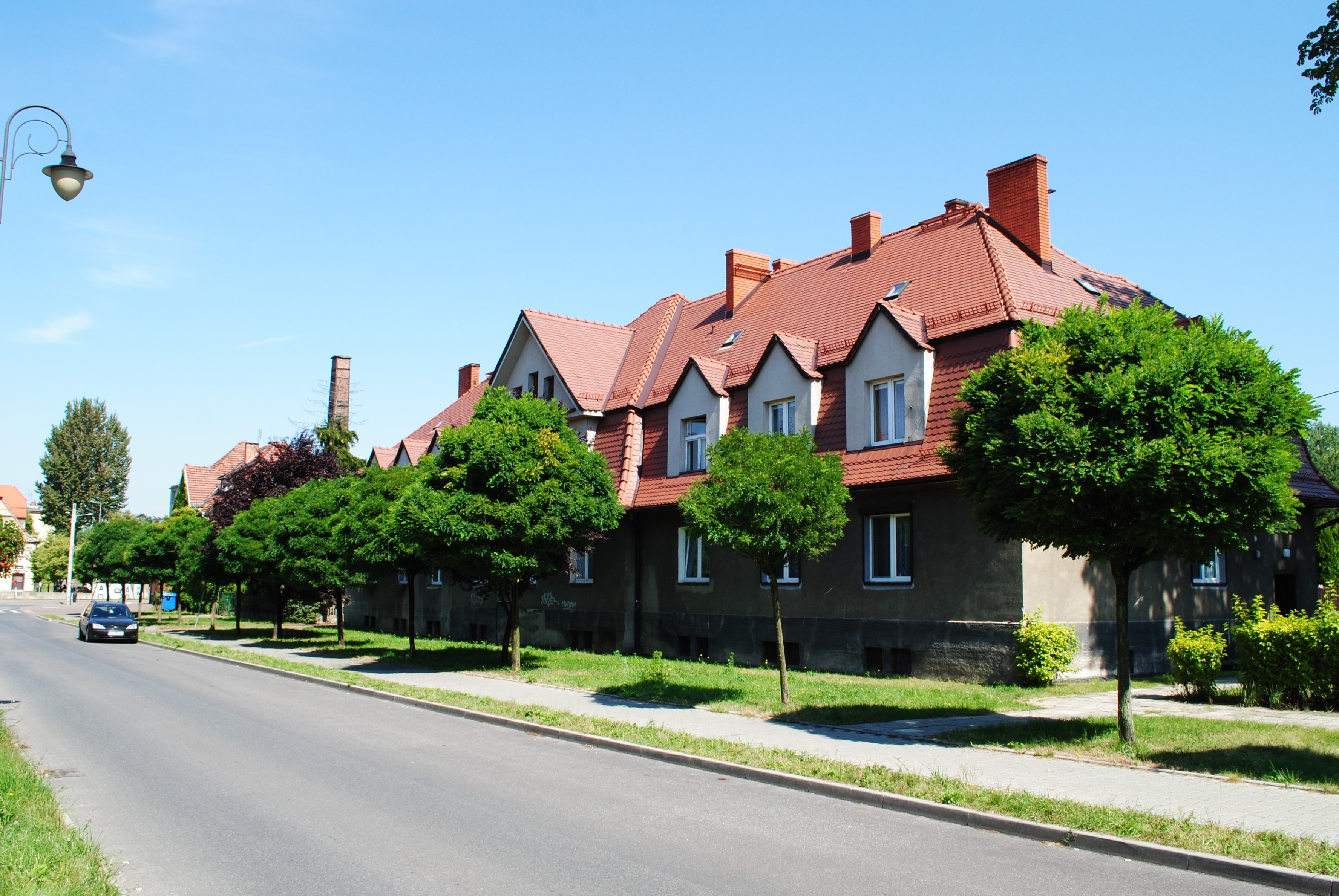
Dawne domy dla urzędników przy ul. Wolności 8 i 10 z lat 1907-1908
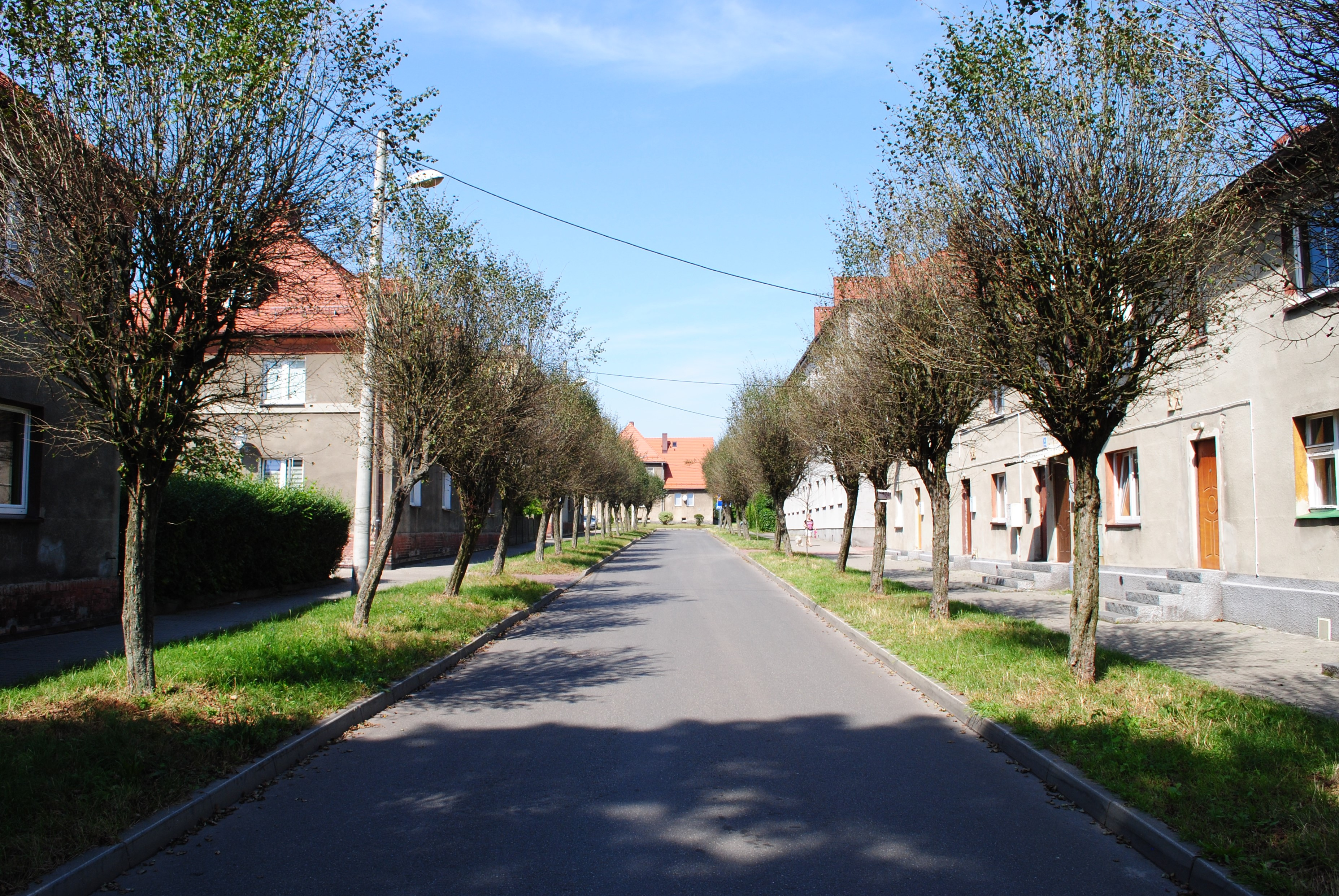
Zabudowa przy ul. Laskowskiego
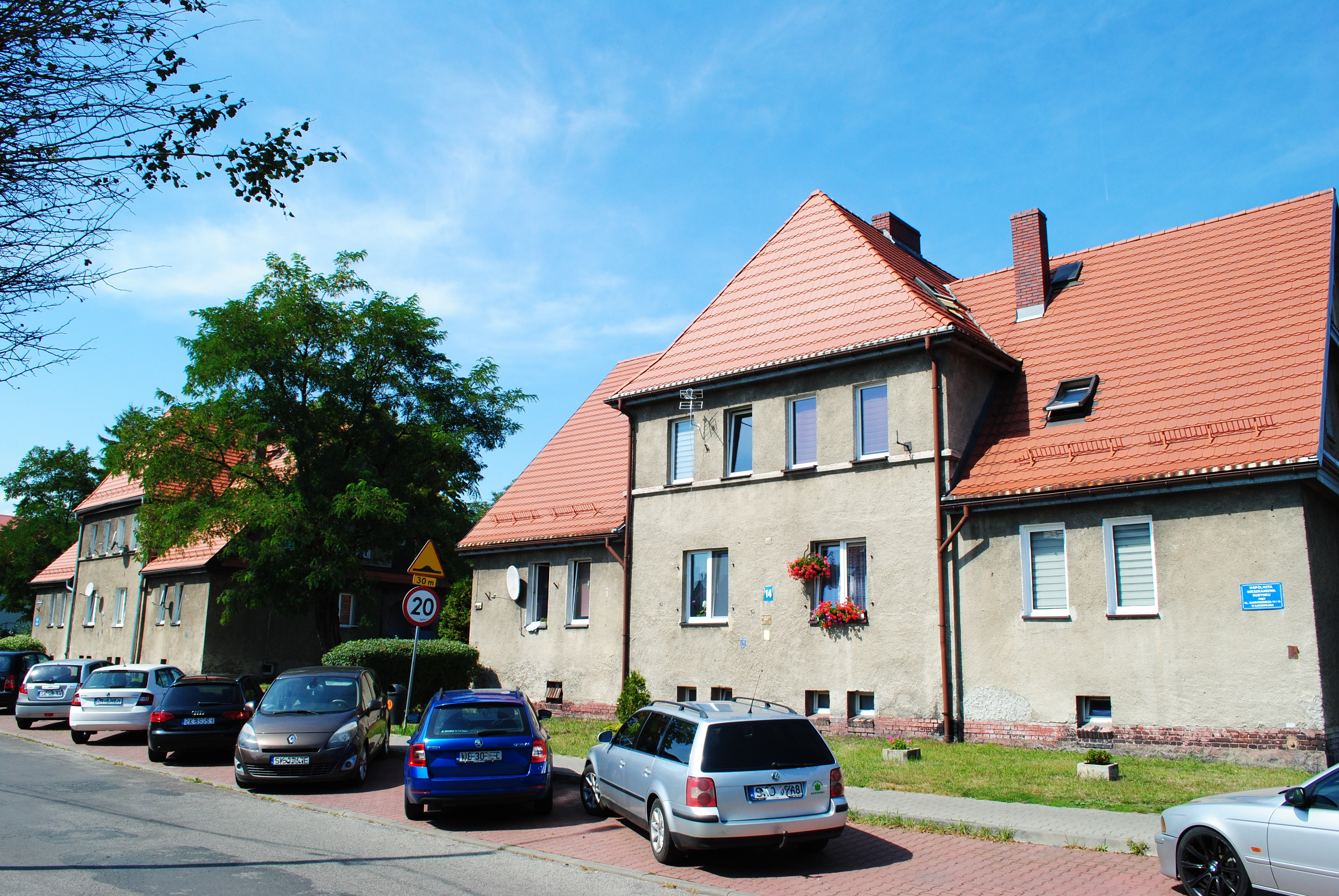
Zabudowa przy ul. Samsonowicza 14 i 16 z lat 1907-1908

Po II wojnie światowej nastąpił dalszy rozwój budownictwa w Murckach. Nowe budynki mieszkalne budowano na zlecenie kopalni „Murcki” i Spółdzielni Mieszkaniowej „Przyszłość”. W latach 1945–1970 powstało łącznie 41 budynków z 514 mieszkaniami. Powstawały też domy jednorodzinne. W latach 60. i 70. XX wieku powstało osiedle K. Bohdanowicza oraz pojedyncze bloki przy ul. Wojtalewicza, a do 1988 roku znaczna część budynków jednorodzinnych, zwłaszcza we wschodniej części Murcek, a także w rejonie ul. Fałata i Domeyki. W latach 1989–1993 wybudowano nowe budynki mieszkalne po obu stronach ul. Bielskiej od skrzyżowania z ul. Solskiego do ronda z ul. Kołodzieja. Ponadto w tym okresie powstawały pojedyncze domy mieszkalne, natomiast większe kompleksy budynków wybudowano wzdłuż zachodniej części ul. Samsonowicza i ul. Kubisty.

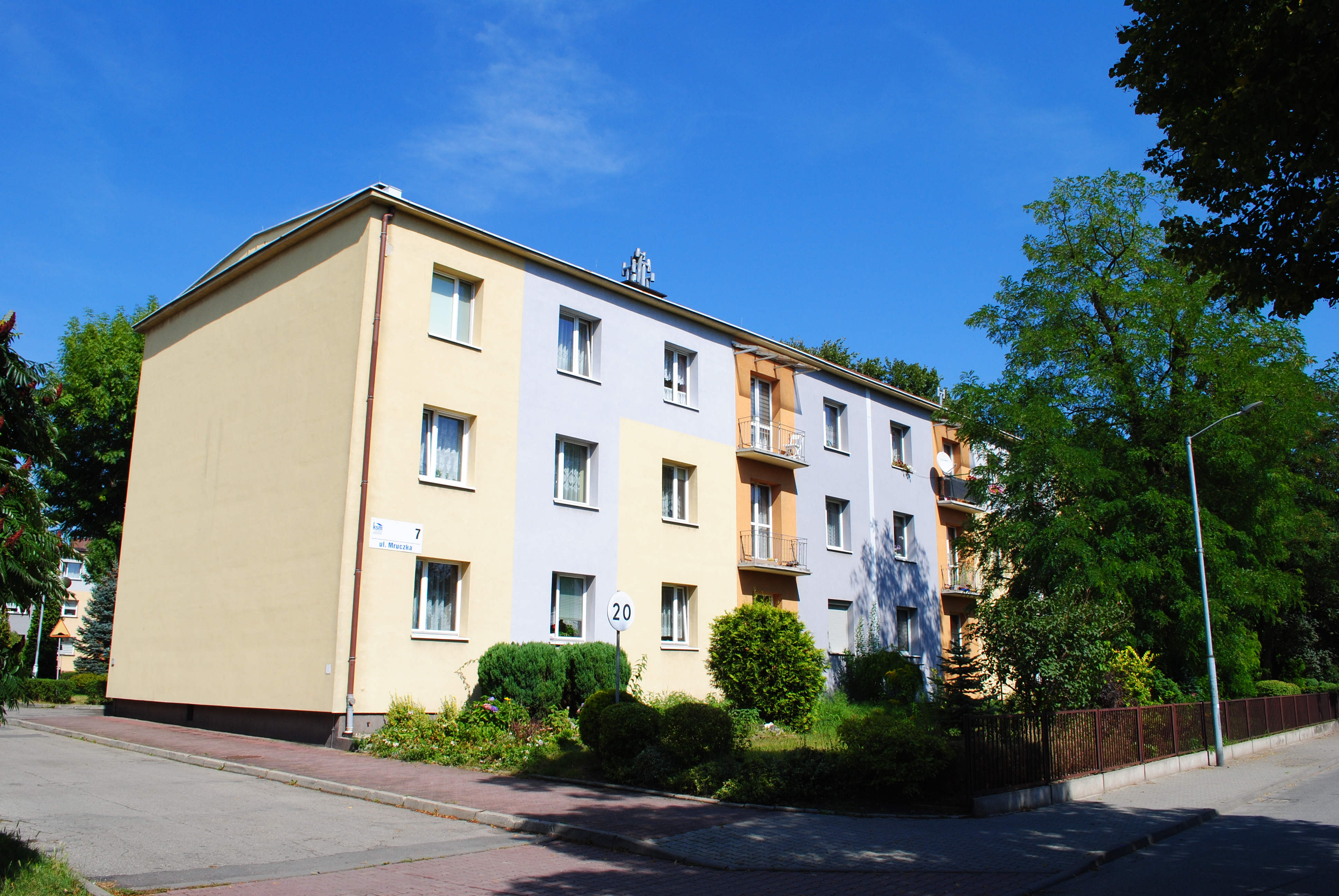
Blok przy ul. Mruczka 7
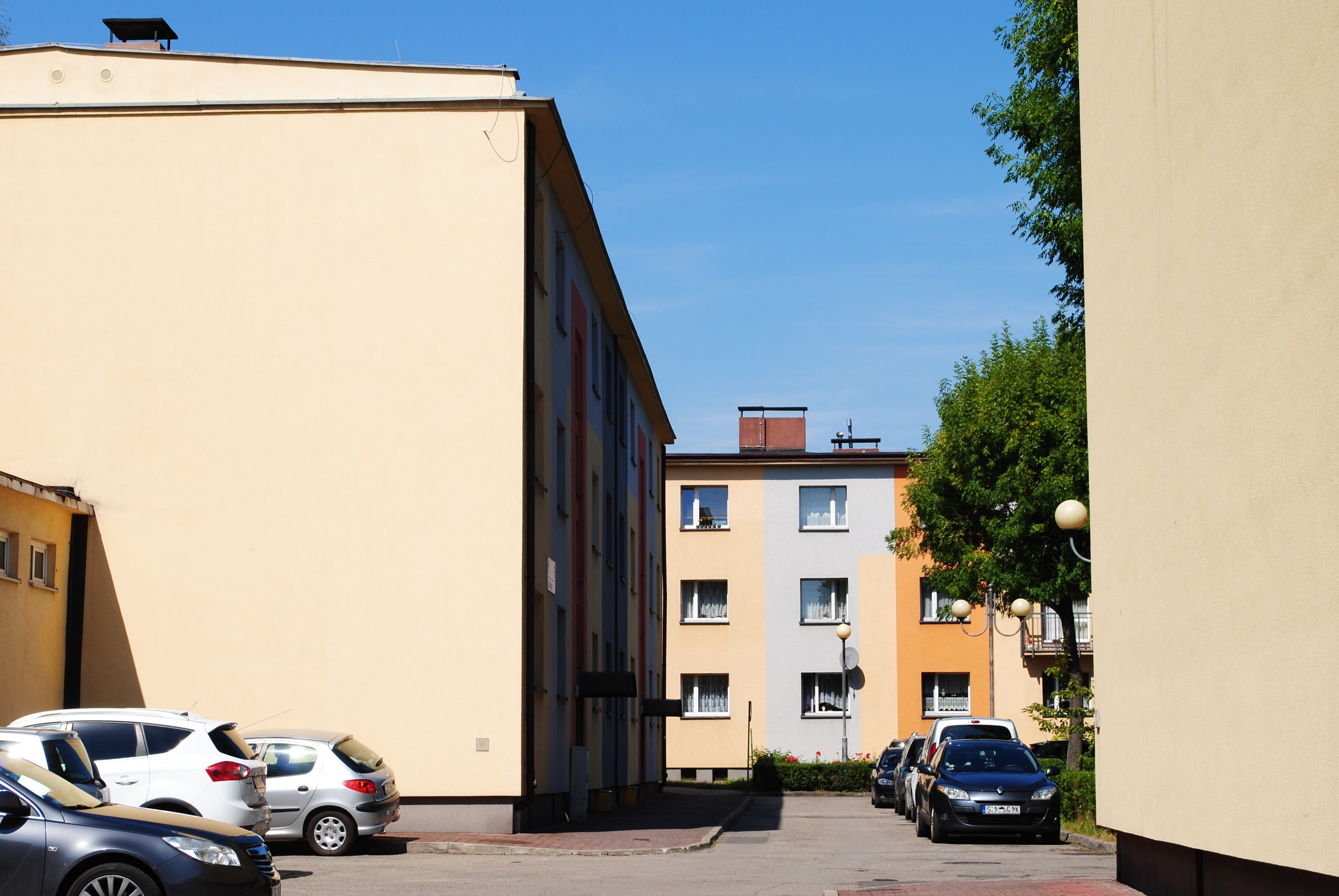
Bloki przy ul. Mruczka
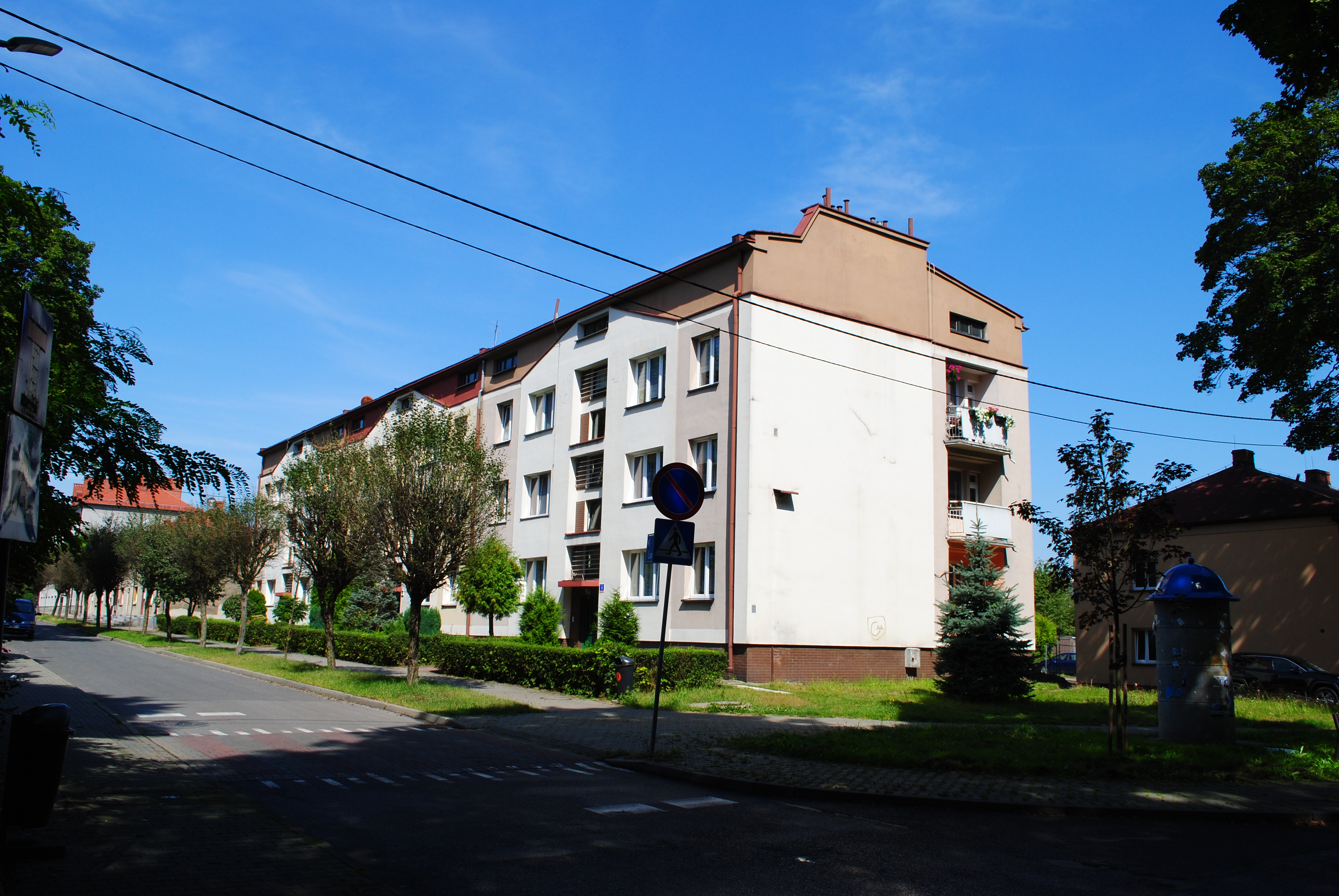
Blok przy ul. Laskowskiego 2
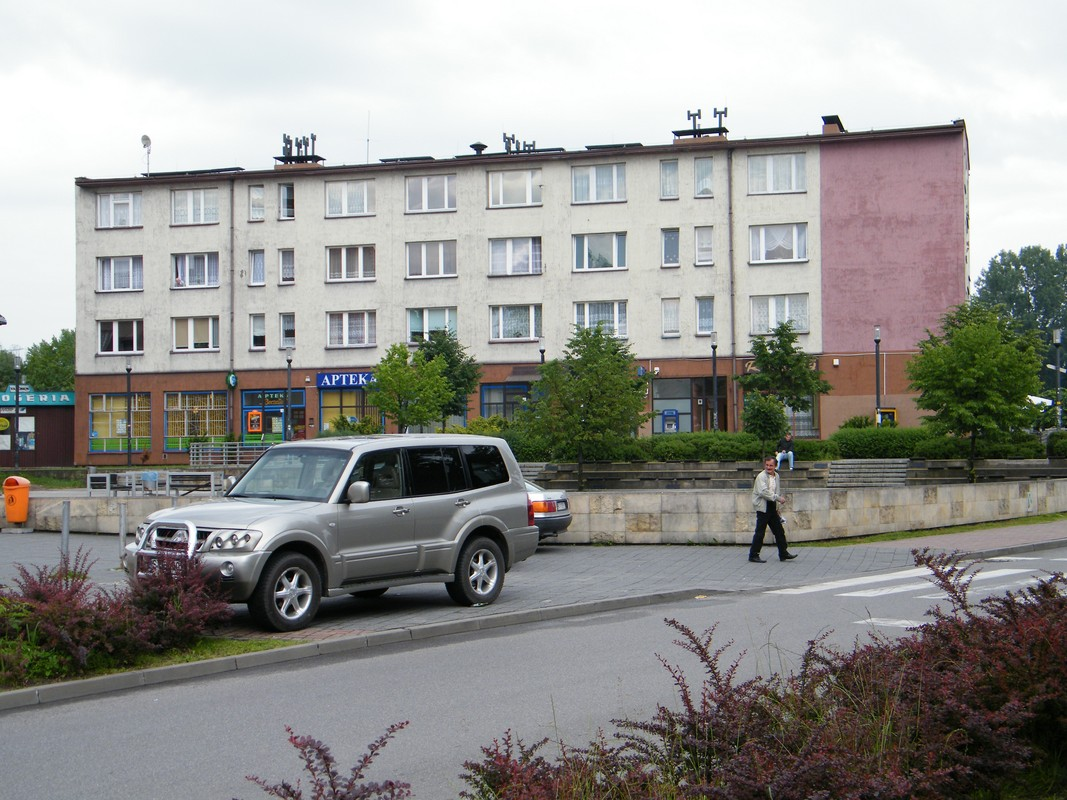
Blok przy pl. Kasprowicza 5
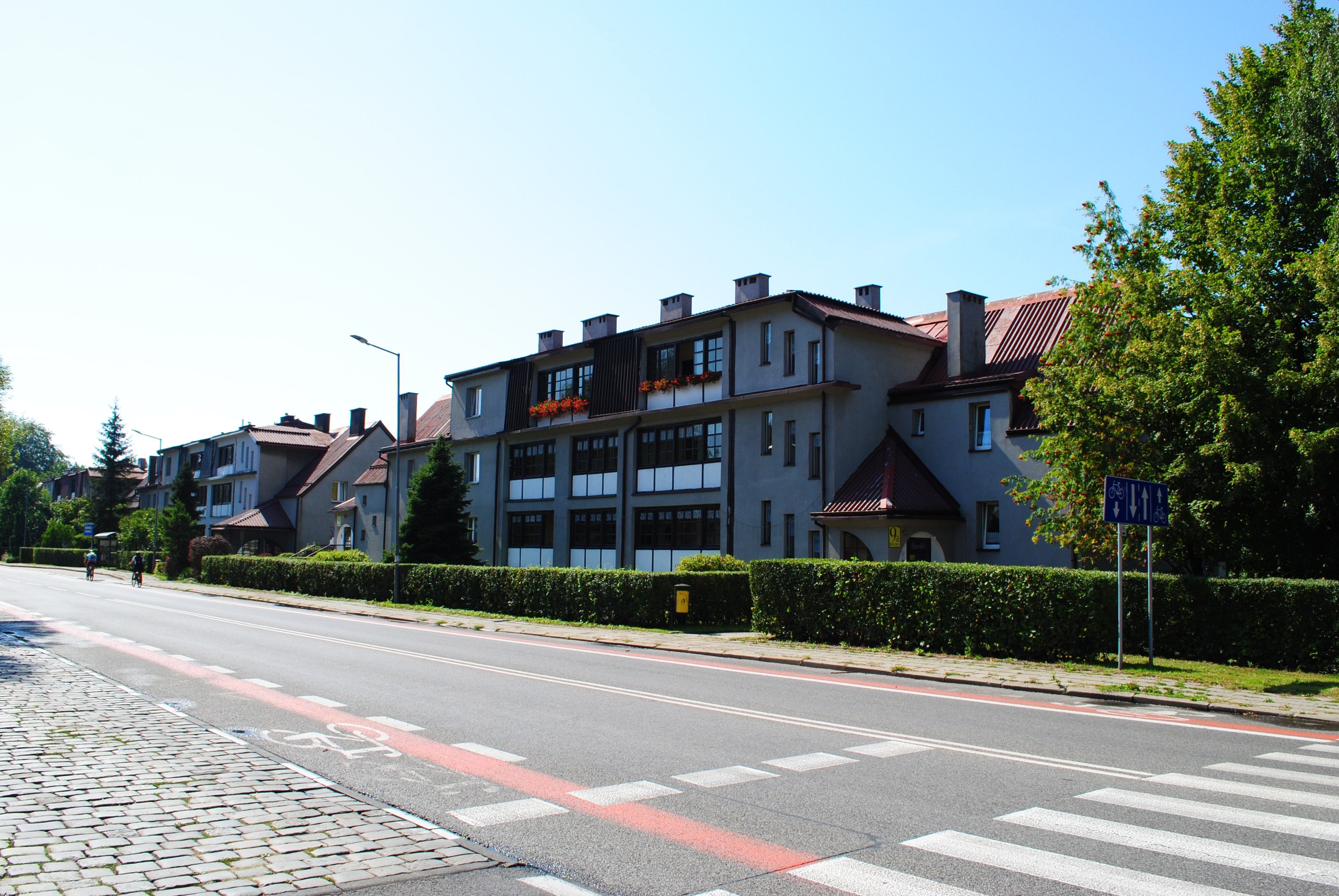
Zabudowa przy ul. Bielskiej 7 i 9, pochodząca z 1989 roku

### Osady, osiedla i kolonie
Na terenie Murcek znajdują się następujące kolonie osady i osiedla:
- Cegielnia-Murcki
- Hamerla
- Osiedle K. Bohdanowicza
- Siągarnia
- Stary Tartak

### Zabytki i obiekty historyczne

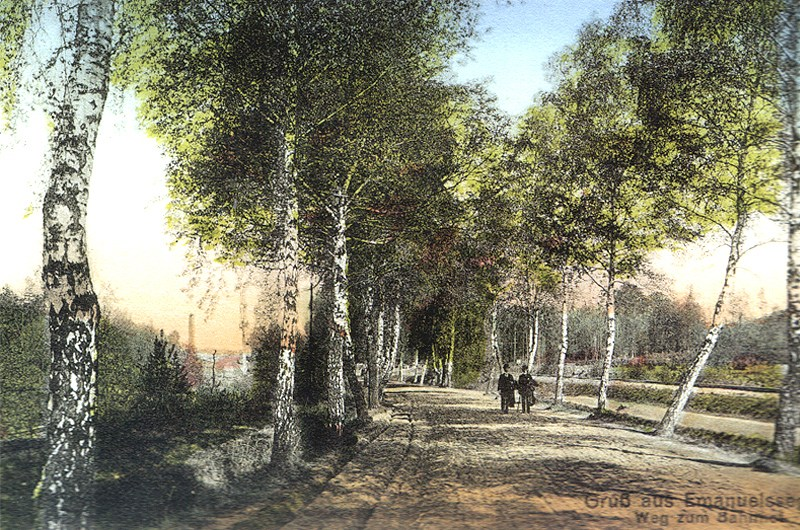
Stara widokówka przedstawiająca spisaną do rejestru zabytków aleję brzozową w pobliżu dawnej stacji kolejowej Katowice Murcki

Pierwszym obiektem wpisanym do rejestru zabytków nieruchomych województwa śląskiego położonym na terenie Murcek jest aleja brzozowa (nr A-141/49 z dnia 25 stycznia 1949 roku). Aleja ta ciągnęła się między zlikwidowaną obecnie stacją kolejową Katowice Murcki a dawną kopalnią węgla kamiennego „Murcki”.
W dniu 27 sierpnia 2021 roku do rejestru zabytków nieruchomych województwa śląskiego pod numerem A/868/2021 został wpisany zespół zabudowy osiedla Murcki w Katowicach w rejonie ulic: Bielskiej, Wolności, R. Mruczka, J. Laskowskiego, A. Wojtalewicza, P. Kołodzieja, K.K. Baczyńskiego, J. Samsonowicza i placu J. Kasprowicza, który tworzą powiązane przestrzennie budynki mieszkalne i mieszkalno-użytkowe. W dniu 6 kwietnia 2023 roku do rejestru zabytków nieruchomych województwa śląskiego pod numerem A/1164/23 została wpisana dawna willa dyrektora kopalni przy ulicy Bielskiej 1 (obecnie siedziba przedszkola).
Zabudowa powstała głównie na przełomie XIX i XX wieku jest w dużej części wpisana do gminnej ewidencji zabytków. Są to m.in. budynki mieszkalne wzdłuż ul. Samsonowicza (pomiędzy ul. Bielską a ul. Fałata), Laskowskiego, Mruczka, Wojtalewicza, Wolności, Baczyńskiego, placu Kasprowicza, ul. Bielskiej (między ul. Goetla a ul. Kołodzieja), Kołodzieja (na wysokości Parku Murckowskiego i w rejonie dawnej zabudowy kopalni „Murcki”), a także kościół Najświętszego Serca Pana Jezusa. Ponadto do ewidencji zabytków wpisany był wyburzony w 2018 roku budynek dawnego dworca kolejowego. 
Obiektem ochrony konserwatorskiej na podstawie miejscowego planu zagospodarowania przestrzennego jest budynek dawnej cechowni kopalni „Murcki” położony przy ul. Kołodzieja. Na podstawie tego samego dokumentu wyznaczono kilka miejsc strefy ochrony konserwatorskiej. Są to: rejony budynków przy ul. Mruczka 6 i Bielskiej 2, teren Szpitala Murcki, obszar w rejonie ul. Kołodzieja 30-42a oraz zabudowy osady Stary Tartak w rejonie ul. Kołodzieja 80-82, 83, 89, 90 i 91.

### Zagospodarowanie przestrzenne
Murcki na tle Katowic charakteryzują się największym udziałem lasu w ogólnej powierzchni dzielnicy – zajmują łącznie 86% powierzchni dzielnicy. Ponadto duży jest tu udział obszarów produkcyjno-usługowych, które zajmują blisko 100 ha. Pod względem faktycznego użytkowania terenów obszar zabudowy mieszkaniowej wynosi ok. 45 ha, tereny usług blisko 18 ha, tereny komunikacji około 91 ha, zieleni urządzonej prawie 33 ha, a zieleni nieurządzonej około 137 ha.
Jest tu też jeden z mniejszych w Katowicach udział powierzchni zabudowanej w powierzchni terenu, który dla Murcek wynosił w 2007 roku 19% (średnia dla Katowic wynosiła wówczas 23%). Średnia ważona liczba kondygnacji wynosiła wówczas 1,68. Na osiedlu w rejonie ul. Bogdanowicza udział powierzchni zabudowanej wynosił w 2007 roku 24%, a średnia liczba kondygnacji 3,04.

## Transport

### Transport drogowy

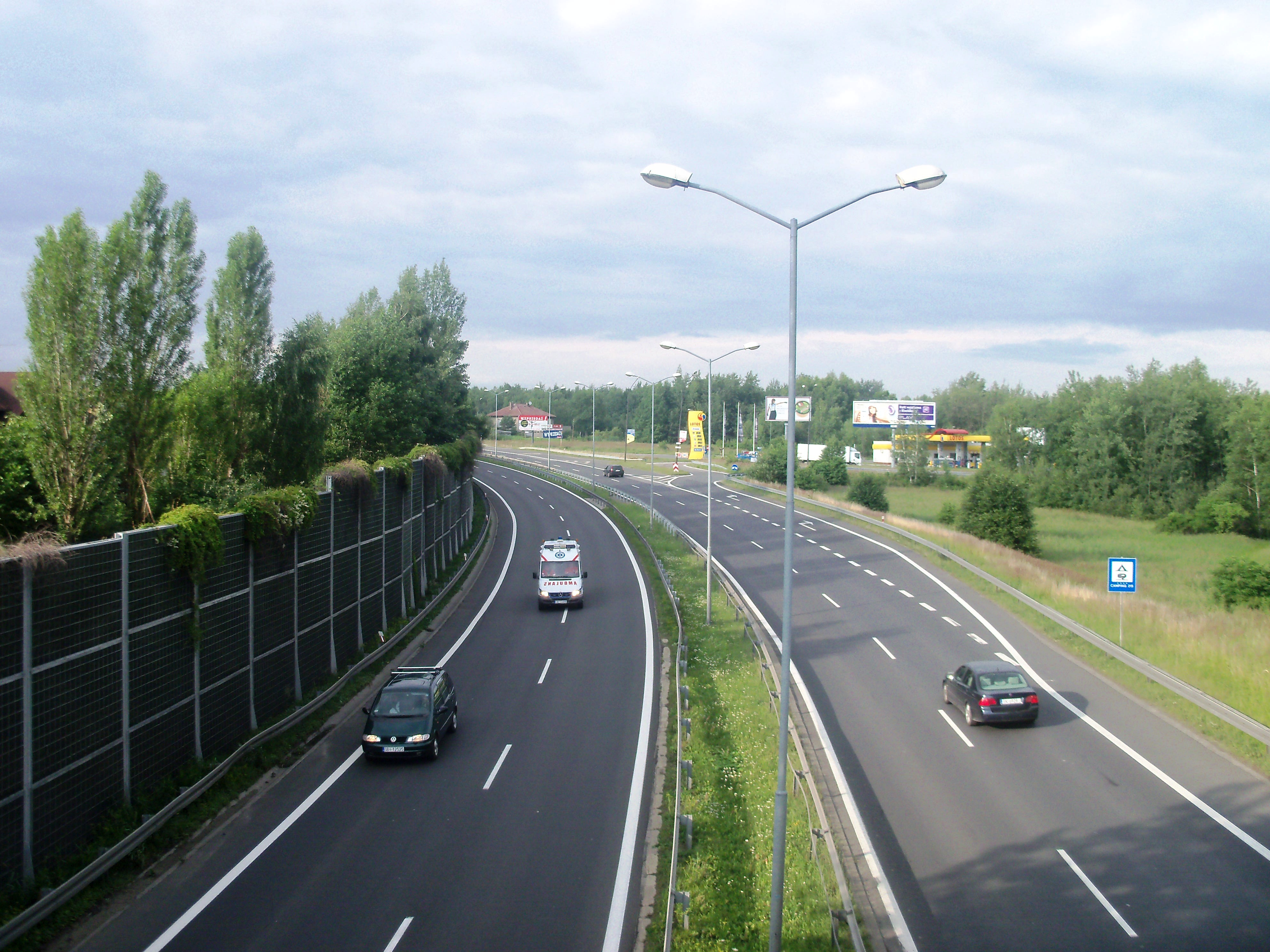
Ul. Bielska – wschodni odcinek i jednocześnie fragment DK86 (widok w kierunku północnym)

Jedna z najstarszych dróg Murcek prowadziła wzdłuż obecnej ul. Leśników, Kołodzieja i Bielskiej (zachodni odcinek ulicy). Była to wówczas utwardzona droga z Kobióra do granicy powiatu pszczyńskiego w Murckach, oddana do użytku w 1863 roku. Na drogach dojazdowych do Murcek znajdowały się budynki celne, w których pobierano myto za przejazd. W latach 1937–1939 roku wybudowano drogę przez Wzgórze Wandy, natomiast w 1977 roku, przy wschodniej części Murcek powstał nowy fragment ul. Bielskiej wraz z węzłem z ul. Kołodzieja.
Obecnie przez Murcki biegną dwie trasy o zasięgu krajowym:
- (fragment drogi E75 i E462) – biegnie ona na krótkim odcinku w rejonie południowej granicy miasta (bez węzła na terenie Murcek)[138],
- (ul. Bielska) – posiada parametry drogi ekspresowej; zapewnia połączenie Murcek z drogą S1 w Tychach w kierunku południowym, a także z Sosnowcem, Będzinem oraz portem lotniczym Katowice-Pyrzowice w kierunku północnym[138].

Murcki mają też powiązania z sąsiednimi miastami: w kierunku Mysłowic wzdłuż ul. Kołodzieja w kierunku wschodnim, do Tychów wzdłuż ul. Bielskiej, natomiast w kierunku Mikołowa na zachód ul. Kołodzieja i Szarych Szeregów. Przebiega tu też ul. Beskidzka, łącząca bezpośrednio Tychy i Mysłowice. W powiązaniach między poszczególnymi częściami Katowic, wraz z Giszowcem Murcki jest dzielnicą najlepiej skomunikowaną dzięki bliskiemu położeniu z głównymi ciągami miasta biegnących we wszystkich kierunkach. W kierunku Śródmieścia i Giszowca Murcki mają połączenie wzdłuż ul. Bielskiej, do południowych dzielnic (Kostuchna, Podlesie i Zarzecze) wzdłuż ul. Szarych Szeregów, a w kierunku zachodnim (do Piotrowic-Ochojca) przez ul. Tartaczną i Cegielnia Murcki. W powiązaniu wewnątrz Murcek ważną drogą jest ul. Wolności, natomiast centralnym punktem dzielnicy jest pl. Jana Kasprowicza.
Spośród przebiegających przez Murcki dróg pod względem jej klasy, jedyną drogą główną ruchu przyspieszonego jest ul. Bielska. Brak jest tu dróg głównych. Drogi zbiorcze to ulice: Beskidzka, Szarych Szeregów i Kołodzieja, natomiast pozostałe to drogi lokalne bądź dojazdowe

### Transport kolejowy

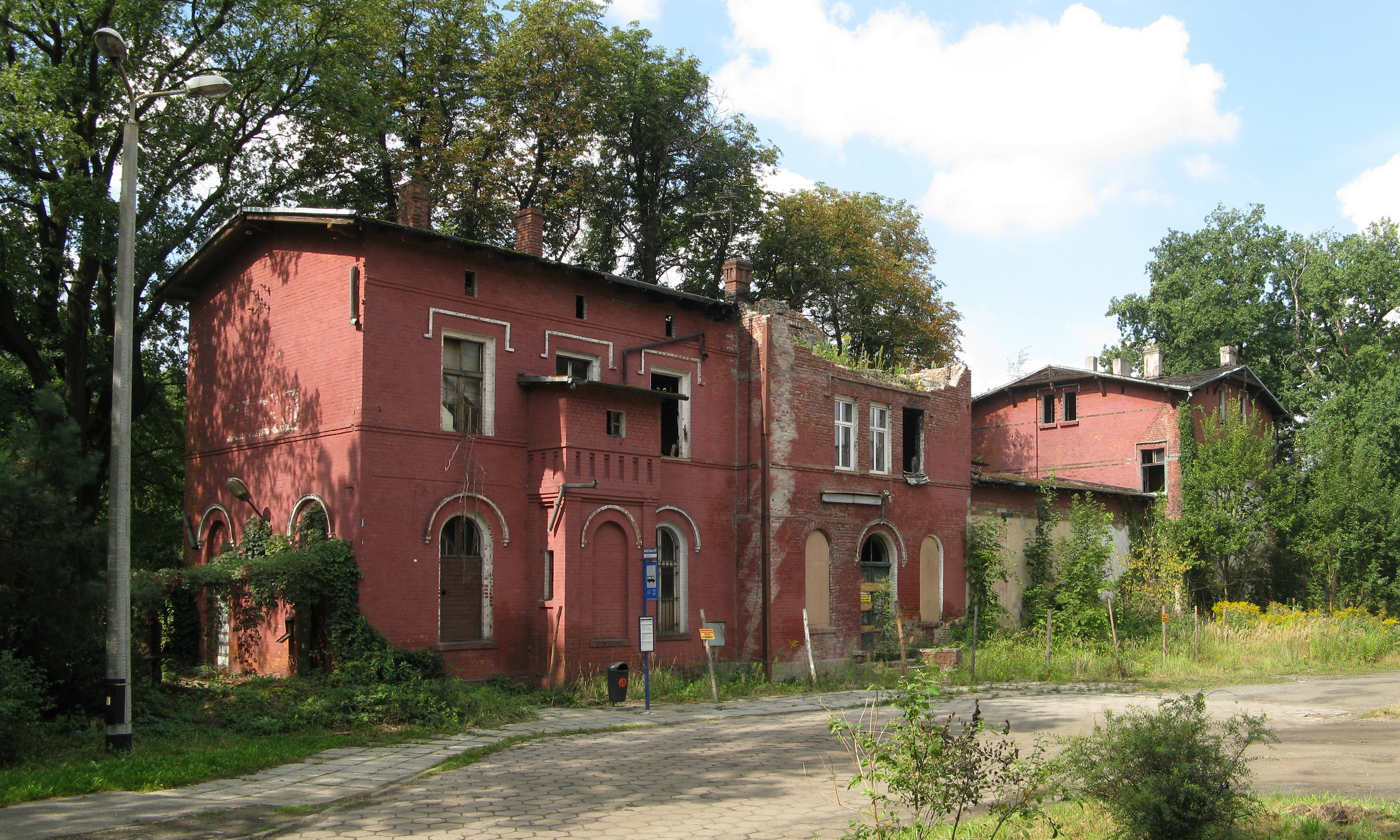
Wyburzony w 2018 roku dworzec kolejowy na zlikwidowanej stacji Katowice Murcki

Pierwsze połączenie kolejowe Murcki zyskały dnia 1 grudnia 1852 roku. Wówczas to otwarto bocznicę z Ligoty do kopalni „Murcki”. Linia ta została wybudowana przez spółkę Kolej Górnośląska wraz z odcinkiem z Katowic do Ligoty. Powstało wówczas 17 km linii kolejowej. Ten stary odcinek bocznicy został zlikwidowany w 1904 roku. Murcki zyskały połączenie pasażerskie za sprawą Towarzystwa Kolei Prawego Brzegu Odry, powstałego w 1868 roku. Towarzystwo to oddało do użytku linię na odcinku Szopienice Północne – Janów – Murcki – Tychy i dalej do Pszczyny pierwsze pociągi ruszyły 24 czerwca 1870 roku. Fragment ówcześnie powstałej linii z Murcek do Tychów to obecnie linia kolejowa nr 142. Odcinek tej linii w kierunku Ochojca został wybudowany w 1904 roku, czyli po upaństwowieniu przez państwo pruskie kolei na terenie Górnego Śląska. Powstał on w związku z przebudową stacji w Ligocie, a wraz z tym likwidacją starego połączenienia z Murckami, powstałego w 1852 roku. Nowa linia została zelektryfikowana 4 marca 1961 roku, natomiast ruch pasażerski przez Murcki został zawieszony 25 czerwca 1994 roku. 

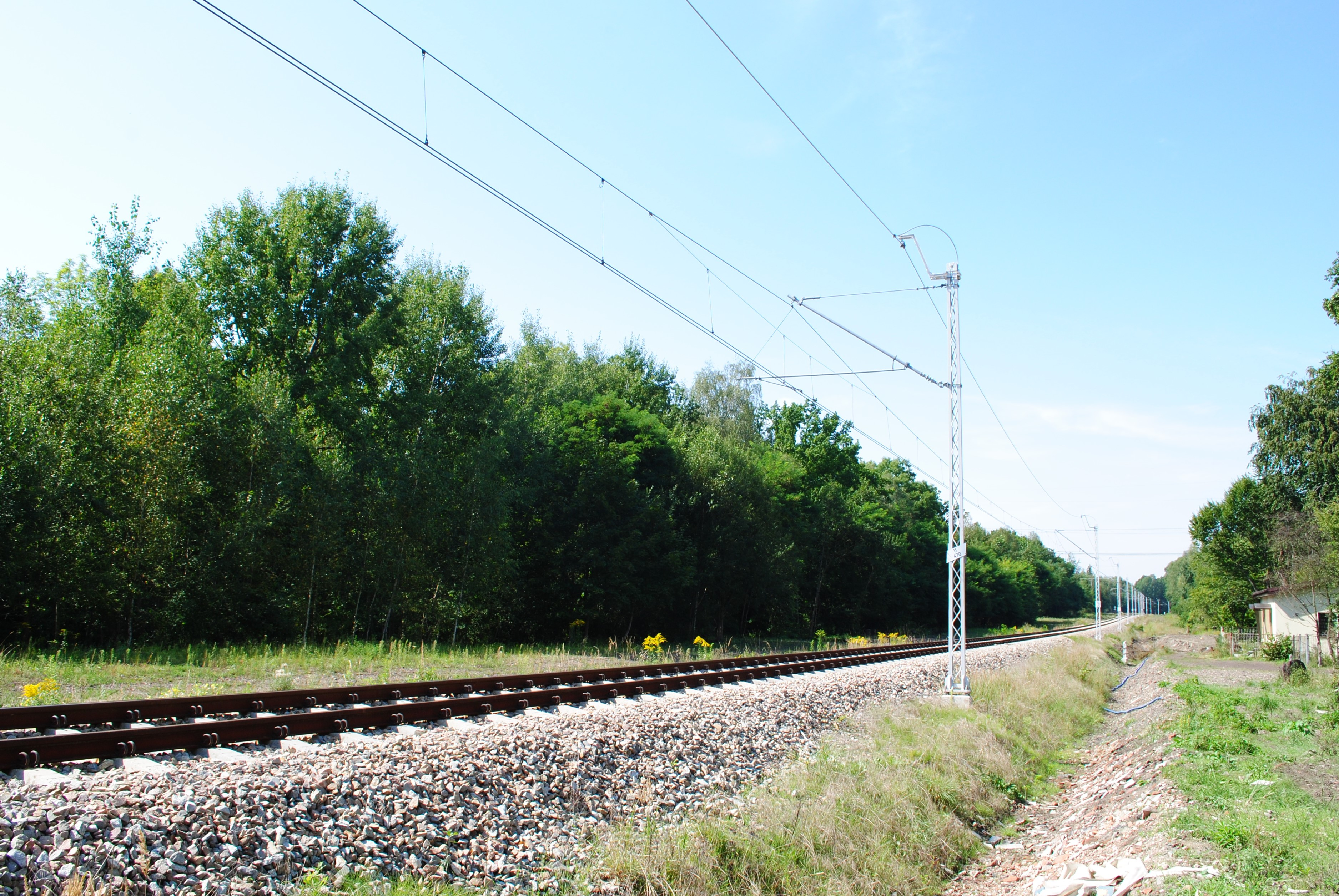
Zmodernizowany w latach 2018-2020 fragment linii kolejowej nr 142 na wysokości zlikwidowanej stacji Katowice Murcki

Dnia 24 czerwca 1950 roku oddano do użytku z Murcek połączenie do papierni w Czułowie przez dawną stację Katowice Murcki Towarowe. Linia ta biegła od stacji Katowice Murcki równolegle do ul. Tartacznej, Leśników i Bielskiej. Odcinek od stacji towarowej do Czułowa został zlikwidowany około 1995 roku i przed 2000 rokiem do stacji Katowice Murcki Towarowe.
15 listopada 1968 roku oddano do użytku łącznik między Muchowcem a Murckami (późniejsza linia kolejowa nr 652). Dwa lata później został on zelektryfikowany, natomiast w czerwcu 2005 roku została ona zamknięta. Stacja Katowice Murcki została w 2012 roku zlikwidowana, a w 2018 roku wyburzono budynek dawnego dworca kolejowego.
W latach 2018–2020 trwała przebudowa linii kolejowej nr 142 na odcinku Katowice Ligota – Tychy, który częściowo przebiega przez Murcki. Umowę na modernizację w systemie zaprojektuj i zbuduj podpisano w lutym 2018 roku. W ramach tej inwestycji wymieniono szyny, przebudowano trakcję elektryczną, a także przejazdy kolejowe (w tym na terenie Murcek z ul. Szarych Szeregów i ul. Cegielnia Murcki). Ponadto zwiększyła się maksymalna dopuszczalna prędkość pociągów z 40 do 80 km/h. Pociągi na linii wróciły w kwietniu 2020 roku. Linia te jest wykorzystywana rozkładowo wyłącznie w ruchu towarowym ze średnią częstotliwością dziesięciu składów dziennie.

### Publiczny transport zbiorowy

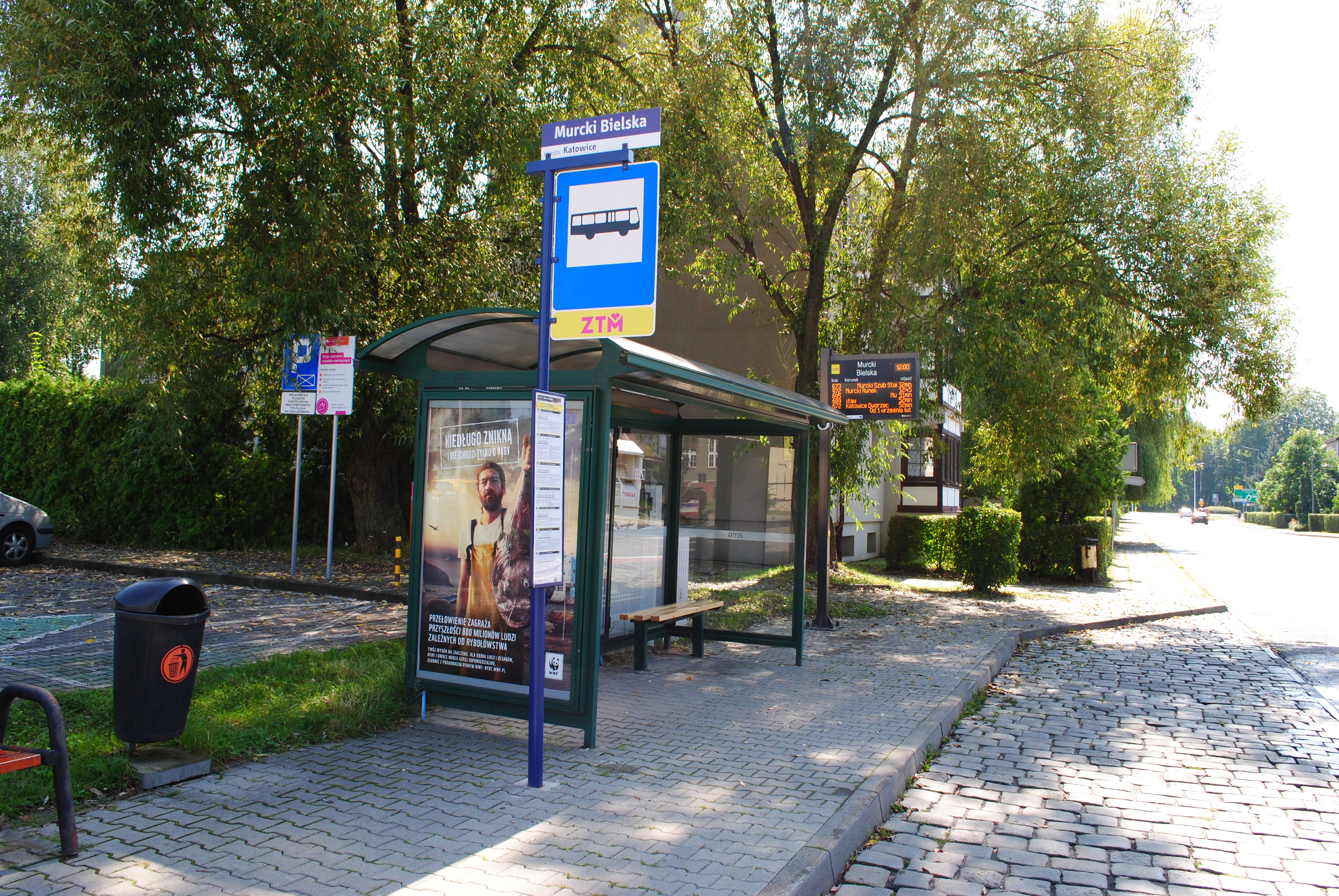
Przystanek autobusowy Murcki Bielska – stanowisko w kierunku północnym

Transport zbiorowy w Murckach do innych dzielnic Katowic oraz sąsiadujących miast – do Mikołowa, Tychów i Mysłowic, zapewniają autobusy kursujące na zlecenie Zarządu Transportu Metropolitalnego. Główne ciągi komunikacyjne dla linii autobusowych to ul. Bielska, na którym kursują linie nr 1, 4, 14, 672, 689 i 695 a także ul. Goetla dla linii autobusowych 673, 689 i 695 łączących Murcki ze Śródmieściem (przez Giszowiec lub Kostuchnę, Piotrowice i Brynów), Szopienicami (przez Giszowiec i Nikiszowiec) i Mikołowem (przez Kostuchnę, Podlesie i Zarzecze). Autobusy zatrzymują się również przy pl. Kasprowicza na przystanku Murcki Rynek. Są to linie 672, 672N, 673, 689, 695, 972 i 973. 
Łącznie na terenie Murcek wg stanu z czerwca 2020 roku znajduje się 14 przystanków komunikacji miejskiej (Bielska, Cegielnia, Cmentarz, Dolina Murckowska, Dworzec PKP, Kołodzieja, Leśników [nż], Osiedle, Rynek, Szebesty [nż], Szyb Stanisław, Tartaczna, Wiadukt [nż] i Wzgórze Wandy). Dodatkowy przystanek znajduje się też przy kopalni „Mysłowice-Wesoła” (Wesoła Kopalnia), z którego odjeżdżają linie: 44, 76, 76N, 77, 77N, 106, 160, 219, 672, 788, 954 i 972. Łączą one kopalnię m.in. z innymi dzielnicami Katowic (w tym z Zawodziem, Giszowcem, Osiedlem Paderewskiego, Śródmieściem) oraz z Mysłowicami i Sosnowcem. Przy przystanku Murcki Bielska zlokalizowane są elektroniczne tablice Systemu Dynamicznej Informacji Pasażerskiej.

### Infrastruktura rowerowa

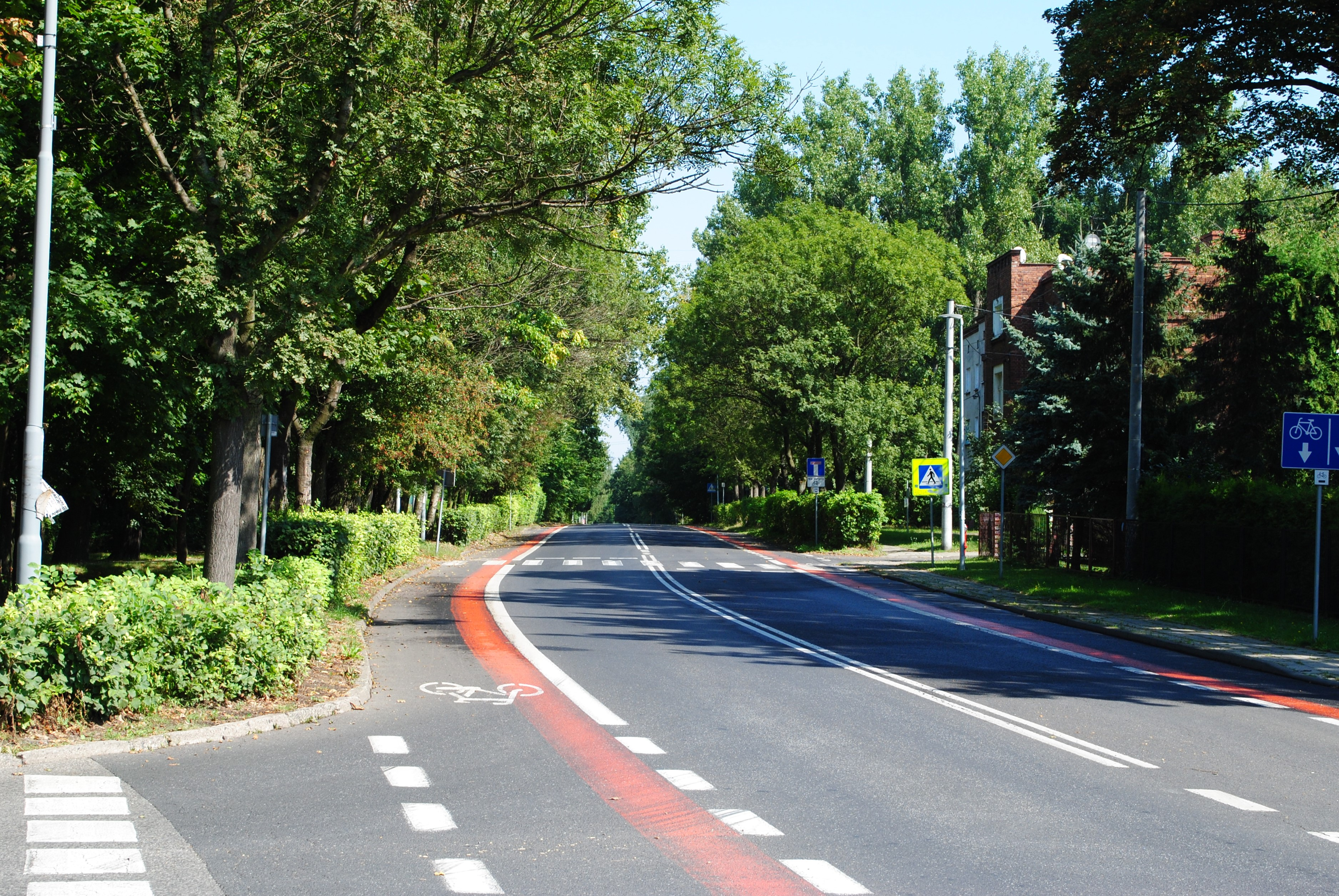
Pasy drogi dla rowerów wzdłuż ul. Bielskiej (zachodnia odnoga)

W Murckach sieć ścieżek rowerowych ma głównie charakter rekreacyjny, stąd też na terenie zurbanizowanym jedyną wydzieloną trasą rowerową jest ścieżka wzdłuż zachodniego odcinka ul. Bielskiej, z czego na odcinku od skrzyżowania z ul. Szebesty do Ronda Książąt Pszczyńskich jest w formie pasa drogi dla rowerów po obydwu stronach jezdni. Wg docelowej sieci ścieżek rowerowych opublikowanej przez Urząd Miasta Katowice, przewiduje się rozbudowę sieci o odcinek w kierunku Ochojca wzdłuż ul. Samsonowicza, Tartacznej i Cegielni Murcki. Trasa ta ma mieć funkcję transportową.
W Katowicach wydzielono kilka szlaków rowerowych w ramach projektu Rowerem po Śląsku, z czego przez Murcki przebiega sześć z nich. Są to:
- nr 1 Pomnik Powstańców Śląskich – Dolina Trzech Stawów – wzdłuż granicy Murcek i Kostuchny – ul. Zaopusta – granica Katowic z Tychami,
- nr 3 Giszowiec – Barbara-Janina – Murcki – Zadole – Panewniki,
- nr 101 Ochojec – Barbara-Janina – Murcki – Hamerla – granica Katowic z Lędzinami,
- nr 110 Wesoła – ul. Kołodzieja – Lasy Murckowskie – al. Spacerowa (Mysłowice),
- nr 121 Janów – Nikiszowiec – Park Bolina – Giszowiec – Lasy Murckowskie,
- nr 153 Lasy Murckowskie.

W Murckach funkcjonuje również miejska sieć wypożyczalni rowerów miejskich – Metrorower, który zastąpił system City by bike. Pierwsza stacja została ona oddana do użytku 1 sierpnia 2017 roku, a według stanu z marca 2024 roku w Murckach działają dwie stacje: 27485 (pl. J. Kasprowicza) i 27383 (park Murckowski).

## Infrastruktura techniczna

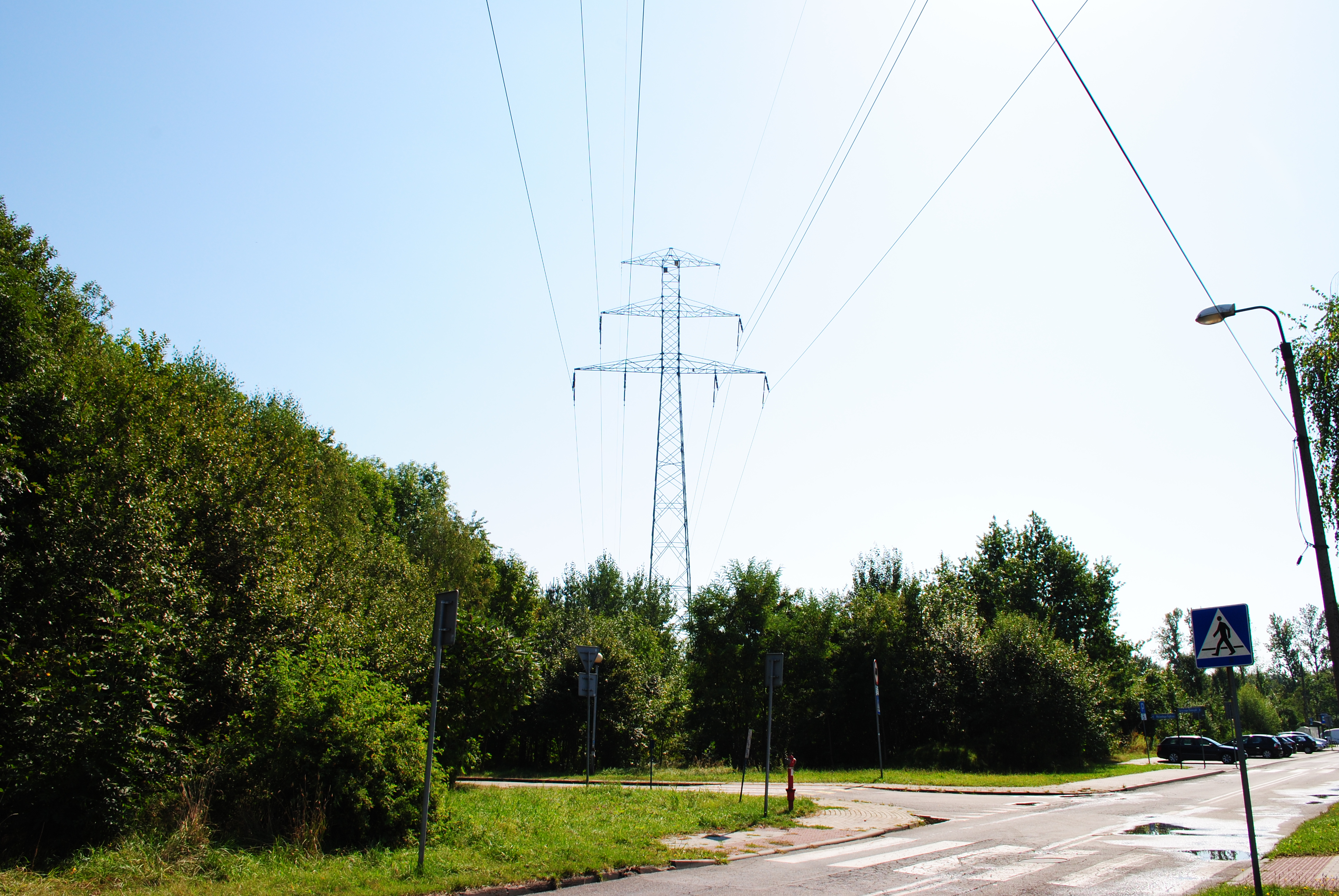
Sieć najwyższego napięcia 220 kV nad ul. Goetla

Na terenie dzielnicy nie ma ujęć wody pitnej. Woda ze stacji uzdatniania wody jest rozprowadzana poprzez wodociągi magistralne oraz rozdzielcze. Przez teren Murcek przechodzą sieci wodociągowe magistralne, będące pod zarządem Górnośląskiego Przedsiębiorstwa Wodociągów. Znajduje się tutaj kilka ciągów: dwa z nich biegną w kierunku północnym i północno-zachodnim ze zbiornika wyrównawczego na Wzgórzu Wandy, który jest zasilany ze stacji uzdatniania wody w Dziećkowicach, Goczałkowicach i Kobiernicach. Następny wodociąg magistralny biegnie wzdłuż ul. Beskidzkiej z Zakładu Uzdatniania Wody Dziećkowice w kierunku zachodnim. Zasila on też zbiornik w Murckach. Miejska sieć wodociągowa w Murckach jest zarządzana przez Oddział Eksploatacji Sieci Wodociągowej – Południe spółki Katowickie Wodociągi.
Sieć kanalizacyjna jest zarządzana przez Oddział Eksploatacji Sieci Kanalizacyjnej – Południe spółki Katowickie Wodociągi i znajduje się w zlewni Oczyszczalni Ścieków Podlesie. Oczyszczalnię tę uruchomiono w 1983 roku i jest zlokalizowana przy ul. Zaopusta 70. Jej właścicielem jest Katowicka Infrastruktura Wodociągowo-Kanalizacyjna.
Zaopatrzenie w energię elektryczną mieszkańców Murcek odbywa się poprzez sieć wysokiego napięcia 110 kV oraz sieci najwyższego napięcia 220 kV. Obie sieci biegną północną stroną Murcek. Zarządzana jest ona przez grupę Tauron. Na terenie jednostki pomocniczej znajdują się dwie stacje elektroenergetyczne podłączone do sieci wysokiego napięcia, które są zlokalizowane przy szybach kopalni „Mysłowice-Wesoła” („Szyb Wacław” i „Szyb Bronisław”).

## Gospodarka

### Rolnictwo

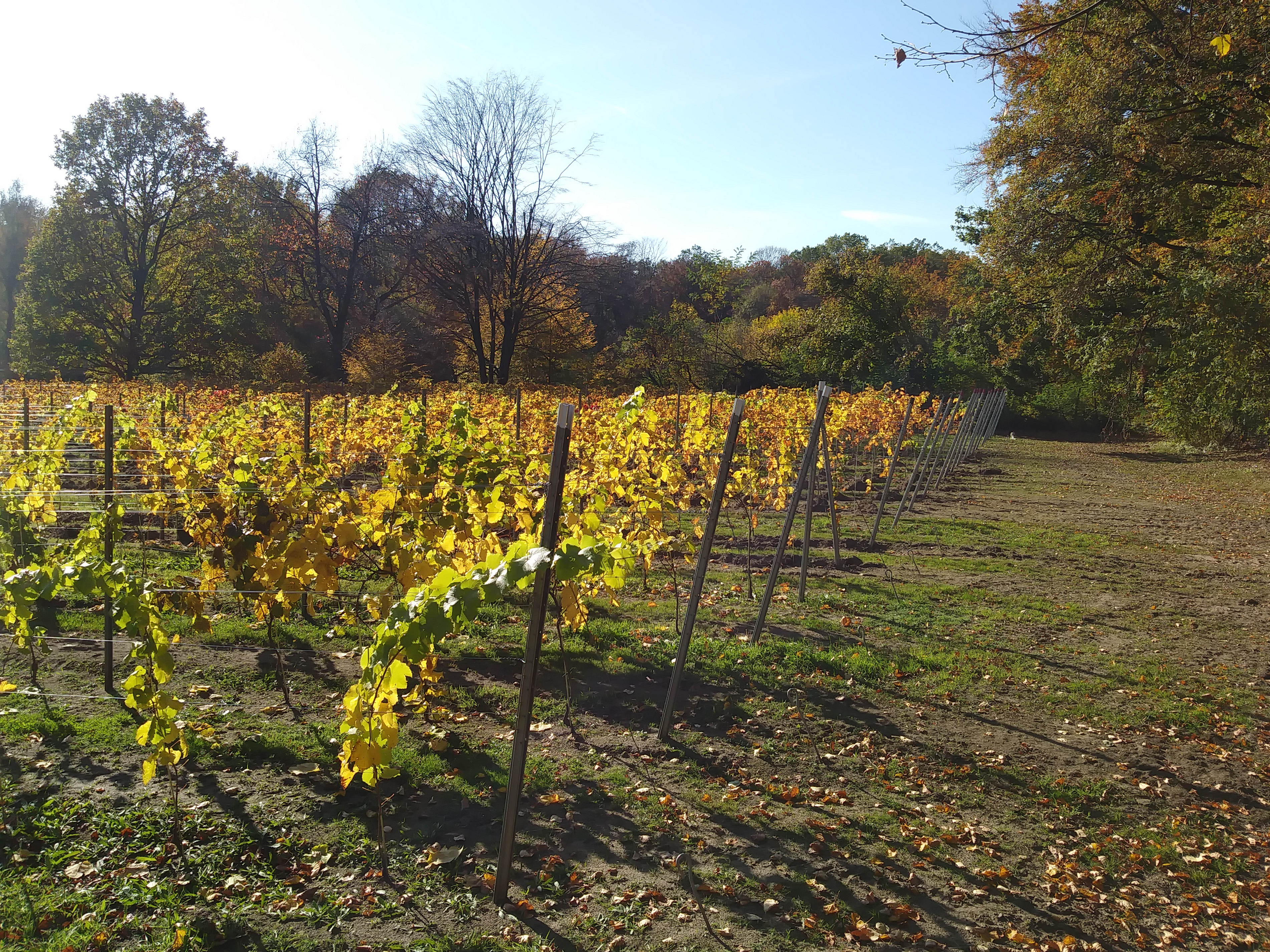
Winnica „Winna Zagroda” w Siągarni

Na terenie Murcek prowadzona jest działalność rolna. Wg faktycznego użytkowania terenów, obszary rolne zajmują w Murckach powierzchnię 12 ha. Jest ona prowadzona w ograniczonym zakresie przy granicy z Lędzinami (obszar ul. Irysowej oraz przy trójstyku granic Katowic, Tychów i Lędzin). W Siągarni prowadzona jest winnica „Winna Zagroda”, powstała po 2003 roku. Składa się z trzech tysięcy krzewów winorośli, z których wytwarza się wina w czterech rodzajach. W winnicy odbywają się również degustacje wina i warsztaty, a także prowadzona jest produkcja sera koziego.

### Przemysł górniczy

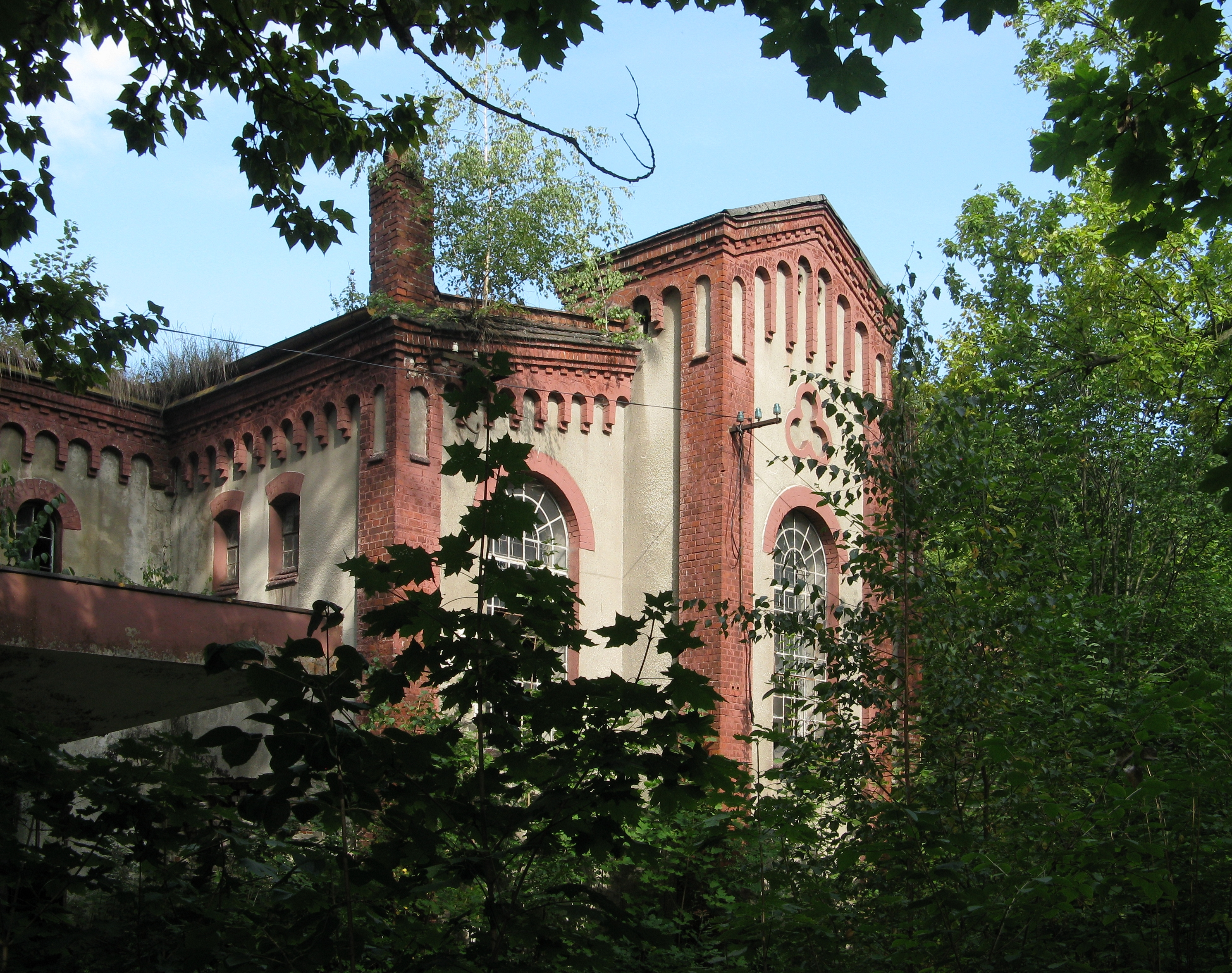
Dawna cechownia kopalni „Murcki” położona przy ul. Kołodzieja

Murcki w swojej historii są silnie powiązane z górnictwem węgla kamiennego. Pierwsze wzmianki występujących na tym terenie pokładach węgla kamiennego pochodzą z 1657 roku. Już w 1755 roku powstaje na terenie Murcek pierwszy szyb wydobywczy – „Książę Emanuel” (funkcjonował on do 1852 roku). W 1769 roku powstała najstarsza na Górnym Śląsku, działająca do dziś kopalnia węgla kamiennego. Kopalnię nazwano „Emanuelssegen” (obecnie „Murcki”), a do pracy w niej ściągano z Saksonii dwóch górników i sztygara. Powstał wówczas szyb „Fryderyk Erdmann”, eksploatowany do 1850 roku. Pokłady węgla kamiennego zalegały tutaj stosunkowo płytko –  maksymalna głębokość obu szybów wynosiła 20 metrów.

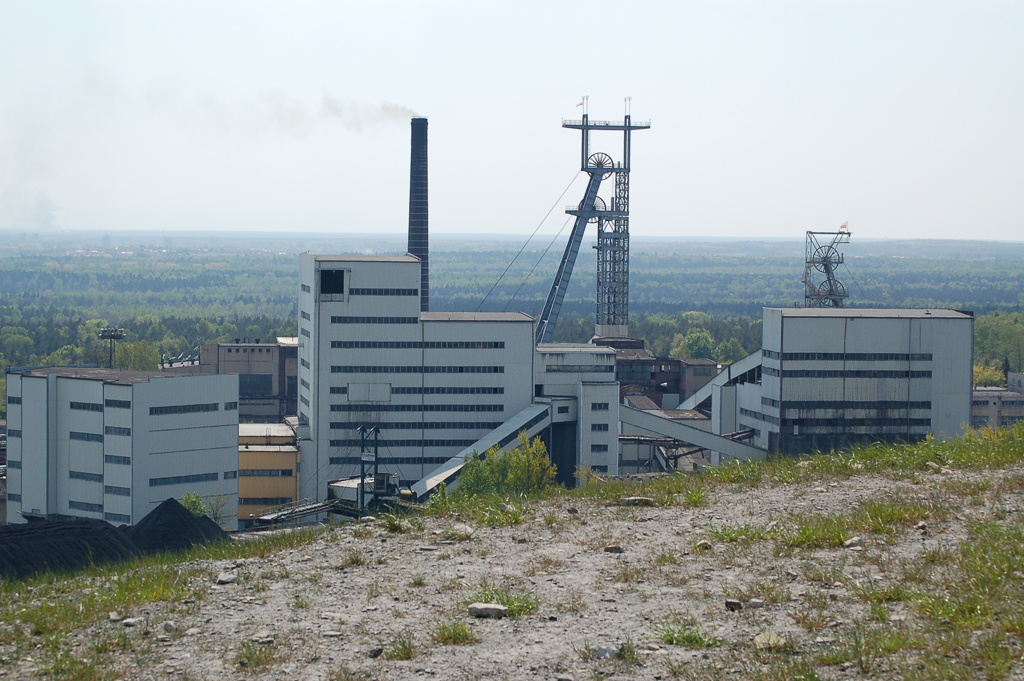
Szyb „Boże Dary” kopalni „Murcki-Staszic” w Kostuchnie

W 1846 roku w Murckach uruchomiono tartak parowy. Rozwój przemysłu, a wraz z tym możliwość sprzedaży nadwyżek węgla kamiennego na rynku wrocławskim, umożliwiła oddana do użytku w 1852 roku linia kolejowa. W połowie XIX wieku w kopalni pracowało ponad 300 osób. Gwałtowny rozwój kopalni nastąpił na przełomie XIX i XX wieku. Wówczas to zainstalowano w niej pompy parowe, nową sortownię, wybudowano szyb „Maria II”, a także bocznicę kolejową. Wokół niej powstały inne zakłady, w tym stolarnia, betoniarnia i zakład ogrodniczy. Na początku XX wieku zatrudnienie kopalni podwojono.
Rozwój kopalni został zahamowany trakcie wielkiego kryzysu gospodarczego z lat 30. XX wieku. Wówczas to kopalnie należące do księcia pszczyńskiego od 1935 roku ze względu na zadłużenie na rzecz skarbu państwa znalazły się pod nadzorem państwowym. W latach 1937–1939 kopalnia nosiła nazwę „Książę Maria”. W styczniu 1976 roku kopalnię „Murcki” połączono z kopalnią „Boże Dary” w Kostuchnie. W 2004 roku zamknięto ostatni szyb kopalni „Murcki” na terenie dzielnicy – szyb „Stanisław”. Mimo likwidacji szybu, wciąż trwa eksploatacja węgla kamiennego na terenie Murcek. Jest ona prowadzona przez kopalnię „Staszic-Wujek”, a także przez kopalnię „Mysłowice-Wesoła” znajdującą się w Murckach przy granicy Wesołą, która eksploatuje złoża na terenie Mysłowic.

### Gospodarka po 1989 roku
Poza przemysłem górniczym, w Murckach rozwinęły się inne gałęzie gospodarcze. Według stanu z 31 grudnia 2013 roku w dzielnicy było zarejestrowanych 481 podmiotów gospodarczych w systemie REGON, co stanowiło 1,1% wszystkich podmiotów w Katowicach, z czego mikroprzedsiębiorstw było 449 (83 przedsiębiorstwa na 1000 mieszkańców jednostki – wówczas jeden z najmniejszych udziałów w Katowicach, gdzie średnia dla miasta wynosiła wówczas 145 mikroprzedsiębiorstw na 1000 mieszkańców). W 2013 roku w Murckach było zarejestrowanych 120 osób bezrobotnych.
Działalność przemysłowo-usługowa zlokalizowana jest głównie wzdłuż ul. Tartacznej. Przy niej znajdują się: dystrybutor i serwis samochodów ciężarowych Renault Tandem Trucks (ul. Tartaczna 6), firmy projektowo-wykonawcze instalacji TERMO-KLIMA MK (ul. Tartaczna 12) i Network Elements (ul. Tartaczna 20), przedsiębiorstwa budowlane HYDROGOP i TB INFRA (ul. Tartaczna 20) oraz hurtowania serów i nabiałów Temar (ul. Tartaczna 34). Przy ul. Goetla znajdują się siedziby: zakładu utylizacji odpadów Edelmet (ul. Goetla 8) oraz firmy specjalizującej się w czyszczeniu kanalizacji Wod-Kan Trans (ul. Goetla 8). W pozostałych lokalizacjach, spośród większych zakładów w Murckach zlokalizowane są: hurtownia artykułów biurowych VECTOR (ul. Bielska 29), siedziba firmy przewozowej MURGÓR-TRANS (ul. Kołodzieja 2), Szkółka Drzew i Krzewów (ul. Kołodzieja; przy granicy z Wesołą) oraz Wytwórnia Betonu i Prefabrykatów Betonowych „KKIM” (ul. Cegielnia Murcki 5).
W Murckach wykształcił się jeden ośrodek usługowy w formie placu stanowiącego element założonej koncepcji urbanistycznej. Jest nim pl. Kasprowicza oraz rejon ulic: Baczyńskiego i Solskiego. W nim zlokalizowane są placówki handlowe, przedszkole, szkoła podstawowa, kościół, obiekty sportowo-rekreacyjne, a także przystanki autobusowe.

## Oświata

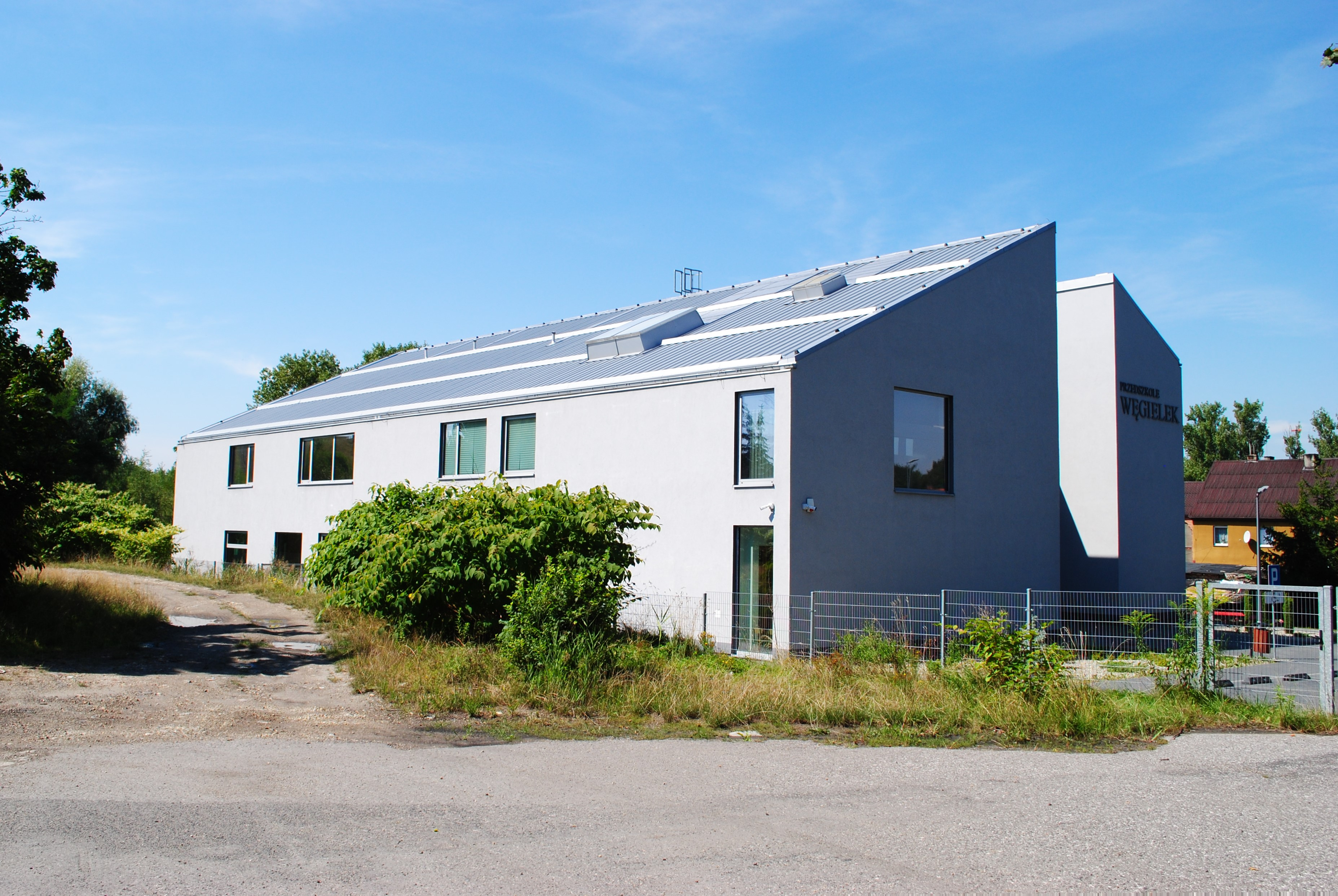
Niepubliczne Przedszkole „Węgielek” przy ul. Kołodzieja 89a

Pierwszą szkołę w Murckach – ewangelicką, otwarto w 1855 roku. Szkołę katolicką uruchomiono trzy lata później. Znajdowała się ona w budynku przy ul. Bielskiej, który składał się z jednej izby lekcyjnej oraz mieszkania nauczyciela. Powstanie obydwu szkół było w większości sfinansowane przez księcia pszczyńskiego. W 1862 roku do szkoły katolickiej uczęszczało 78 dzieci, a do protestanckiej 11 osób. W 1881 roku szkoła katolicka posiadała cztery oddziały, w których uczyło się 200 dzieci. 
W 1903 roku otwarto nowy budynek szkoły, który znajduje się przy ul. Bielskiej 16 (obecnie jeden z budynków Szkoły Podstawowej nr 48, w której uczą się młodsze klasy), a przy ul. Kołodzieja powstał dom nauczyciela i dom urzędniczy. Rok później ze względu przepełnienie dotychczasowego gmachu powstał  obok dotychczasowej szkoły nowy, większy obiekt (przy obecnej ul. Bielskiej 14; wówczas szkoła nosiła tytuł Szkoły Ludowej w Murckach). W budynku starego szpitala do 1919 roku funkcjonowała również szkoła gospodarstwa domowego dla dziewcząt. W sierpniu 1920 roku wybuchł w szkole strajk pod przewodnictwem Antoniego Wróbla. Skutkiem było wprowadzenie nauczania w języku polskim.

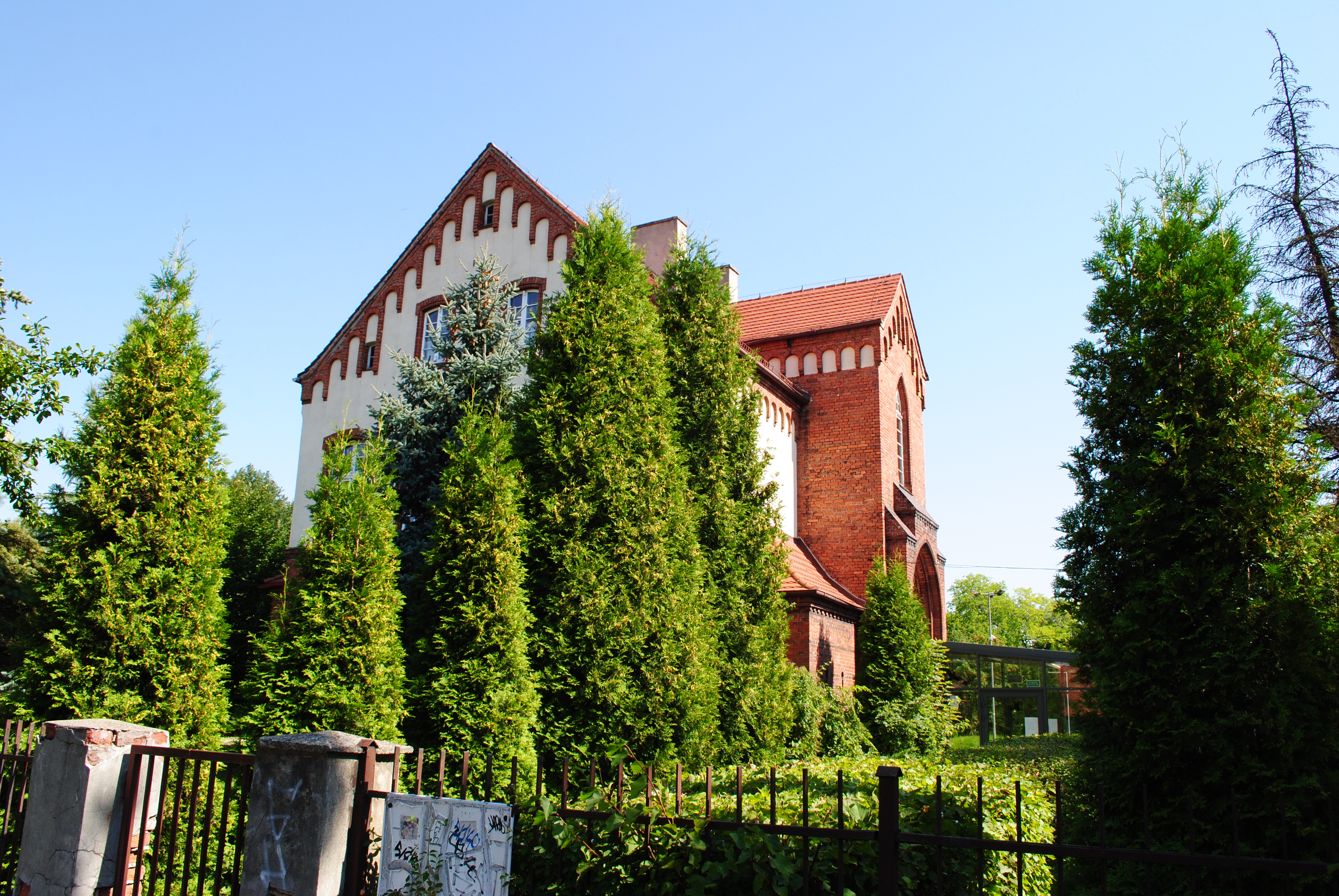
Szkoła Podstawowa nr 48 przy ul. Bielskiej (starszy budynek)

Dnia 5 września 1922 roku w szkole zaczęto wykładać w języku polskim (szkoła ta wówczas nosiła nazwę Publicznej Szkoły Powszechnej w Murckach). Uczęszczało wówczas do niej 434 uczniów, z czego 105 z nich zadeklarowało naukę w języku niemieckim. W 1923 roku uczęszczało do szkoły 576 uczniów, z czego 36 do klas niemieckojęzycznych. W 1934 roku rozbudowano nowszy budynek szkoły przy ul. Bielskiej 14. Do 1930 roku prócz języka polskiego nauczano również dzieci w języku niemieckim. 
Dnia 1 marca 1945 roku szkoła podstawowa wznowiła działalność. Mieściła się ona przy ul. Bielskiej 14, natomiast w budynku obok do 1970 roku funkcjonowało przedszkole, po czym zostało ono przeniesione do dawnej siedziby dyrektora kopalni. W tamtym czasie szkoła podstawowa, dzięki wsparciu ze strony kopalni „Murcki”, była stale unowocześniana. Dnia 1 lipca 1975 roku szkoła otrzymała nr 48, a w lutym 1978 roku uzyskała imię Juliusza Ligonia. Po 1989 roku szkoła była dalej modernizowana – powstała m.in. przewiązka między budynkami szkoły.
Po II wojnie światowej w Murckach zaczęto organizować również szkolnictwo górnicze. Szkołę wraz z internatem zaczęto budować w 1951 roku przy ul. Goetla 2. Nauczanie w Zasadniczej Szkole Górniczej Ministerstwa Górnictwa i Energetyki zainaugurowano 1 września 1953 roku. Wówczas naukę rozpoczęło 202 uczniów pochodzących z różnych części Polski. Rok później szkoła liczyła już 331 uczniów, a w latach 1961-1967 działała pod patronatem kopalni „Murcki” jako Zasadnicza Szkoła Górnicza KWK Murcki. W 1967 roku patronem szkoły została kopalnia „Staszic”, a w 1978 roku powołano Zespół Szkół Zawodowych nr 2 Ministerstwa Górnictwa i Energetyki. Dnia 8 marca 1980 roku patronem szkoły został Jarosław Iwaszkiewicz.

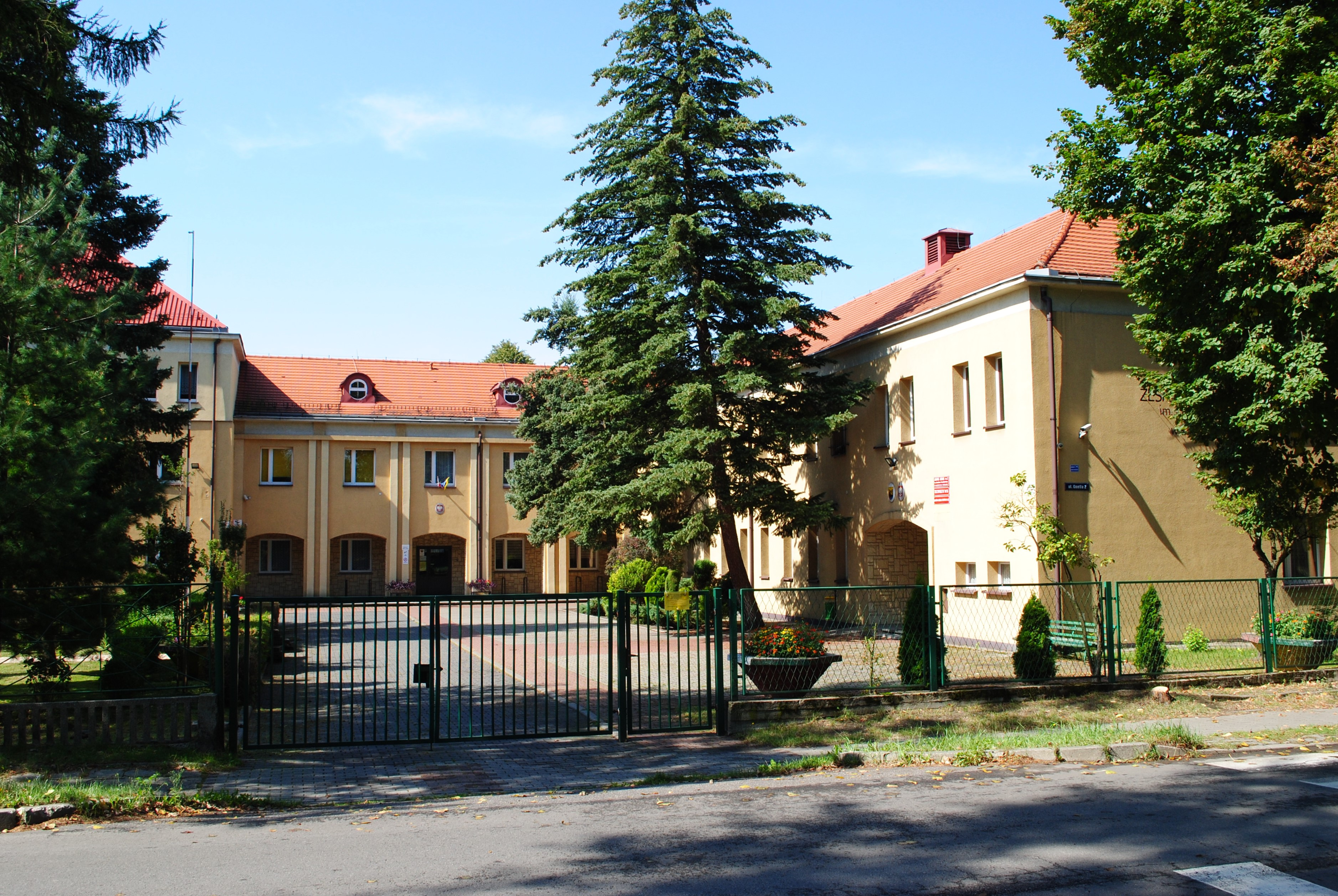
Zespół Szkół nr 2 im. Jarosława Iwaszkiewicza przy ul. Goetla 2

W 1993 roku w Zespole Szkół powstało Technikum Ekonomiczne. W 1999 roku powstaje XVII Liceum Ogólnokształcące i Gimnazjum nr 17. Liceum w 2011 roku zostało zlikwidowane, a Gimnazjum w 2017 roku przekształcono w Branżową Szkołę I Stopnia nr 12. 
Na terenie Murcek, wg stanu z września 2020 roku, są zlokalizowane następujące placówki oświatowe:
- Terapeutyczny Punkt Przedszkolny „Kraina Marzeń” (ul. Piernikarczyka 12)[190],
- Miejskie Przedszkole nr 72 w Katowicach (ul. Bielska 1)[191],
- Niepubliczne Przedszkole Węgielek (ul. Kołodzieja 89a)[192],
- Szkoła Podstawowa nr 48 im. Juliusza Ligonia (ul. Bielska 14)[193],
- Zespół Szkół nr 2 im. Jarosława Iwaszkiewicza (ul. Goetla 2) - na szkołę składa się Technikum nr 16 oraz Szkoła Branżowa I Stopnia nr 12[194].

## Kultura

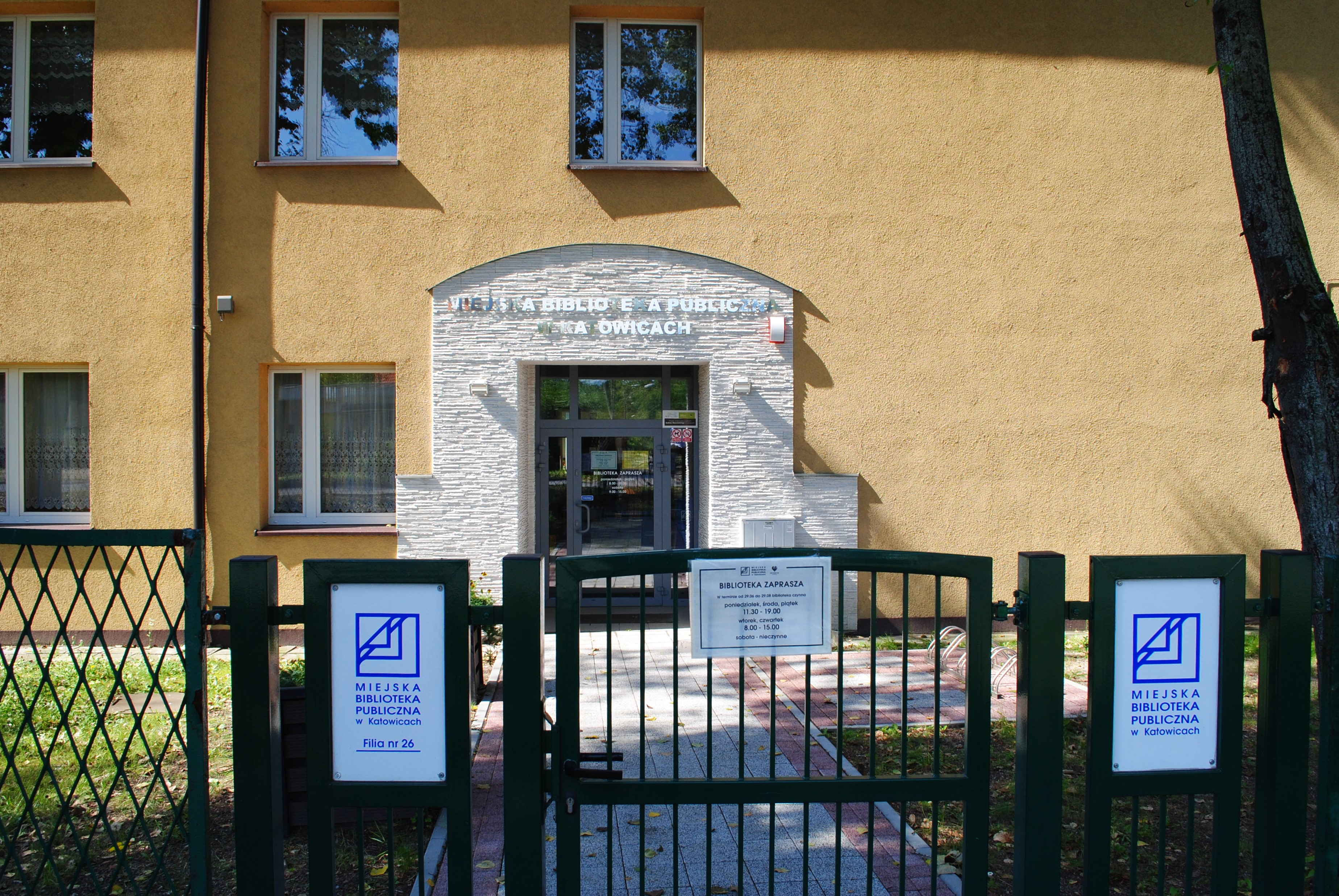
Filia nr 26 Miejskiej Biblioteki Publicznej w Katowicach

Działalność kulturalna w Murckach rozwija się od początku XX wieku. Wówczas to w 1903 roku powstał oddział tajnej Czytelni Polskiej. W 1919 roku powołano Towarzystwo Śpiewu im. Paderewskiego, a rok później gniazdo Towarzystwa Gimnastycznego „Sokół”.
Przy kopalni „Murcki” w 1907 roku powołano orkiestrę, a jej założycielem był Henryk Filak. Pierwszy występ odbył się 4 grudnia 1907 roku. W 1922 roku powstał orkiestra przy kopalni „Boże Dary” w Kostuchnie – obie orkiestry połączono w 1977 roku, tworząc Orkiestrę Dętą KWK „Murcki”, która od 2010 roku nosi nazwę Orkiestra Dęta KWK „Murcki-Staszic” Ruch „Boże Dary”. Orkiestra od początku uczestniczyła w wielu konkursach, a także utrzymuje wymianę artystyczną z muzykami zagranicznymi. W 2010 roku została ona uhonorowana przez władze województwa śląskiego.
W Murckach przy ul. Kołodzieja 42, znajduje się Filia Murcki Miejskiego Domu Kultury „Południe”. Dom ten organizuje zajęcia dla dzieci i dorosłych o różnej tematyce, w tym pracownie twórcze, warsztaty taneczne, zajęcia sportowe i fitness, a także działa tu Koło Miłośników Murcek i Klub Seniora. Ponadto funkcjonuje tu biblioteka – Filia nr 26 Miejskiej Biblioteki Publicznej w Katowicach, położona przy ul. Goetla 2. Prócz czytelni i wypożyczalni, biblioteka prowadzi lekcje biblioteczne, zajęcia plastyczne i spotkania dla dzieci, teatrzyki kukiełkowe oraz organizuje akcje promujące czytelnictwo.

## Religia

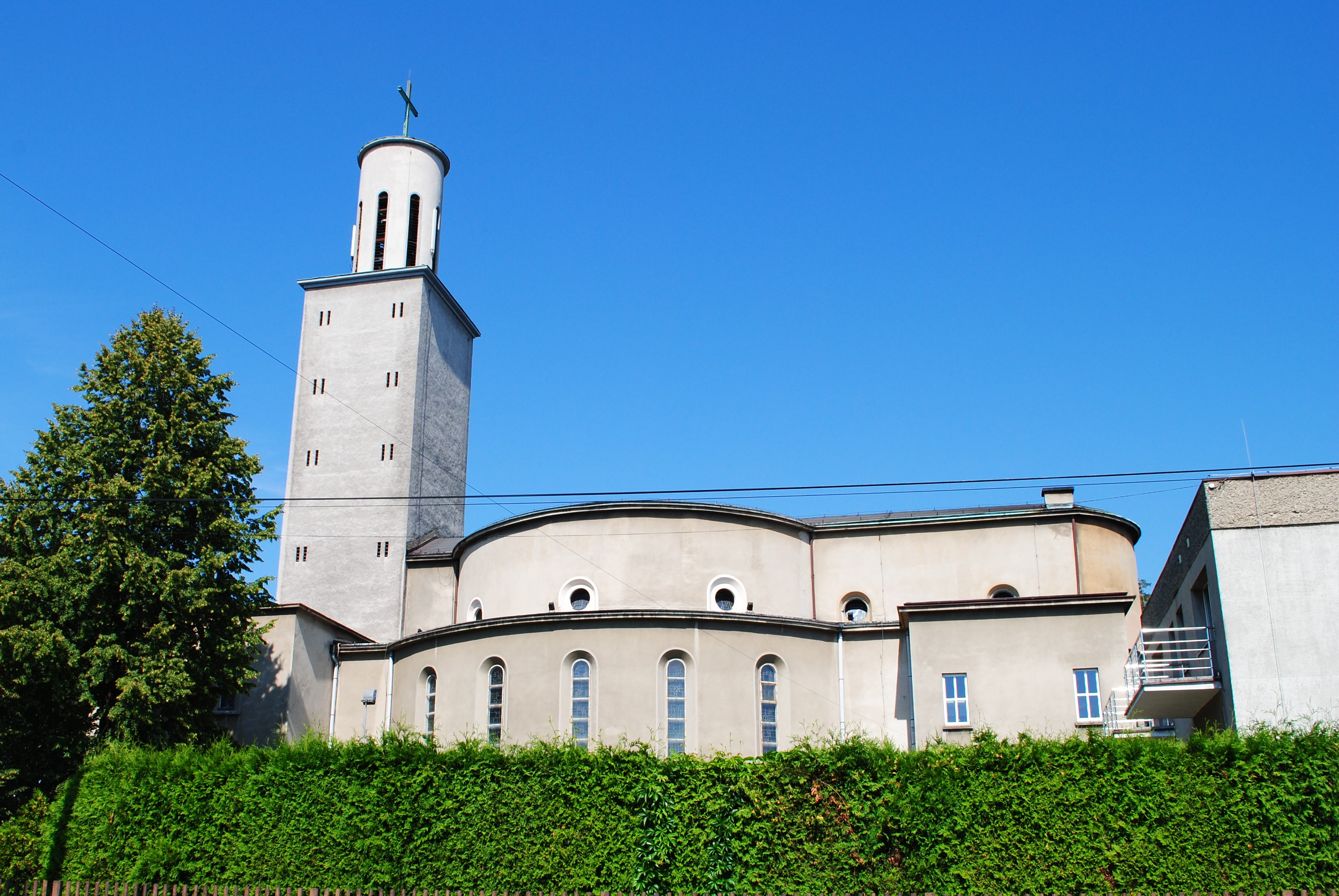
Kościół parafialny parafii NSPJ

W Murckach dominuje wyznanie rzymskokatolickie. Znajduje się tu jedna parafia, obejmującą zasięgiem całą jednostkę pomocniczą – parafia Najświętszego Serca Pana Jezusa. 4 kwietnia 1920 roku poświęcono pierwszy rzymskokatolicki tymczasowy kościół w Murckach. Na jego potrzeby przebudowano barak na zapleczu domów noclegowych. Poświęcenia kościoła dokonał proboszcz tyskiej parafii – ksiądz prałat Jan Kapica. Powołano również tymczasowe duszpasterstwo. W lutym 1924 roku pierwszy, drewniany budynek kościoła uległ zawaleniu z powodu obfitych opadów śniegu. Jego odbudowa trwała 5 miesięcy, a tymczasową kaplicę utworzono w gospodzie. W 1925 roku erygowano parafię.  
W 1932 roku 93% mieszkańców Murcek było wyznania rzymskokatolickiego. Żyło wówczas tutaj 3044 katolików i 197 ewangelików. Kościół, zlokalizowany przy ul. Solskiego, został wybudowany w latach 1931-1934. Jego poświęcenie nastąpiło 28 października 1934 roku przez biskupa Teofila Bromboszcza.

## Sport i rekreacja

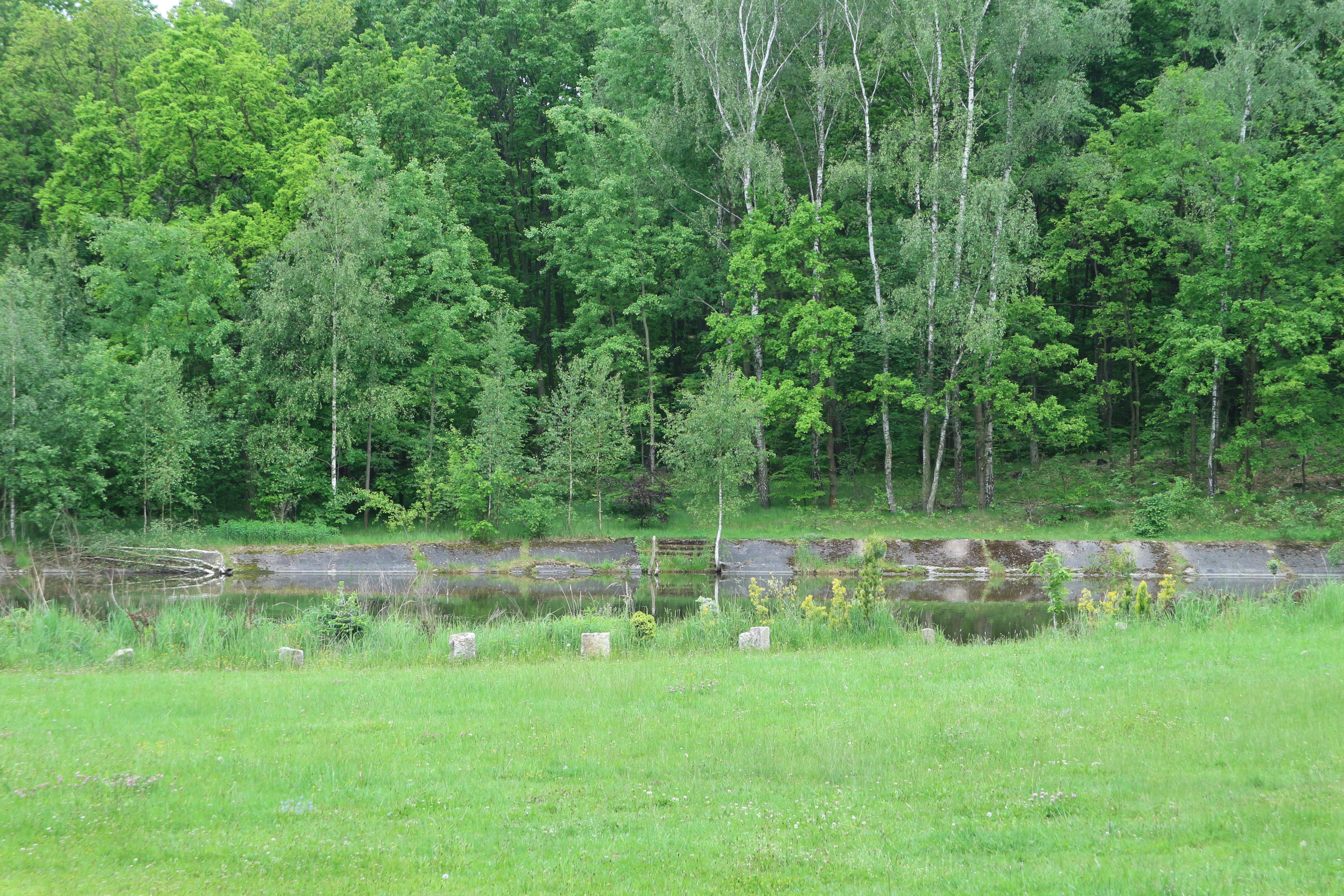
Pozostałość powstałego w latach 80. XX wieku kompleksu Dolinka Murckowska

Wydarzenia sportowe organizowano przed rokiem 1918, lecz nie istnieją znane fakty potwierdzające istnienie towarzystw o charakterze sportowym. Po I wojnie światowej powstały pierwsze kluby i towarzystwa sportowe. Towarzystwo Gimnastyczne „Sokół” w Murckach powołano 1 marca 1920 roku. Mieszkańcy Murcek zrzeszeni w „Sokole” uczestniczyli w biegach przełajowych i maratonach. W 1923 roku założono Klub Sportowy 23 Murcki, który prowadził sekcję piłki nożnej. Był jednym z sygnatariuszy utworzenia I ligi śląskiej. 
Ponadto, w latach międzywojennych funkcjonowało szereg innych klubów, w tym Robotniczy Klub Sportowy „Naprzód” (spadkobierca KS23), Klub Sportowy „Lechja” Murcki (piłka nożna), Towarzystwo Sportowe „Murcki” (powstałe w 1927 roku; piłka nożna) i Oddział Związku Strzeleckiego w Murckach (powstały 29 października 1933 roku). W latach 30. najpopularniejszą dyscypliną w Murckach była piłka nożna. Kluby z Murcek grały w Śląskim Okręgu Piłki Nożnej w klasie B. W latach 20. XX wieku istniała też w Murckach drużyna rugby.

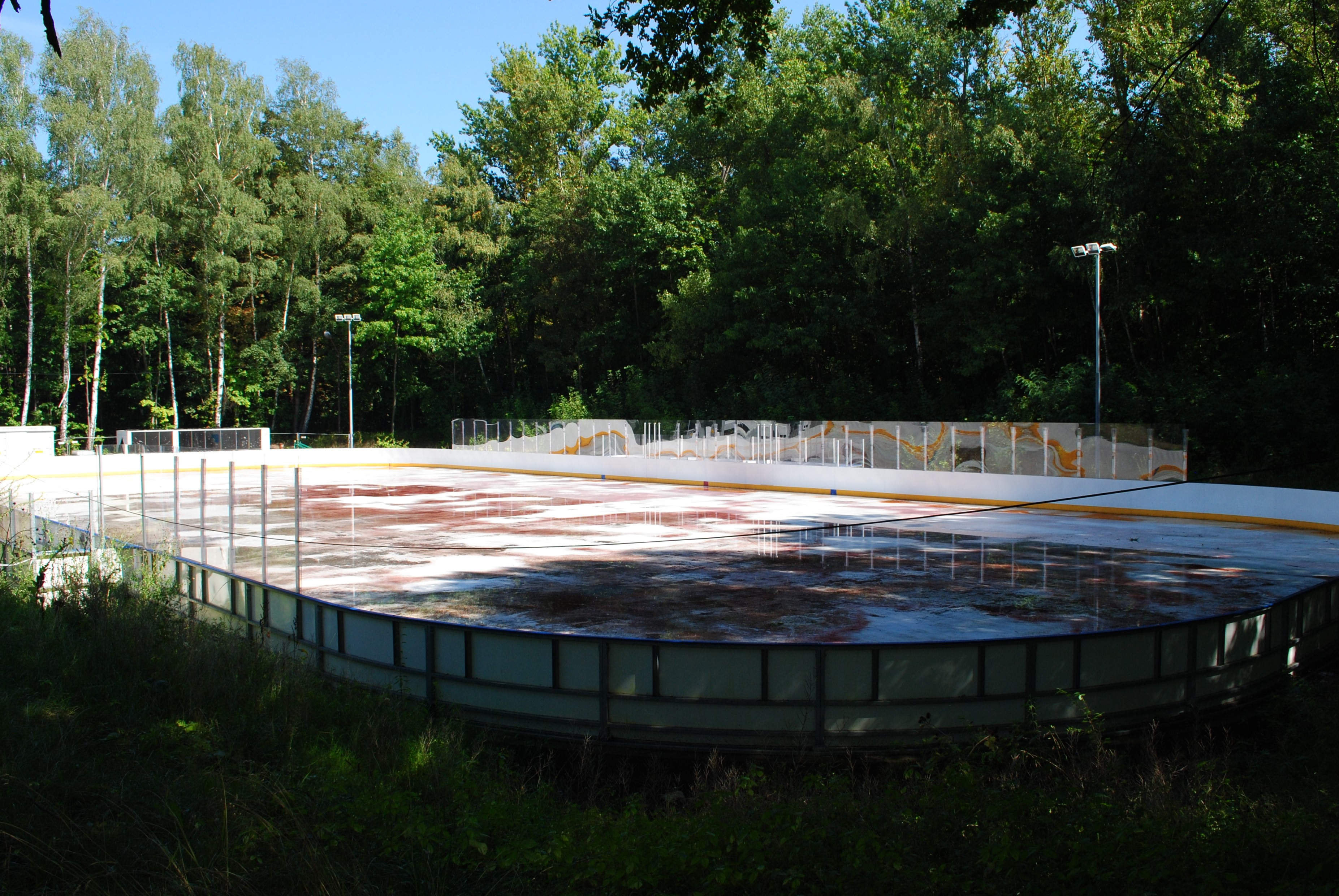
Lodowisko w Parku Murckowskim

Po II wojnie światowej działalność sportowa była w dużej mierze związana z kopalnią „Murcki”. Już w 1946 roku powstało kopalniane Zrzeszenie Sportowe Górnik, a w latach 50. XX wieku kilka osobnych. Po 1955 roku wszystkie zrzeszenia połączono w jedno – Klub Sportowy Górnik Murcki. Klub ten posiadał kilka sekcji. Wśród nich prężnie rozwijała się sekcja hokeju na lodzie. Drużyna hokejowa klubu grała w najwyższej klasie rozgrywkowej przez 8 sezonów. W 1967 roku zdobyła Puchar Polskiego Komitetu Olimpijskiego (odpowiednik Pucharu Polski, którego wówczas nie organizowano). W 1971 roku klub wszedł w skład nowo utworzonego klubu GKS Tychy. Sekcja piłkarska, po fuzji z Górnikiem Kostuchna, utworzyła klub MK Górnik Katowice.
W Murckach mieszkali następujący sportowcy:
- Herbert Hennek – wielokrotny mistrz i wicemistrz Polski w wyścigach motocyklowych[205][206];
- Henryk Handy – uczestnik olimpiady zimowej z Innsbrucku 1964 (obrońca drużyny hokejowej), który po zakończeniu kariery sportowej został trenerem, a jednym z jego podopiecznych był Mariusz Czerkawski[207][203].

W Murckach w Dolince Murckowskiej znajdowało się kąpielisko powstałe w latach 70. XX wieku pod patronatem kopalni „Murcki”, lecz ze względu na niedoinwestowanie oraz pojawienie się groźnych baterii kąpielisko zamknięto. Ponadto w latach PRL-u w Murckach znajdowało się lodowisko naturalne (w parku; na potrzeby sekcji hokejowej), strzelnica sportowa (na końcu ul. Mruczka), stadion piłkarski (na jego terenie wybudowano korty tenisowe) i tor saneczkowy na stokach Wzgórza Wandy.

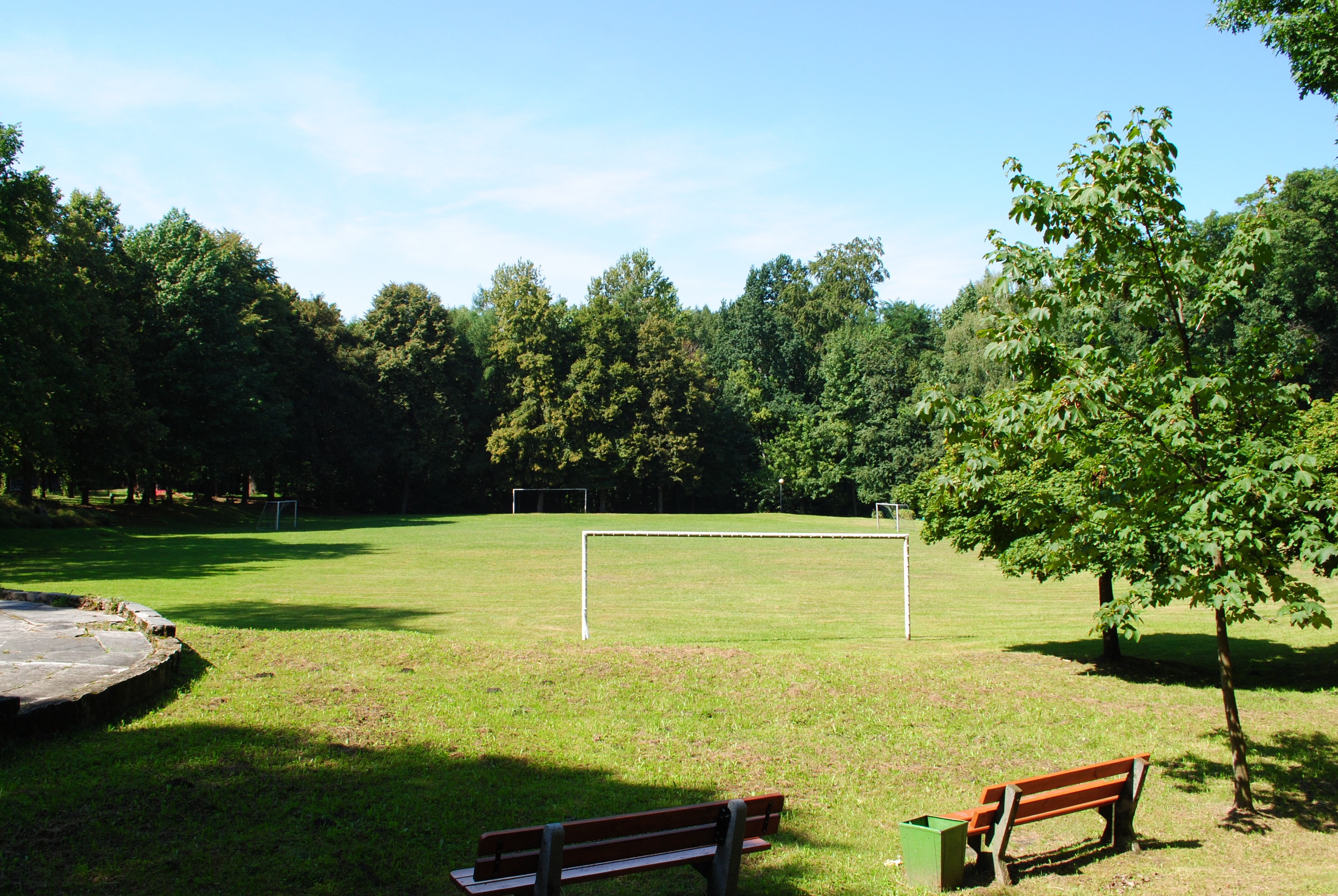
Boisko w Parku Murckowskim

W Murckach po 1989 roku działają następujące kluby i sekcje sportowe:
- Strzelectwo Sportowe MK Murcki – sekcja ta odnosi liczne sukcesy w młodzieżowych mistrzostwach Polski[209],
- Murckowski Amatorski Klub Sportowy MAKS Murcki – powstały w połowie lat 90. XX wieku celem reaktywacji tradycji hokejowej; został pierwszym organizatorem Amatorskiej Ligi Hokeja[209]; organizuje też m.in. amatorskie rozgrywki siatkówki i piłki nożnej pięcioosobowej[210],
- Uczniowski Klub Sportowy Spartakus – powstały pod koniec lat 90. XX wieku; prowadzi sekcję aikido, ogólnorozwojową i turystyczną; działa we współpracy ze Szkołą Podstawową nr 48[210],
- Górnośląski Klub Sportowy Murcki – powstały w 2007 roku; organizuje rozgrywki piłki nożnej pięcioosobowej w ramach corocznie tworzonej „Ligi Murckowskiej”; zimą organizuje lodowisko, a latem mistrzostwa Katowic w piłce siatkowej[210].

W Murckach istnieje rozbudowana infrastruktura turystyczna, w tym korty tenisowe, boiska przy szkołach i Parku Murckowskim oraz rozbudowana sieć ścieżek rowerowych. Ponadto, w ramach budżetu obywatelskiego w Parku Murckowskim wybudowano lodowisko o wymiarach 80x28 metrów, oddane do użytku w grudniu 2018 roku.

### Szlaki turystyczne

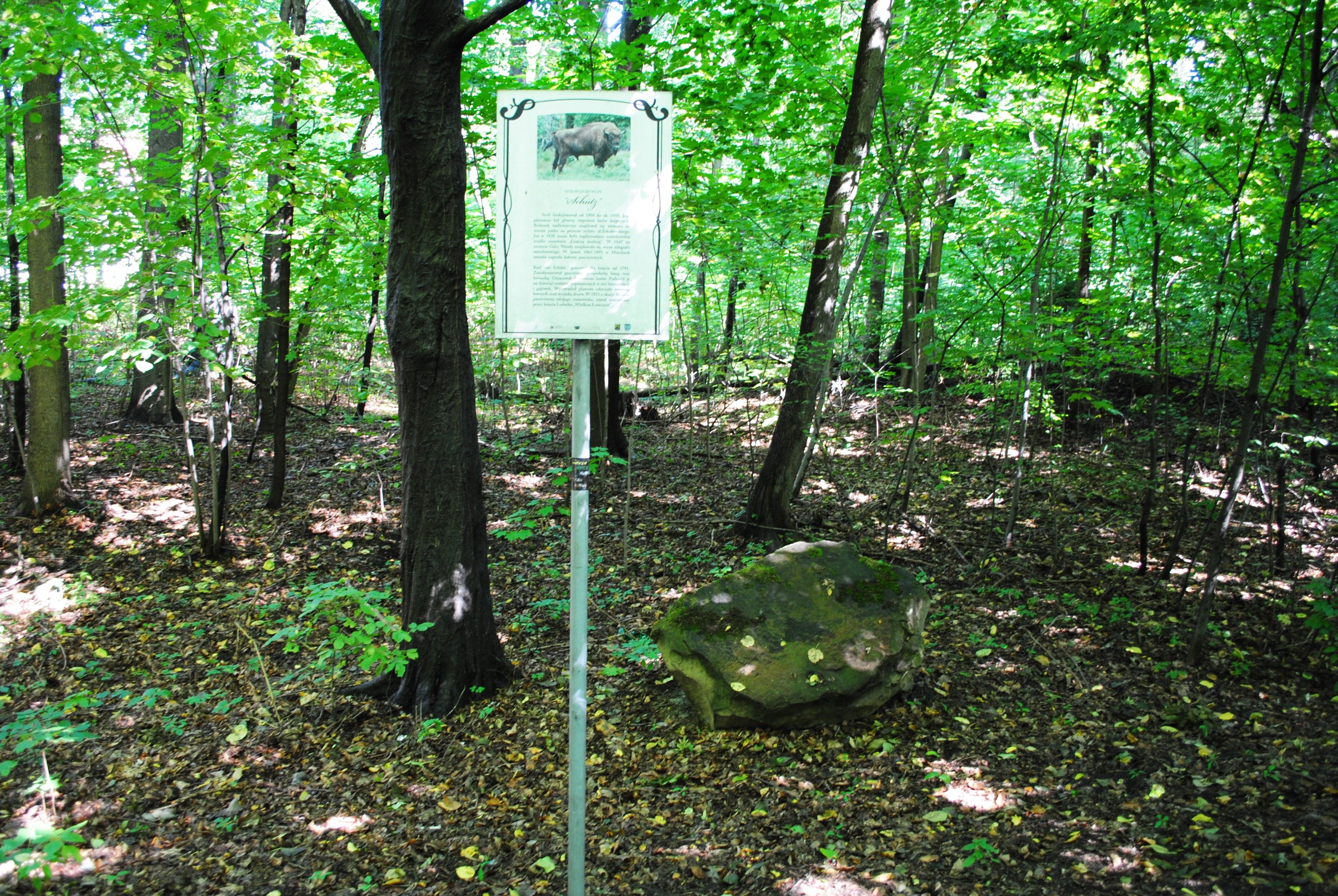
Fragment ścieżki dydaktycznej pt. „Śladami najstarszej kopalni węgla na Górnym Śląsku” w Parku Murckowskim

Przez teren Murcek przechodzą następujące szlaki turystyczne:
- Katowicki Szlak Spacerowy; Park Śląski – Śródmieście – Muchowiec – Dolinka Murckowska – Hamerla[212],
- Szlak Dolinki Murckowskiej; Giszowiec – Stara Wesoła – Dolinka Murckowska[212],
- Szlak Historii Górnictwa Górnośląskiego; Łubianki – Cegielnia Murcki – Mikołów – Rybnik[213],
- Szlak Hołdunowski; Barbara-Janina – Wesoła Fala – Ławki – Jeleń[212],
- Szlak im. Mariana Kantora-Mirskiego; Giszowiec – Dolinka Murckowska – Mysłowice[212],
- Szlak Krawędziowy GOP; Gliwice – Mikołów – Tychy – Hamerla – Chełm Śląski – Jaworzno[214],
- Szlak Ochojski; Ochojec – Sągarnia – Płone Bagno – Kamienna Góra – Lędziny[212],
- Szlak Wesołej Fali; Dolinka Murckowska – Wesoła Fala[212],
- Hamerla – Ławki[212].

Na terenie Paku Murckowskiego został zorganizowany również szlak pt. „Śladami najstarszej kopalni węgla na Górnym Śląsku”, na którym znajduje się dziewięć przystanków. W Murckach znajduje się też szlak spacerowy „Kolonii Górniczej Murcki”, który obejmuje punkty w różnych częściach Murcek.

## Bezpieczeństwo publiczne
Murcki pod względem bezpieczeństwa publicznego w 2007 roku były 5. najbezpieczniejszą dzielnicą w Katowicach (na 22 jednostki) według współczynnika przestępczości, który wówczas wynosił 1,82 przestępstw na 100 mieszkańców (średnia dla całych Katowic – 3,08). W latach 2004–2007 przestępczość w dzielnicy uległa obniżeniu – w 2004 współczynnik przestępczości wynosił 2,51 przestępstw na 100 osób. W 2007 roku doszło w Murckach do 10 wypadków komunikacyjnych.
W Murckach nie znajduje się żaden posterunek policji oraz straży pożarnej. Najbliższa jednostka straży pożarnej znajduje się w Kostuchnie – jest tam jednostka Ochotniczej Straży Pożarnej (ul. Szarych Szeregów 62). Rejon Murcek obsługuje Komisariat IV Policji w Katowicach przy ul. Policyjnej 7 w dzielnicy Piotrowice-Ochojec.

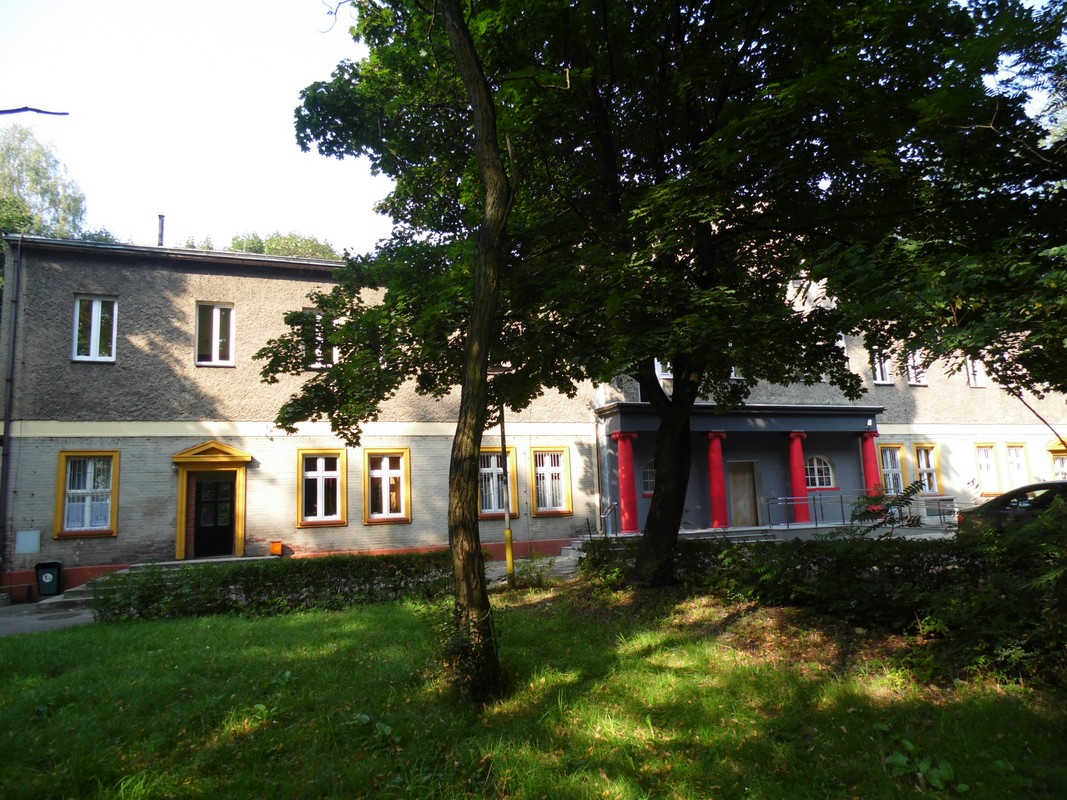
Jeden z budynków Szpitala Murcki

Głównym zakładem opieki zdrowotnej na terenie Katowic jest Szpital Murcki, położony przy ul. Sokołowskiego. Znajduje się on w rejonie rozległego parku i ma on zabudowę pawilonową. Pierwszy obiekt ochrony zdrowia – szpital książęcy, oddano do użytku w 1900 roku. Znajdował się on przy ul. Bielskiej 26. Nowy szpital powstał po przekształceniu istniejącego „nowego domu sypialnego” przy ul. Sokołowskiego w 1911 roku. 
Obecny szpital powstał w 1918 roku na terenie wykupionych od księcia pszczyńskiego przez Pszczyńskie Bractwo Górnicze. Pierwszym dyrektorem szpitala był chirurg dr Eugeniusz Bozian. W latach międzywojennych szpital nie był podzielony na oddziały specjalistyczne, tylko istniał podział chorych wg płci. Był on natomiast stale rozbudowany – do 115 łóżek przed wybuchem II wojny światowej. Po II wojnie światowej nastąpił dalszy rozwój szpitala – w miejsce oddziału zakaźnego powstał oddział chorób gruźlicy płuc i po nadbudowaniu oddział chorób wewnętrznych. Powstał też oddział neurologiczny. Łącznie szpital został powiększony do 200 łózek. W 1997 roku leczono w szpitalu 3500 chorych i wykonano 1274 duże zabiegi operacyjne. Dnia 14 grudnia 1998 roku został przekształcony w Szpital Rejonowy Murcki-Janów w Katowicach. W 2001 roku wprowadzono program restrukturyzacji szpitala. Podjęto też uchwałę nad zmianą nazwy szpitala na SPZOZ Szpital Miejski Murcki w Katowicach, a decyzją Miasta Katowice 31 października 2013 został przekształcony w spółkę prawa handlowego jako Szpital Murcki Sp. z o.o.